# Liste des drapeaux nationaux proposés
Cet article compile toutes les propositions non-retenues de drapeaux nationaux bien documentées ; qu'il s'agisse d'États indépendants, de territoires dépendants ou autonomes ou d'États à reconnaissance limitée. Il s'agit de variantes non-officielles sans existence légale.

## Afrique du Sud

Proposition 1 (1910)
Proposition 2 (1910)
Proposition dite « The 'Walker' Flag » (1926)
Proposition (1926)
Proposition 1 (1926)
Proposition 2 (1926)
Proposition 3 (1926)
Proposition 4 (1926)
Proposition 5 (1926)
Proposition 6 (1926)
Proposition 7 (1926)
Proposition 8 (1926)
Proposition 9 (1926)
Proposition 10 (1926)
Proposition 11 (1926)
Proposition 12 (1926)
Proposition avec croix 1 (1927)
Proposition avec croix 2 (1927)
Proposition avec croix 3 (1927)
Proposition du comité 1 (1927)
Proposition du comité 2 (1927)
Proposition du comité 3 (1927)
Proposition du Parti sud-africain (1927)
Proposition du Gouvernemental (1927)
Proposition du Sénat (1927)
Proposition de H.C. Blatt (1965)
Proposition de Lalsingh Ramlukan (1992)
Proposition de la Commission des symboles nationaux 1 (1993)
Proposition de la Commission des symboles nationaux 2 (1993)
Proposition de la Commission des symboles nationaux 3 (1993)
Proposition de la Commission des symboles nationaux 4 (1993)
Proposition de la Commission des symboles nationaux 5 (1993)
Proposition de la Commission des symboles nationaux 6 (1993)
Proposition 1 (1993)
Proposition 2 (1993)
Proposition 3 (1993)
Proposition 4 (1993)
Proposition 5 (1993)
Proposition 6 (1993)
Proposition rejetée 1 (1994)
Proposition rejetée 2 (1994)
Proposition rejetée 3 (1994)
Proposition rejetée 5 (1994)
Proposition de l'African National Congress (1994)

## Algérie

Première proposition (1962)
Deuxième proposition (1962)

## Allemagne

Proposition d'Ottfried Neubecker (1926)
Proposition de Robert Lehr (1948)
Proposition de Paul Wentzcke (1948)
Proposition d'Edwin Redslob (1948)
Proposition de Josef Wirmer (1944-1948)
Proposition d'Ernst Wirmer (1948)

## Angola
En 1967, F. P. de Almeida Langhans a conçu un design de drapeau pour les colonies portugaises, y compris l'Angola, consistant en un drapeau du Portugal portant les armoiries de la colonie.
En 1996, un drapeau tricolore rouge-vert-noir a été proposé, basé sur le drapeau panafricain et les drapeaux du MPLA et de l'UNITA.
En 2003, un autre drapeau a été proposé, avec 2 bandes bleues en haut et en bas, 1 grande bande centrale rouge et 2 petites bandes blanches pour les séparer. Il y avait aussi un symbole du soleil au centre, censé provenir des peintures rupestres de Tchitundo-Hulu.

Proposition d'Almeida Langhans pour l'Afrique de l'Ouest portugaise (1967)
Proposition tricolore (1996)
Proposiiton de Tchitundo-Hulu Sun (2003)

## Arménie
En 1885, Ghevont Alishan, prêtre catholique arménien et historien, proposa deux drapeaux arméniens. L'un d'eux est un drapeau tricolore horizontal rouge-vert-blanc, le rouge et le vert provenant du calendrier catholique arménien, le premier dimanche de Pâques étant appelé « dimanche rouge » et le deuxième dimanche « dimanche vert », le blanc étant ajouté pour des raisons de conception. Il a ensuite proposé un autre drapeau, un tricolore vertical rouge-vert-bleu, inspiré de l'arc-en-ciel.
En 1918, Martiros Sarian, un peintre arménien, a conçu une proposition de drapeau arc-en-ciel car « la couleur est un véritable miracle ».

Première proposition de Ghevont Alishan (1885)
Seconde proposition de Ghevont Alishan (1885)
Proposition de Mariros Sarian (1918)

## Australie

Eureka Flag
À la suite du concours du Herald (bleu)
À la suite du concours du Herald (rouge)
Drapeau de la Compétition fédérale de 1901 (en)
Drapeau de l'Empire britannique australien (1902)
Finaliste du concours du Daily Telegraph
Concours de l'Advertiser
Concours de A Current Affair (en)
Drapeau de la Réconciliation australienne (en)
« Southern horizon »

## Bahamas
Inversion des couleurs proposées en 1973 par Sir Anthony Wagner.

Drapeau rejeté (1973)

## Biélorussie
En 1990, les autorités de Minsk ont autorisé l'utilisation du drapeau national biélorusse blanc-rouge-blanc conjointement avec le drapeau d'État de la République socialiste soviétique de Biélorussie. Cela a incité de nombreux partisans de l'opposition à créer d'autres propositions portant ce dessin, y compris des drapeaux avec l'emblème du régiment « Pahonie » dans la bande rouge, et certains ressemblant même à une croix nordique en raison de l'ajout d'une barre rouge vers le guindant,.
Juste après la déclaration d'indépendance en 1991, la sixième session extraordinaire du XIIe Conseil de la RSS de Biélorussie a débuté avec, dans l'ordre du jour, le nom de la république (Biélorussie, Bélarous, Polésie et Paléssie furent proposés), le drapeau de l'État et ses armoiries. En référence à l'histoire médiévale du pays, les pro-européens soutenaient des noms de provinces historiques comme « Polésie » et les couleurs blanc-rouge-blanc, tandis qu'en référence à la période soviétique, les pro-russes soutenaient les noms de Biélorussie ou Belarouss, et les couleurs vert et rouge du drapeau soviétique, tel qu'il était depuis 1951. Divers projets de drapeaux ont été soumis au public et c'est celui de la première indépendance de 1918, horizontal blanc-rouge-blanc, qui a été adopté,.
En 1993, le futur président pro-russe Alexandre Loukachenko a proposé un référendum pour changer le drapeau, mais sa proposition (retour au drapeau soviétique, moins la faucille et le marteau) a été rejetée. Une fois devenu président en 1995, A. Loukachenko a proposé au choix soit une version composée de deux fines bandes vertes en haut et en bas, et d'un champ central rouge, soit le drapeau soviétique sans la faucille et le marteau : ce dernier a été adopté comme drapeau actuel de la Biélorussie.

Première proposition (1991)[7]
Proposition inspirée de la période médiévale, à la croix scandinave (1992)
Proposition d'Alexandre Loukachenko (1995)
Autre version de la proposition de 1992 (vers 2016)
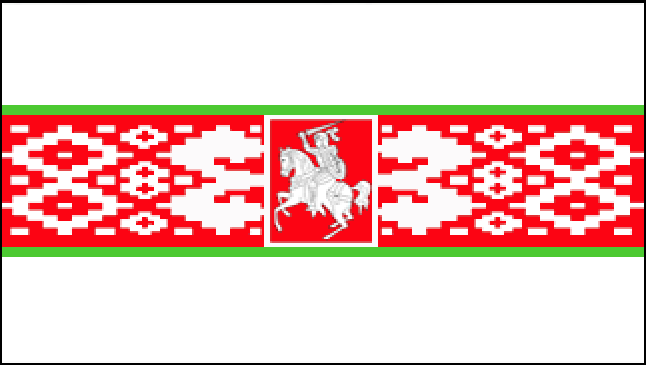
Proposition pour concilier pro-européens et pro-russes (2020)
Drapeau blanc-rouge-blanc (1918, 1991 à 1995) arboré dans les manifestations contre l'invasion russe de l'Ukraine et par l'opposition à Alyaksandr Loukatchenko en Biélorussie (2022)

## Belgique
En 2008, l'artiste belge Luc Swinnen a proposé une proposition au drapeau belge, en ajoutant des pixels brouillant les lignes entre les rayures pour symboliser les cultures et les langues entrelacées de la Belgique.
En 2010, le designer néerlandais Theun Okkerse a proposé un nouveau drapeau belge, avec un fond jaune-noir-jaune représentant les Flamands combiné à un dessin jaune-rouge-jaune représentant les Wallons, et leur intersection créant quatre « flèches » pointant vers le centre du drapeau.
En 2011, le caricaturiste belge a conçu un nouveau drapeau pour la Belgique, divisé en quatre carrés de couleur jaune, rouge, bleu et blanc. Le jaune représente le peuple flamand, le rouge représente les Wallons, le bleu représente Bruxelles et le blanc représente la Communauté germanophone de Belgique.

Proposition de Luc Swinnen (2008)
Proposition de Theun Okkerse (2010)
Proposition de Pierre Kroll (2011)

## Birmanie

Proposition originale (2006)
Proposition de la Ligue nationale pour la démocratie (2019)
Proposition de la Ligue des nationalités Shan pour la démocratie (en) (2019)
Proposition du Congrès Zomi pour la démocratie (en) (2019)
Proposition du Parti de l'unité nationale (en) (2019)

## Bolivie

Proposition « Wiphala » (2006)[9]

## Bosnie-Herzégovine
En 1992 et 1997, plusieurs propositions de drapeaux ont été faites pour la Bosnie-Herzégovine.
En 1992, l'une des propositions était un tricolore horizontal vert-rouge-bleu, le vert représentant les musulmans, le rouge représentant les Croates et le bleu représentant les Serbes.
Une autre, proposée par les défenseurs de Sarajevo, consistait en un triangle bleu en bas à droite occupant la moitié du drapeau et portant trois fleurs de lys ; l'autre moitié du drapeau consistant en six bandes rouges et blanches, formant les couleurs panslaves.
En 1997, un changement de drapeau s'est produit à nouveau, les Serbes de Bosnie considérant que le drapeau accepté ne représentait que les Bosniaques. Il y avait une proposition de style « tchèque », faisant figurer un triangle bleu pour les Serbes, une barre verte pour les Musulmans et une barre rouge pour les Croates. On note également deux propositions sur fond bleu clair, l'une avec une branche d'olivier et l'autre avec une carte de la Bosnie-Herzégovine, des motifs considérés comme consensuels.
Il y avait quatre autres propositions similaires, toutes contenant une carte de la Bosnie, bleue ou jaune, dans un tricolore rouge-blanc-bleu, diagonal ou horizontal, entre 10 étoiles dans un cercle ou 2 branches d'olivier tirées du drapeau des Nations Unies.
Trois propositions ont été faites par le Haut représentant Carlos Westendorp, l'une étant le drapeau adopté mais avec une nuance de bleu similaire à celle du drapeau de l'ONU, une autre contenant 5 bandes partant de chaque côté du drapeau sans atteindre l'autre côté, en jaune et blanc sur un fond bleu similaire à celui de l'ONU, et la dernière étant la même que la précédente mais avec 12 bandes et formant un triangle au centre du drapeau.

Tricolore no 1 (1992)
Proposition de l'Union démocratique bosnienne (1992)
Proposition des Défenseurs de Sarajevo (1992)
Première proposition de la première série (1997)
Deuxième proposition de la première série (1997)
Troisième proposition de la première série (1997)
Première proposition de la deuxième série (1997)
Deuxième proposition de la deuxième série (1997)
Troisième proposition de la deuxième série (1997)
Quatrième proposition de la deuxième série (1997)
Première proposition de Westendorp (1997)
Deuxième proposition de Westendorp (1997)
Troisième proposition de Westendorp (1997)

## Brésil
En 1888, Júlio Ribeiro dessine un drapeau pour une république brésilienne, qu'il dote de quinze bandes noires et blanches alternées, d'un rectangle rouge dans le canton, contenant une carte bleue du Brésil à l'intérieur d'un cercle blanc avec 4 étoiles jaunes sur chaque coin du canton — ce dessin devient finalement le drapeau de l'État de São Paulo.
En 1890, Antônio da Silva Jardim a également conçu un drapeau républicain brésilien, un tricolore noir-rouge-blanc avec un blason centré dessus.
Toujours en 1890, José Paranhos, Baron de Rio Branco, propose un dessin similaire, un tricolore diagonal noir-blanc-rouge avec des armoiries, similaires aux armoiries impériales, centrées dessus.
En 1892, Oliveira Valadão propose de modifier le drapeau du Brésil en supprimant le cercle bleu, les étoiles et la devise et en ajoutant les armoiries.
En 1908, Wenceslau Escobar propose de supprimer la devise ORDEM E PROGRESSO car, selon lui, le drapeau ne peut porter « la devise d'une secte » (le positivisme).
En 1908, Eurico de Góes propose de revenir au drapeau impérial, mais sans bouclier ni couronne, et à leur place une étoile blanche. Plus tard, en 1922, il propose un drapeau similaire, mais sans l'étoile blanche, ni le globe, et la croix rouge et le cercle bleu clair étant élargis et centrés sur le triangle jaune.

Proposition de Júlio Ribeiro (1888)
Proposition d'Antônio da Silva Jardim (1890)
Proposition de José Paranhos (1890)
Proposition d'Oliveira Valadão (1892)
Proposition de Wenceslau Escobar (1908)
Proposition d'Eurico de Góis (1908)
Seconde proposition d'Eurico de Góis (1922)

## Bulgarie
Vers 1915, le Tsar Ferdinand Ier propose un nouveau drapeau pour la Bulgarie, un tricolore horizontal noir-blanc-bleu, le noir représentant la mer Noire, le blanc représentant la mer Égée, et le bleu représentant la mer Adriatique.

Proposition de drapeau bulgare du roi Ferdinand (vers 1915)

## Cameroun
Plusieurs propositions ont été faites pour que les colonies allemandes obtiennent leurs propres drapeaux et héraldiques. En 1914, Wilhelm Solf a proposé un drapeau pour le Cameroun, composé du drapeau de l'Empire allemand sur lequel était surimposées les armoiries du Kamerun dans un cercle.

Proposition de Wilhelm Solf (1914)
Variante du précédent (1914)

## Canada
En 1902, le Daily Express rapporte qu'une série de drapeaux est proposée pour remplacer l'Union Jack partout dans l'Empire britannique, à l'exception du Royaume-Uni lui-même. L'objectif était de créer des drapeaux plus représentatifs de la population de chaque région où ils seraient utilisés. Tels qu'ils sont décrits, les drapeaux auraient comporté la Croix de Saint-Georges et une couronne impériale dans le canton pour représenter les Anglais. En haut à droite se trouvait l'emblème du territoire arborant le drapeau et, dans le cas du Canada, ses armoiries. Un grand soleil au centre symbolise l'« empire sur lequel le soleil ne se couche jamais ».
En 1930, le journal La Presse propose un nouveau drapeau canadien, celui qui avait remporté un concours quelques années plus tôt. Il s'agissait d'un drapeau blanc, d'un canton de l'Union Jack, de sept étoiles bleues à cinq branches formant la Grande Ourse et d'une étoile polaire à huit branches dans le quart supérieur droit du drapeau.
En 1939, Ephrem Cote a proposé un drapeau à trois sections. Il comporte un triangle bleu en haut à gauche, contenant l'Union Jack pour les Canadiens anglais, un triangle rouge en bas à droite, contenant une fleur de lys pour les Canadiens français, et une épaisse ligne blanche du bas à gauche au haut à droite entre les deux, contenant une feuille d'érable verte.
En 1946, il a été proposé de remplacer l'écu par une feuille d'érable dorée sur l'actuel Red Ensign.
En 1947, Adélard Godbout propose un drapeau divisé en diagonale avec un triangle blanc en bas à gauche et un triangle rouge en haut à droite, et une feuille d'érable verte au centre.
En 1956, Jean-François Pouliot propose que le drapeau canadien soit un fond rouge avec une feuille d'érable verte au centre.
En 1962, John-Guy Labarre propose comme drapeau une étoile polaire verte sur fond blanc.
En 1964, lors du Grand débat sur le drapeau canadien, plusieurs drapeaux ont été proposés. Le drapeau initialement préféré par le Premier ministre Lester B. Pearson était un drapeau conçu par Alan Beddoe, avec deux barres bleues à chaque extrémité et un ensemble rouge de trois feuilles d'érable reliées par une tige au centre, connu sous le nom de Pearson Pennant Un autre drapeau proposé par Beddoe ressemblait au drapeau du Canada actuel, mais avec le drapeau britannique en haut à gauche, et la bannière royale de France en haut à droite.
Il y avait aussi une proposition de 1964, semblant prendre des éléments du drapeau du Royaume-Uni, et du drapeau des États-Unis, avec un fond bleu, une croix rouge avec une bordure blanche, une feuille d'érable verte au centre, et 10 étoiles blanches à l'intérieur de la croix. Notons également une proposition avec la moitié gauche du drapeau rouge et la moitié droite blanche, et 10 feuilles d'érable sur l'ensemble du drapeau.

Drapeau de l'Empire britannique, Proposition de 1902
Proposition du journal La Presse (1930)
Proposition d'Ephrem Côté (1939)
Proposition Red Ensign (1946)
Proposition d'Adélard Godbout (1947)
Proposition de Jean-Francois Pouliot (1957)
Proposition de John-Guy Labarre (1962)
Proposition d'Alan Beddoe (1964)
Proposition Stars & Leaf (1964)
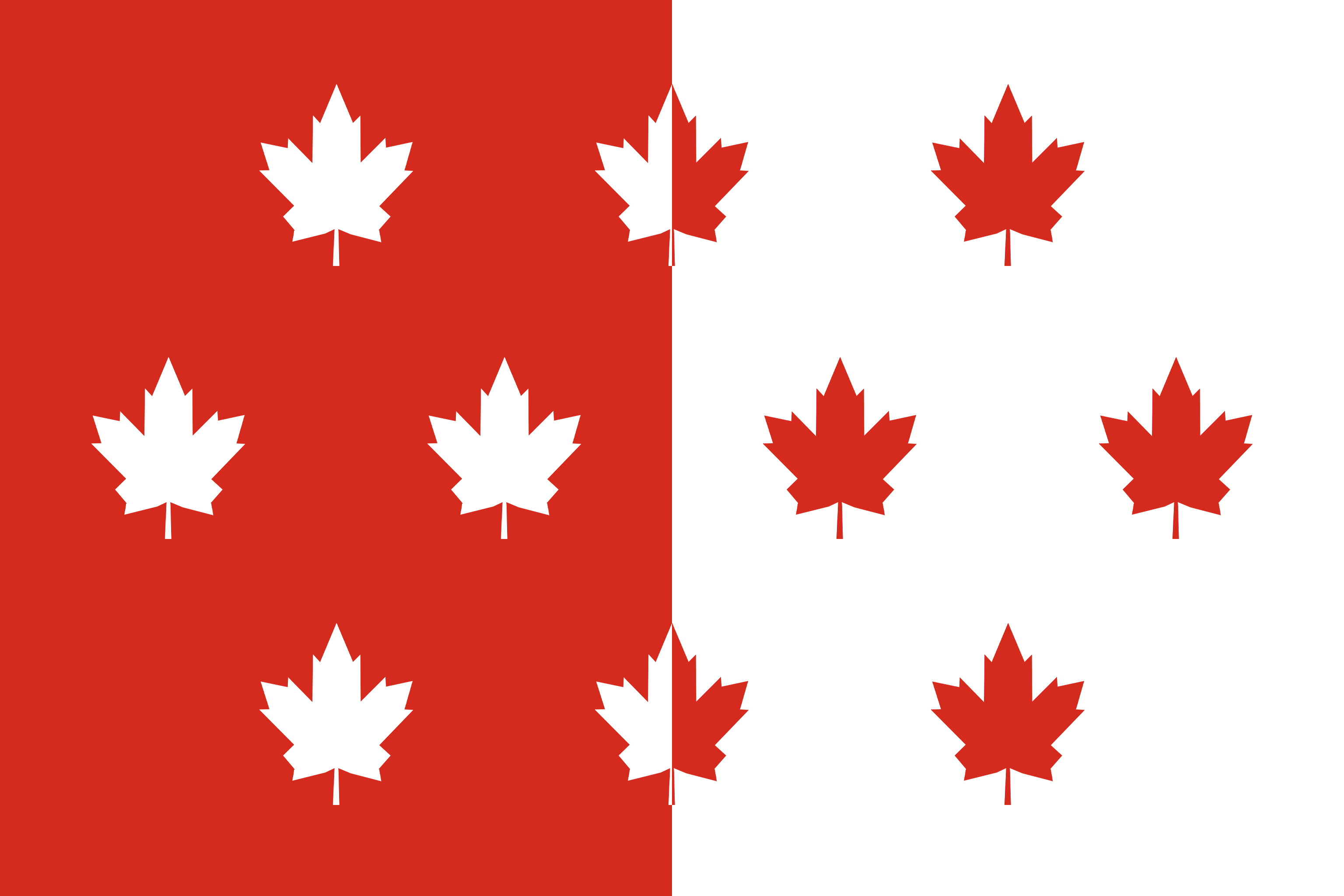
Proposition faite durant le grand débat sur le drapeau canadien (1964)
Proposition dite Pearson Pennant (1964)
Proposition des Native Sons of Canada (1965)
« Drapeau de l'Unité canadienne » (1994)

## Cap-Vert
En 1967, F. P. de Almeida Langhans a conçu des drapeaux pour les colonies portugaises, y compris le Cap-Vert, constitués d'un Drapeau du Portugal rehaussé des petites armes de la colonie.

Proposition d'Almeida Langhan (1967)

## Centrafrique
Au cours de l'été 1976, après une rencontre avec le dirigeant libyen Mouammar Kadhafi, le dirigeant centrafricain Jean-Bédel Bokassa s'est converti à l'islam, probablement dans l'espoir d'obtenir de l'aide de la Libye, et un projet a été entrepris pour adopter un nouveau drapeau national comportant un symbolisme islamique. Il est proposé que le quart supérieur droit soit divisé en deux horizontalement entre le jaune et le blanc, et que le reste du drapeau soit vert avec une étoile et un croissant jaunes. Cette proposition a été de courte durée, Bokassa s'étant rapidement reconverti au catholicisme romain.

Proposition de 1976

## Chine
Plusieurs drapeaux ont été étudiés en 1949 par le Parti communiste chinois, la plupart contenant les couleurs rouge et jaune ainsi que des étoiles du symbolisme communiste. La proposition de Mao Zedong (une étoile et une bande jaunes sur fond rouge) n'a pas été retenue parce que « trop semblable aux drapeaux des républiques socialistes soviétiques alors que la république populaire de Chine est un état indépendant ». Pour une Chine réunifiant la Chine continentale communiste et la Chine insulaire pluraliste (qui formerait une région autonome de plus), un drapeau combinant les symboles des deux régimes a été proposé et rejeté quarante ans plus tard.

Proposition de Mao Zedong (1949)
Proposition de Zeng Liansong (1949)
Autre proposition de Zeng Liansong (1949)
Proposition alternative 1 (1949)
Proposition alternative 2 (1949)
Proposition 001 (1949)
Proposition 002 (1949)
Proposition 003 (1949)
Proposition 004 (1949)
Proposition 005 (1949)
Proposition 006 (1949)
Proposition 007 (1949)
Proposition 008 (1949)
Proposition 009 (1949)
Proposition 010 (1949)
Proposition 011 (1949)
Proposition 012 (1949)
Proposition 013 (1949)
Proposition 014 (1949)
Proposition 015 (1949)
Proposition 016 (1949)
Proposition 017 (1949)
Proposition 018 (1949)
Proposition 019 (1949)
Proposition 020 (1949)
Proposition 021 (1949)
Proposition 022 (1949)
Proposition 023 (1949)
Proposition 024 (1949)
Proposition 025 (1949)
Proposition 026 (1949)
Proposition 027 (1949)
Proposition 028 (1949)
Proposition 029 (1949)
Proposition 030 (1949)
Proposition 031 (1949)
Proposition 32 (1949)
Proposition 33 (1949)
Proposition 34 (1949)
Proposition 35 (1949)
Proposition 36 (1949)
Proposition 37 (1949)
Proposition 38 (1949)
Proposition 39 (1949)
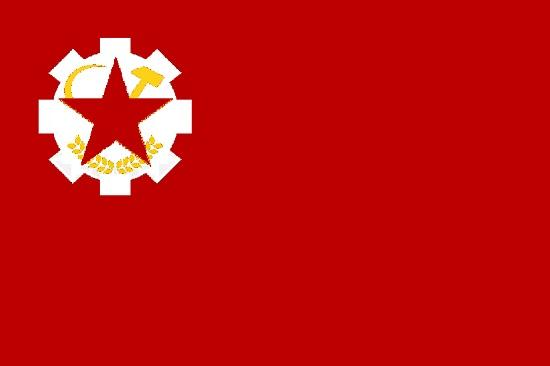
Proposition 40 (1949)
Proposition 41 (1949)
Proposition 42 (1949)
Proposition 43 (1949)
Proposition 44 (1949)
Proposition 45 (1949)
Proposition 46 (1949)
Proposition 47 (1949)
Proposition 48 (1949)
Proposition 49 (1949)
Proposition 50 (1949)
Proposition 51 (1949)
Proposition 52 (1949)
Proposition 53 (1949)
Proposition 54 (1949)
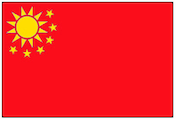
Proposition 55 (1989) pour concilier Pékin et Taïwan

### Hong Kong

Proposition 1 (1988)
Proposition 2 (1988)
Proposition 3 (1988)
Proposition 4 (1988)
Proposition 5 (1988)
Proposition 6 (1988)
Proposition 7 (1988)
Proposition 8 (1988)
Proposition 9 (1988)
Proposition 10 (1988)
Proposition 11 (1988)
Proposition 12 (1988)
Proposition 13 (1988)
Proposition 14 (1988)
Proposition 15 (1988)
Proposition 16 (1988)

### Macau

Proposition d'Almeida Langhans pour la colonie portugaise de Macau (1967)
Proposition 1 (1993)
Proposition 2 (1993)
Proposition 3 (1993)
Proposition 4 (1993)
Proposition 5 (1993)
Proposition 6 (1993)
Proposition 7 (1993)
Proposition 8 (1993)
Proposition 9 (1993)
Proposition 10 (1993)
Proposition 11 (1993)
Proposition 12 (1993)
Proposition 13 (1993)

## Chypre

Proposition rejetée par l'administration coloniale britannique pour le drapeau de Chypre indépendante (1959)
Proposition de drapeau pour la république unie de Chypre (2004)

## Colombie

4e drapeau proposé pour la Grande Colombie (1822)
Proposition de drapeau pour la république de Nouvelle-Grenade (1833)

## Congo

Proposition pour le Congo français (1959)

## Corée du Nord

Proposition de Kim Tu-bong 1 (1948)
Proposition de Kim Tu-bong 2 (1948)

## Costa Rica
En 1845, des libéraux proposent d'ajouter une nouvelle couleur au drapeau costaricien, le rouge, car le drapeau français, associé à la liberté, était rouge, blanc et bleu. Ce nouveau drapeau n'est pas accepté.

Proposition refusée (1845)

## Côte d'Ivoire

Proposition d'Augustin Loubao (1960)

## Croatie

Proposition de Krsto Mažuranić (1990).
Proposition de Boris Ljubičić (1990)

## Danemark

### Groënland

Proposition d'Andersson (1991)
Proposition d' Aĸigssiaĸ et. al. (1973)
Proposition de Stephen Petersen (1974)
Proposition de type Dannebrog (1974)
Proposition de Clifford Crantz (1974)
Proposition des étudiants de Maniitsoq (1974)
Proposition d'E. J. (1974)
Proposition de Gaba Rasmussen (1974)
Proposition de Nikolaj Fly Petersen (1974)
Proposition de Peter Olsvig (variante 1) (1974)
Proposition de Peter Olsvig (variante 2) (1974)
Proposition de Stephen Petersen (1974)
Proposition de David Aronsen (1978)
Proposition d'Edvard Kleist (1978)
Proposition de Gert K. Davidsen (1978)
Proposition de Jens Geisler (variante 1) (1978)
Proposition de Jens Geisler (variante 2) (1978)
Proposition de Jens Geisler (variante 3) (1978)
Proposition de Geerth Karlsen (variante 4) (1978)
Proposition anonyme 1 (1978)
Proposition anonyme 2 (1978)
Proposition anonyme 3 (1978)
Proposition anonyme 4 (1978)
Proposition anonyme 5 (1978)
Proposition anonyme 6 (1978)
Proposition anonyme 7 (1978)
Proposition de Sven Tito Achen (1984)

## Égypte

Proposition faisant suite au coup d'État de 1952 1
Proposition faisant suite au coup d'État de 1952 2
Proposition faisant suite au coup d'État de 1952 3
Proposition faisant suite au coup d'État de 1952 4
Proposition faisant suite au coup d'État de 1952 5
Proposition faisant suite au coup d'État de 1952 6
Proposition faisant suite au coup d'État de 1952 7

## Espagne

Proposition d'Antonio Valdés 1 (1785)
Proposition d'Antonio Valdés 2 (1785)
Proposition d'Antonio Valdés 3 (1785)
Proposition d'Antonio Valdés 4 (1785)
Proposition d'Antonio Valdés 5 (1785)
Proposition d'Antonio Valdés 6 (1785)
Proposition d'Antonio Valdés 7 (1785)
Proposition d'Antonio Valdés 8 (1785)
Proposition d'Antonio Valdés 9 (1785)
Proposition d'Antonio Valdés 10 (1785)
Proposition d'Antonio Valdés 11 (1785)
Proposition d'Antonio Valdés 12 (1785)

## Estonie

Proposition de style nordique 1 (1919)
Proposition de style nordique 2 (1919)
Proposition de style nordique 3 (1919)
Proposition de style nordique 4 (2001)

## Fidji

Proposition avec les grandes armes (2005)
Proposition alternative (2005)
Proposition 1 (2015)
Proposition 2 (2015)
Proposition 3 (2015)
Proposition 4 (2015)
Proposition 5 (2015)
Proposition 6 (2015)
Proposition 7 (2015)
Proposition 8 (2015)
Proposition 9 (2015)
Proposition 10 (2015)
Proposition 11 (2015)
Proposition 12 (2015)
Proposition 13 (2015)
Proposition 14 (2015)
Proposition 15 (2015)
Proposition 16 (2015)
Proposition 17 (2015)
Proposition 18 (2015)
Proposition 19 (2015)
Proposition 20 (2015)
Proposition 21 (2015)
Proposition 22 (2015)
Proposition 23 (2015)

## Finlande

Proposition de Zacharias Topelius (pré-1863)
Proposition de Maamies (1863)
Proposition d'Otto Donner (1863)
Proposition de Hugo Nyberg (1863)
Proposition de J. Penger (1863)
Proposition alternative (1864)
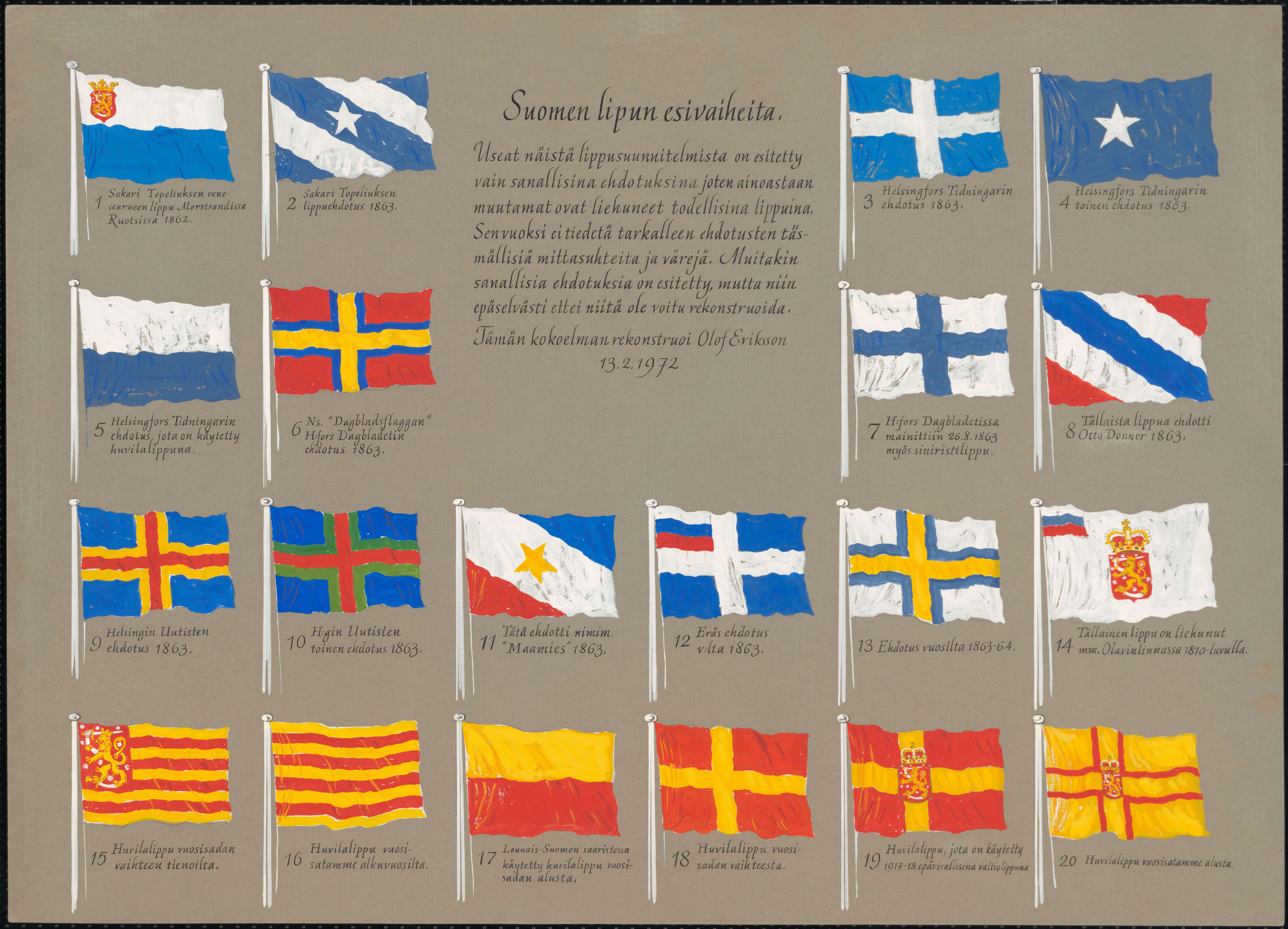
Propositions de 1918
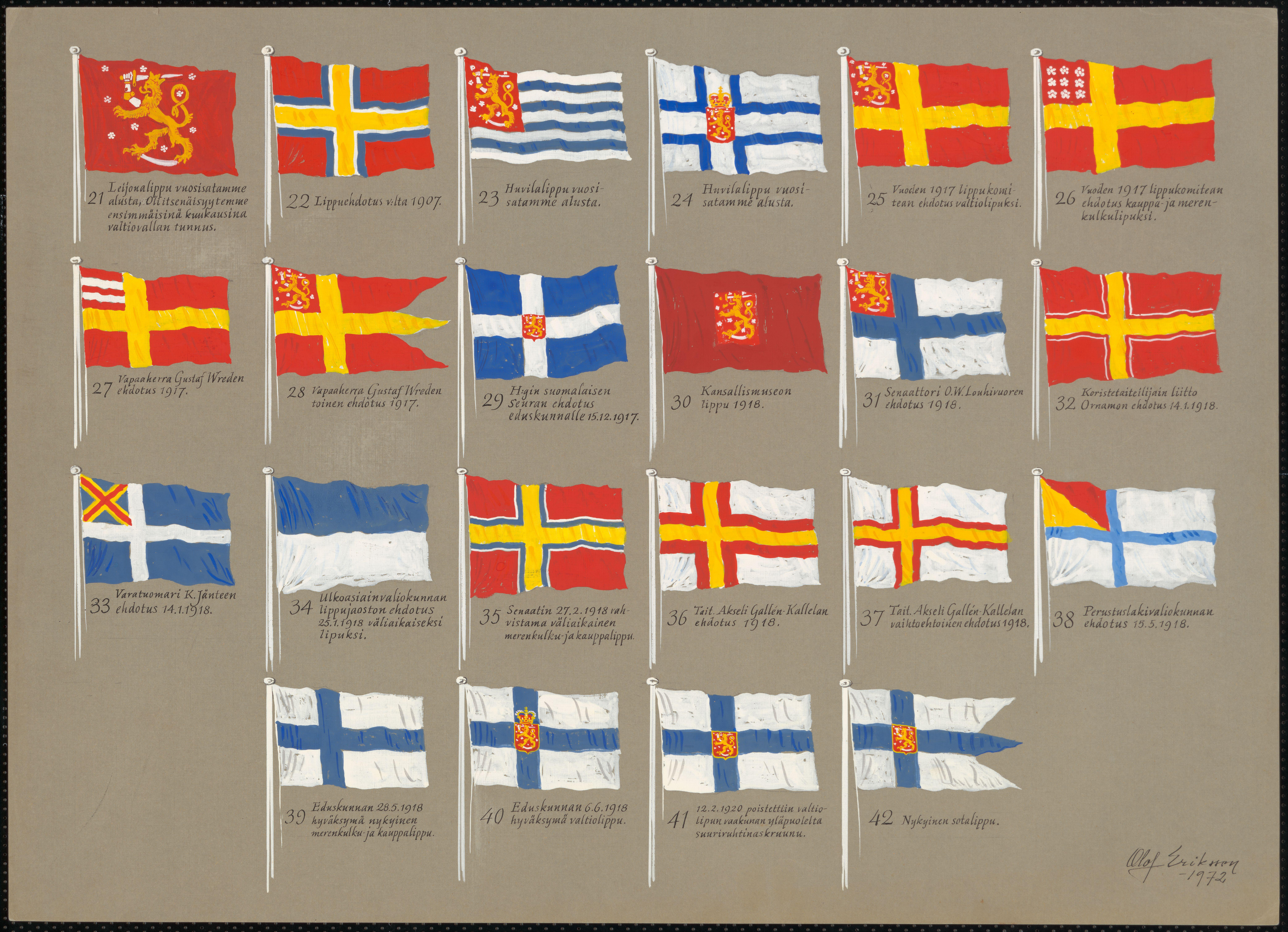
Propositions de 1918

### Åland
En 1952, le gouvernement finlandais a accordé à Åland le droit d'avoir un drapeau, et plusieurs propositions du passé et de l'époque ont été examinées.
Beaucoup d'entre elles s'inspiraient du drapeau de la Suède, en raison de la culture et de la langue suédoises de la région. Un drapeau dit « suédois » a été rejetée par le président de la Finlande pour cause de trop grande ressemblance avec le drapeau suédois. Un drapeau, dit « drapeau de la peste » ou Pestflaggen, doit ce nom à sa grande laideur.

Proposition de Matts Dreijer (1939)
Proposition de drapeau « suédois » (1952)
Proposition de Matts Dreijer (1946)
Le « drapeau de la peste » (années 1950)
Proposition de débat 1 (1953)
Proposition de débat 2 (1953)
Proposition de débat 3 (1953)

## France

Proposition de Hervé, baron Pinoteau (ca. 1815)
Proposition possible de Henri d'Artois, comte de Chambord (1871)

### Guyane française

Proposition de l'Union des travailleurs guyanais (2004)

### Guadeloupe

Drapeau indépendantiste guadeloupéen proposé par l'UPLG

### Martinique

Drapeau Ipséité de Johnny Vigné (2019 à 2021)

### Nouvelle-Calédonie

Proposition de drapeau français décoré (2008)
Proposition de drapeau commun (2010)[23]
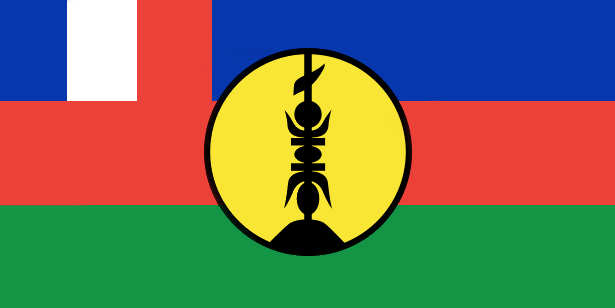
Drapeau commun : variante (2024)

### Réunion

Première proposition de drapeau non officiel (1995)
Proposition de drapeau de l'Association pour la Réunion (1996)
Proposition d'association pour le drapeau de la Réunion (2003)
Proposition de la Réunion indépendante (2008)

## Ghana

Proposition d'Emmanuel Enoch Agbozo (2002)

## Guinée-Bissau

Proposition d'Almeida Langhan pour la Guinée portugaise (1967)

## Guyana

Proposition originale de Whitney Smith (1962)

## Hongrie

Proposition d'Ignác Martinovics (1794)
Proposition de Sándor Széll (1941)
Proposition de la république populaire de Hongrie (1949)
Proposition de Pál Tóth (1995)
Proposition d'István Mező et János Olasz (1995)
Proposition de Miklós Csapody (2005)
Proposition avancée par la Loi fondamentale de la Hongrie (2010)

## Îles Cook

Proposition de Len Staples (1973)

## Îles Salomon

Vainqueur d'un concours pré-indépendance (1975)

## Inde

Proposition de l'Anglo-India Weekly (1904)
Première proposition de Gandhi (1921)
Proposition finale de Gandhi (1921)
Proposition de Louis Mountbatten (1947)
Proposition d'Almeida Langhans pour l'Inde portugaise (1967)

## Irak

Proposition du Gouvernement provisoire (en) (2004)
Proposition à étoile à huit branches (2008)
Proposition à Takbir jaune (2008)

## Irlande

Proposition de l'Irish Times pour une Irlande unie (1928)
Proposition anonyme (1937)
Proposition anonyme faite à l'Irish Times (1939)
Proposition indépendante de Drogheda (1951)
Proposition de John Harrington (1957)

## Islande

Proposition du Hvítbláinn (1913)
Proposition de Magnus Thordarson (1914)

## Israël

Proposition de Theodor Herzl (1890s)
Proposition Ha'Degel 1 (1948)
Proposition Ha'Degel 2 (1948)
Proposition Ha'Degel 3 (1948)
Proposition Ha'Degel 4 (1948)
Proposition Ha'Degel 5 (1948)
Proposition Ha'Degel 6 (1948)
Proposition Ha'Degel 7 (1948)
Proposition Ha'Degel 8 (1948)
Proposition pour un concours 44 (1948)
Proposition pour un concours 57 (1948)
Proposition pour un concours 58 (1948)
Proposition pour un concours 61 (1948)
Proposition d'Otta Wallish (1949)
Proposition de Nissim Sabah (1949)

## Italie

### Lombardie

Proposition de type bannière de Saint Ambroise, symbole de la Lombardie depuis le Moyen Âge.
Proposition de 2015
Autre proposition de 2015

## Jamaïque

Proposition no 1 (1962)
Proposition no 2 (1962)
Proposition no 3 (1962)
Proposition no 4 (1962)
Proposition no 5 (1962)
Proposition no 6 (1962)
Proposition no 7 (1962)
Proposition no 8 (1962)

## Japon

### Okinawa

Proposition de drapeau pour l'État indépendant d'Okinawa (1950)

## Kazakhstan

Proposition no 1 (1991)
Proposition no 2 (1991)
Proposition no 3 (1991)
Proposition no 4 (1991)
Proposition no 5 (1991)
Proposition no 6 (1991)
Proposition no 7 (1991)
Proposition no 8 (1992)

## Kirghizistan

Proposition no 1 (2011)
Proposition no 2 (2011)
Proposition no 3 (2011)
Proposition no 4 (2011)
Proposition no 5 (2011)

## Kosovo

Proposition de Mentor Shala (2008)
Proposition de Valon Syla (2008)
Proposition de Luan Mulliqi (2008)
Proposition de DioGuardi (2008)

## Koweït

Proposition de 1906
Proposition de 1913

## Lettonie

Proposition de drapeau 1:1:1 du peintre Jānis Grosvalds destiné aux tirailleurs lettons dans leur progression vers Jelgava (mai 1917)[25].
Proposition de drapeau 1:1:1 du diplomate Oļģerts Grosvalds destiné aux Tirailleurs lettons (mai 1917)[26],[27]
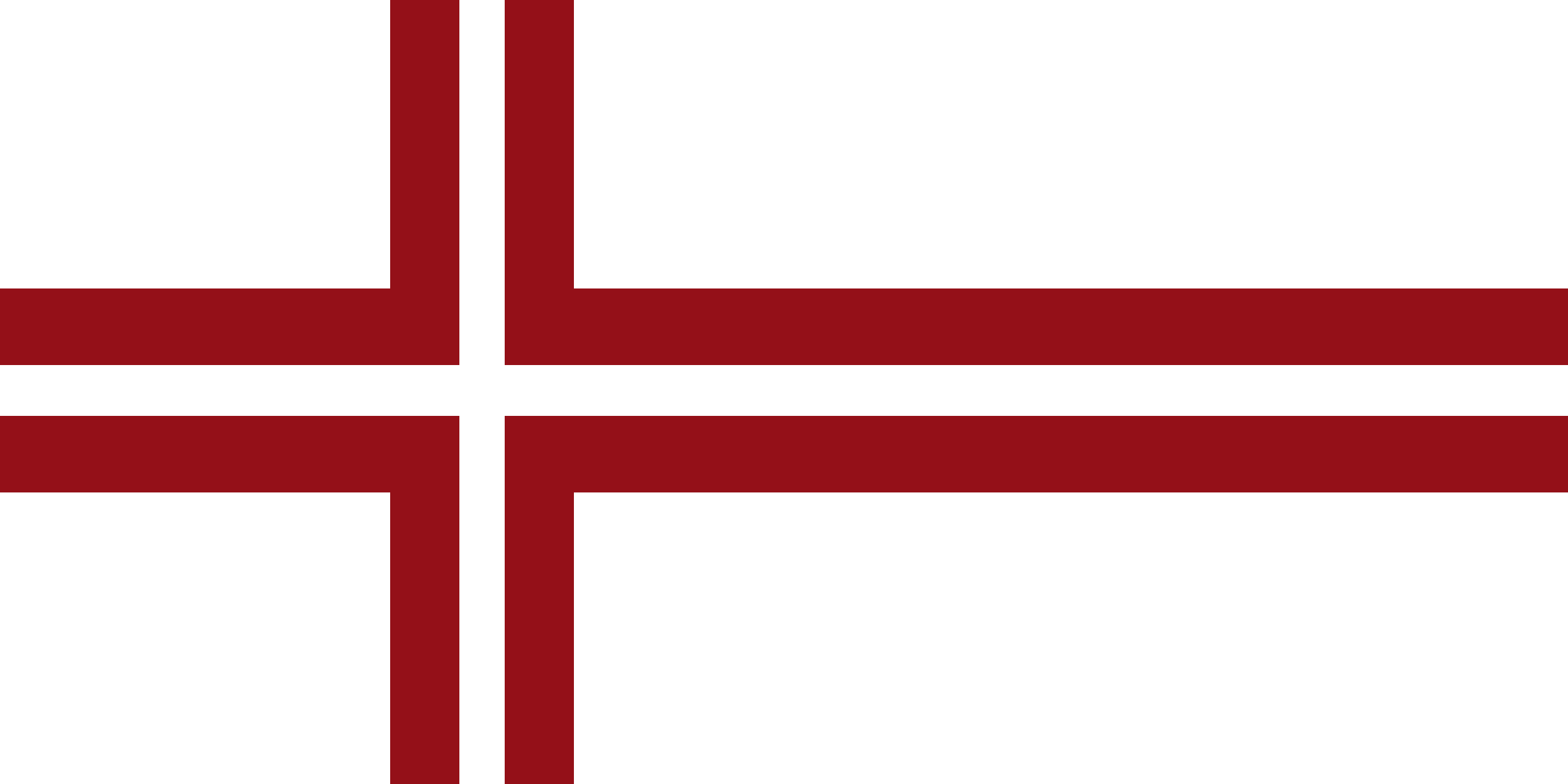
Proposition de drapeau à croix scandinave pour le drapeau letton

## Lituanie

Drapeau utilisé lors de la Conférence de Vilnius et proposition de drapeau pour la Lituanie (1917)
Proposition de drapeau pour la Lituanie (mai 1940)
Drapeau de l'État avec les Colonnes de Gediminas (proposition de mai 1940)
Proposition de drapeau à la croix scandinave (2011)

## Luxembourg

Drapeau civil et pavillon proposé par le PCS et l'ADR (2006)

## Macédoine du Nord

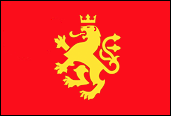
Drapeau alternatif au Soleil de Vergina[28] (1991)
Proposition no 1 (1995)
Proposition no 2 (1995)
Proposition no 3 (1995)
Proposition no 4 (1995)
Proposition no 5 (1995)
Proposition no 6 (1995)
Proposition no 7 (1995)
Proposition no 8 (1995)
Proposition no 9 (1995)
Design original (1995)

## Malaisie

Proposition no 1 (1949)
Proposition no 2 (1949)
Proposition no 3 (1949)
Proposition no 4 (1949)

## Mexique

Proposition originale (1821)
Proposition de Teresa de Mier (1823)

## Moldavie

Drapeau de la République démocratique moldave proposé à l'indépendance, mais non adopté (1991)
Variante (1991)
Drapeau proposé par les pro-russes (2010)
Drapeau proposé par le président pro-russe Igor Dodon (2018)[29]

## Monténégro

Proposition de 1992

## Mozambique

Proposition d'Almeida Langhans (1967)

## Namibie

Proposition de Wilhelm Solf pour le Sud-Ouest africain allemand (1914)

## Nauru

Proposition de « drapeau distinctif » (1924)

## Népal

Proposition de Shree Shreshta (2009)

## Nigeria

Proposition originale de Taiwo Akinkunmi (1958)

## Norvège
Références,:

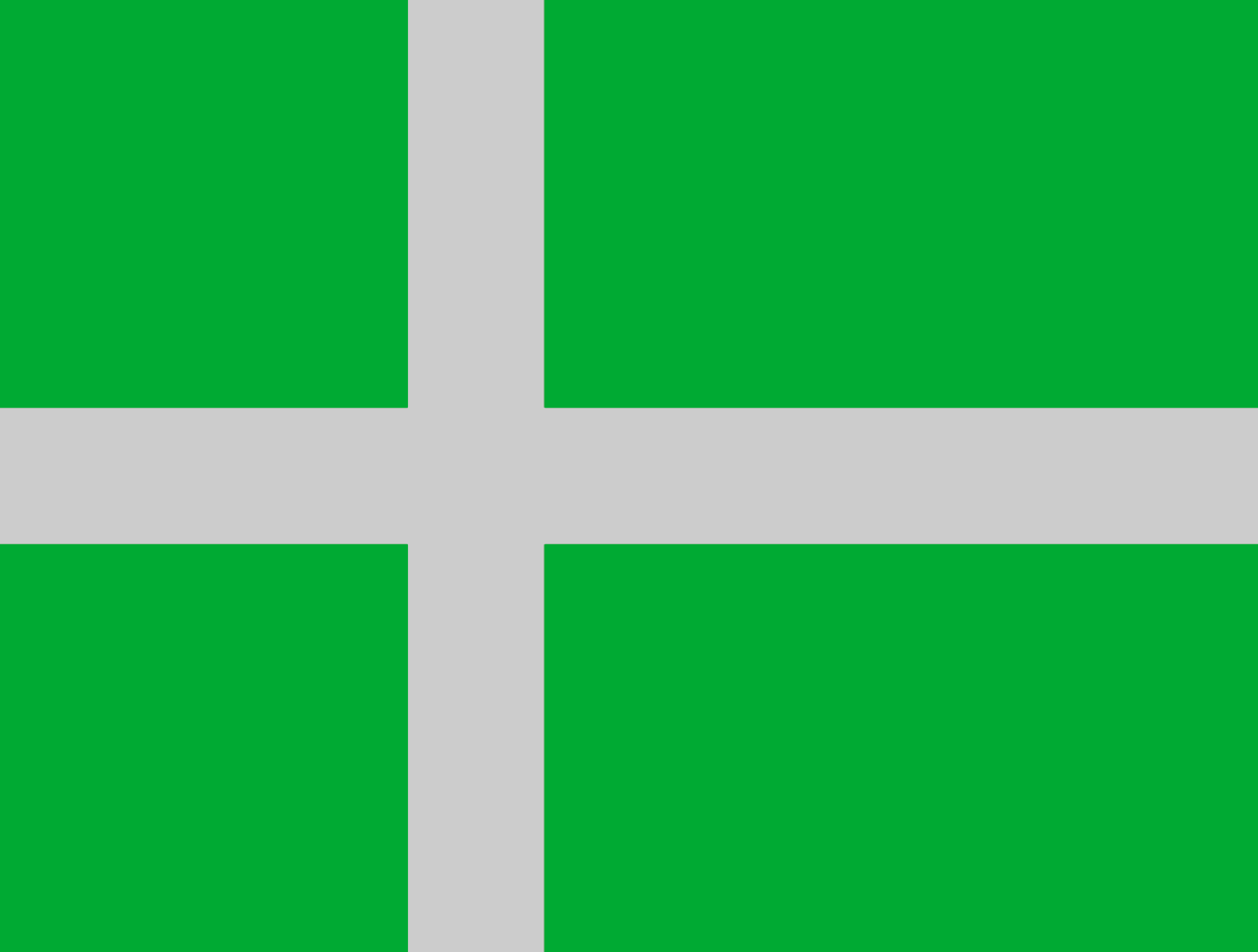
Proposition de Christian VIII (1814)
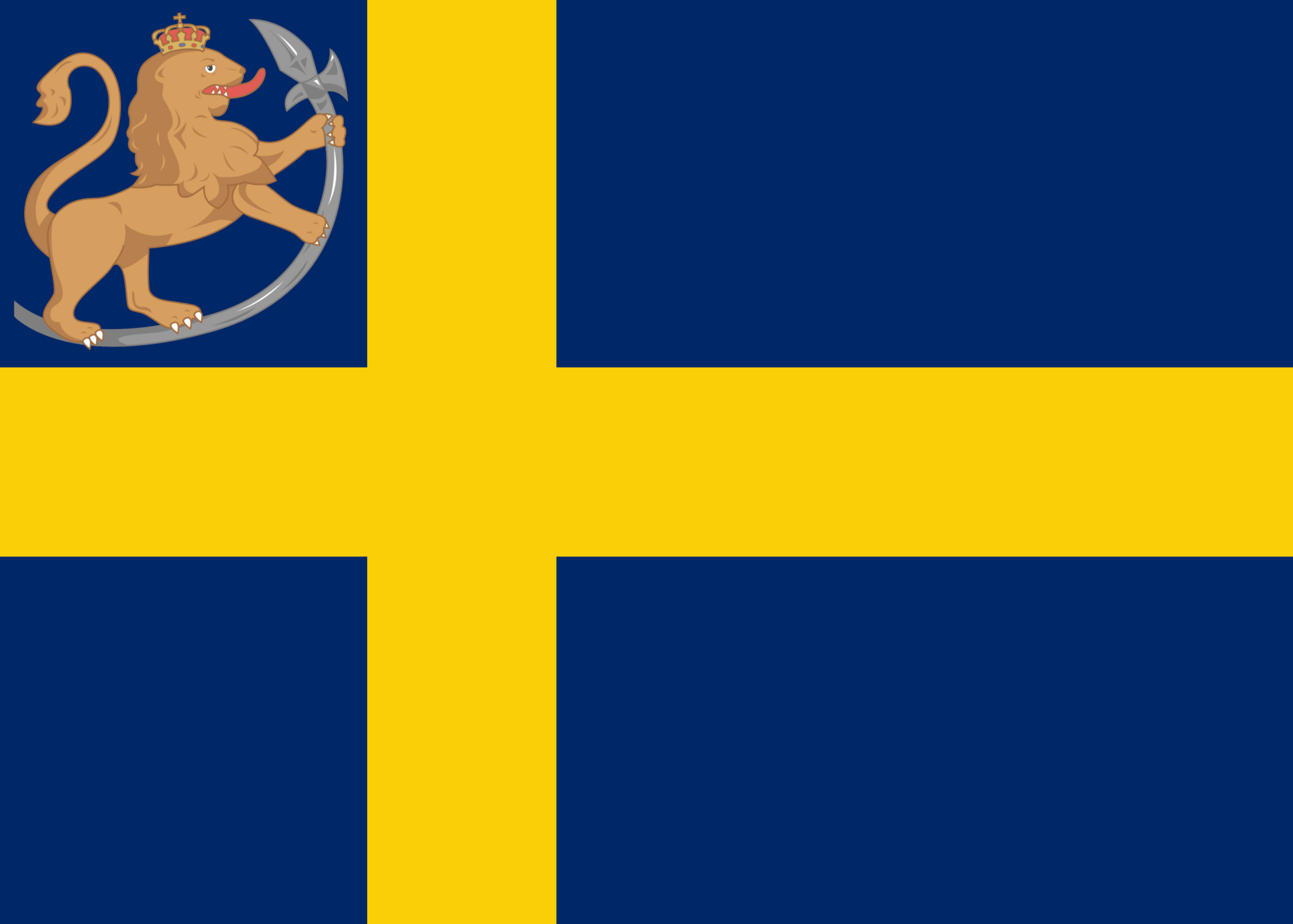
Proposition suédoise pour un pavillon marchand (1814)
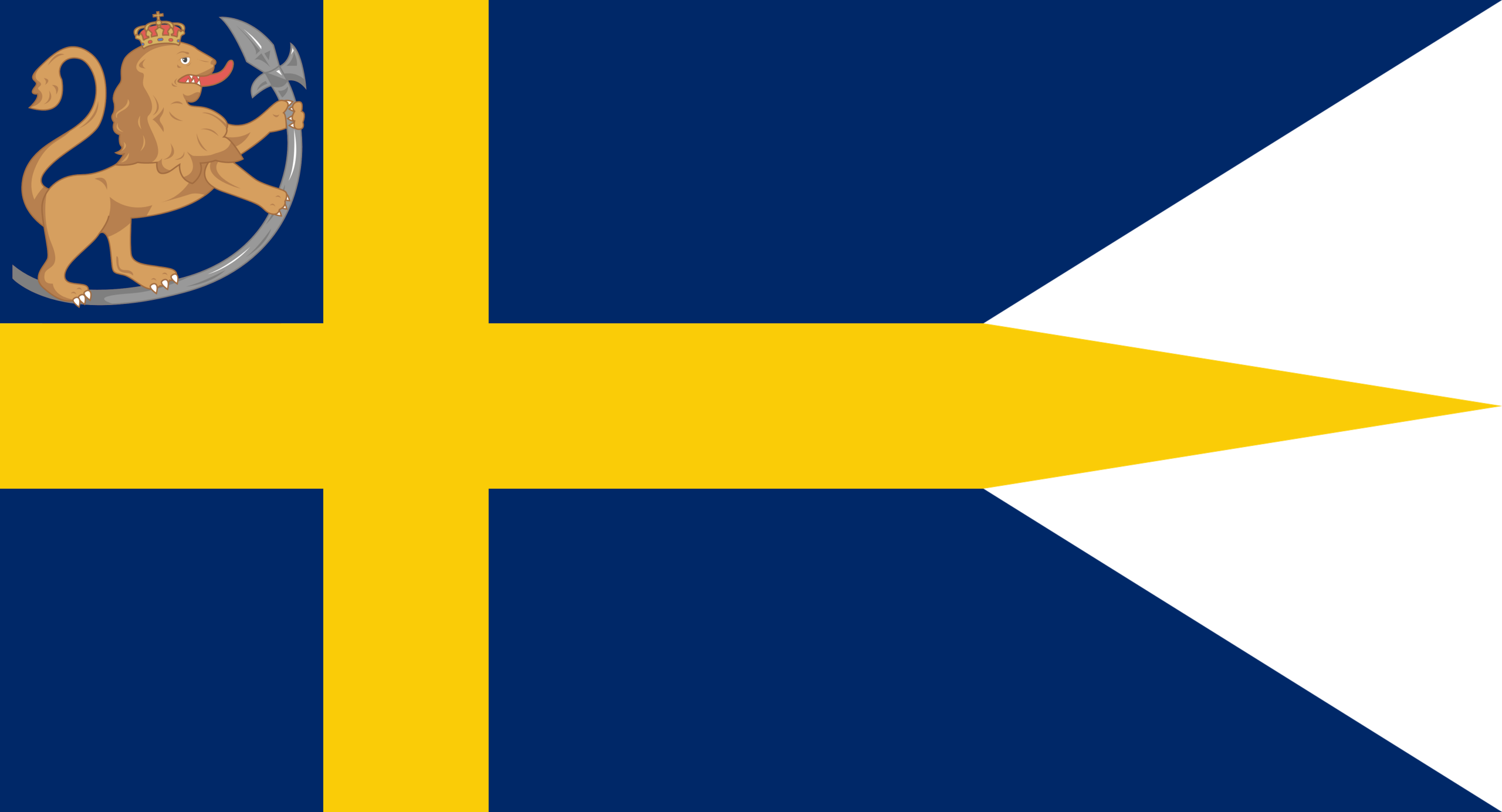
Proposition suédoise pour un drapeau national (1814)
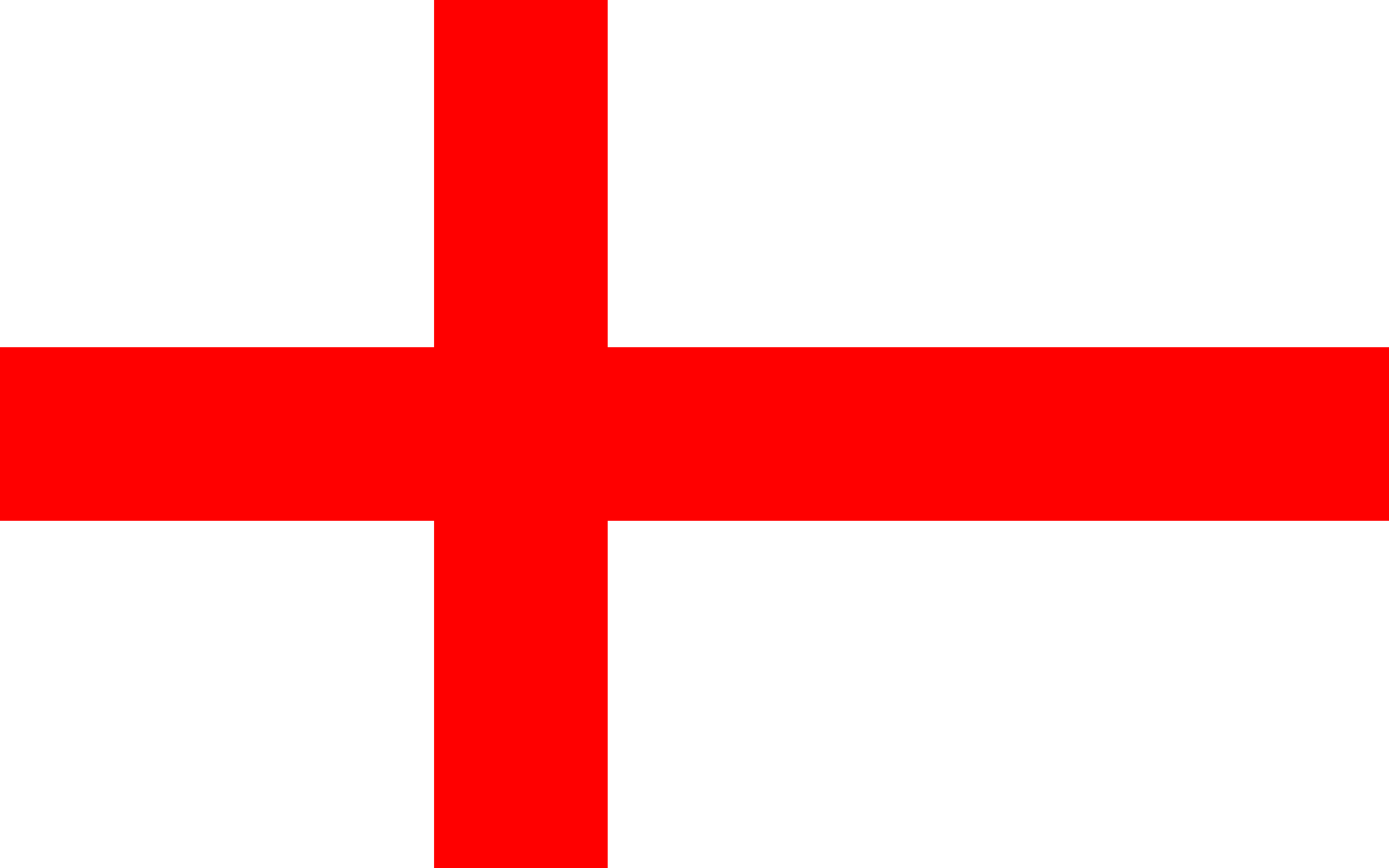
Proposition anonyme (1814)
Proposition anonyme (1814)
Proposition anonyme (1814)
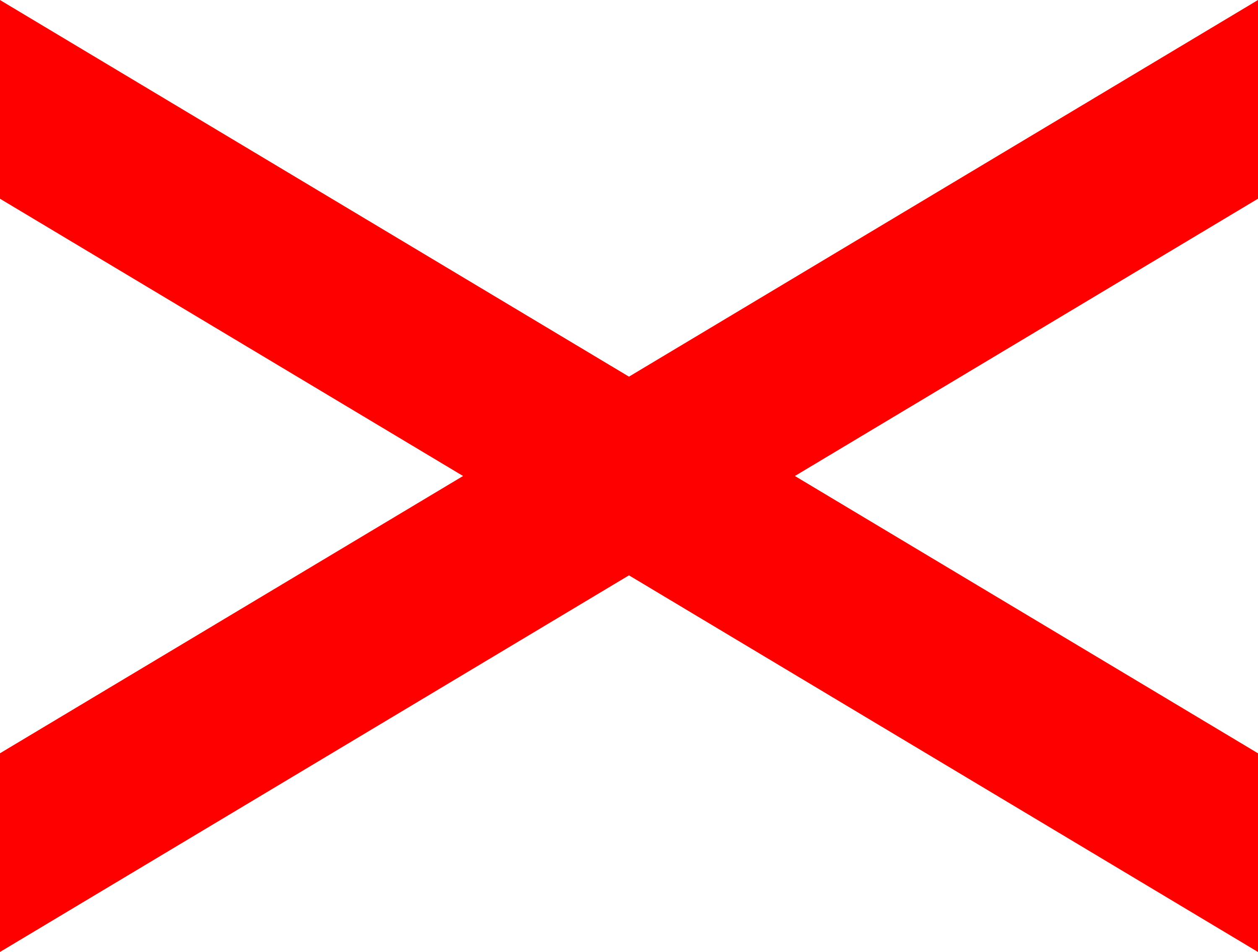
Proposition anonyme (1814)
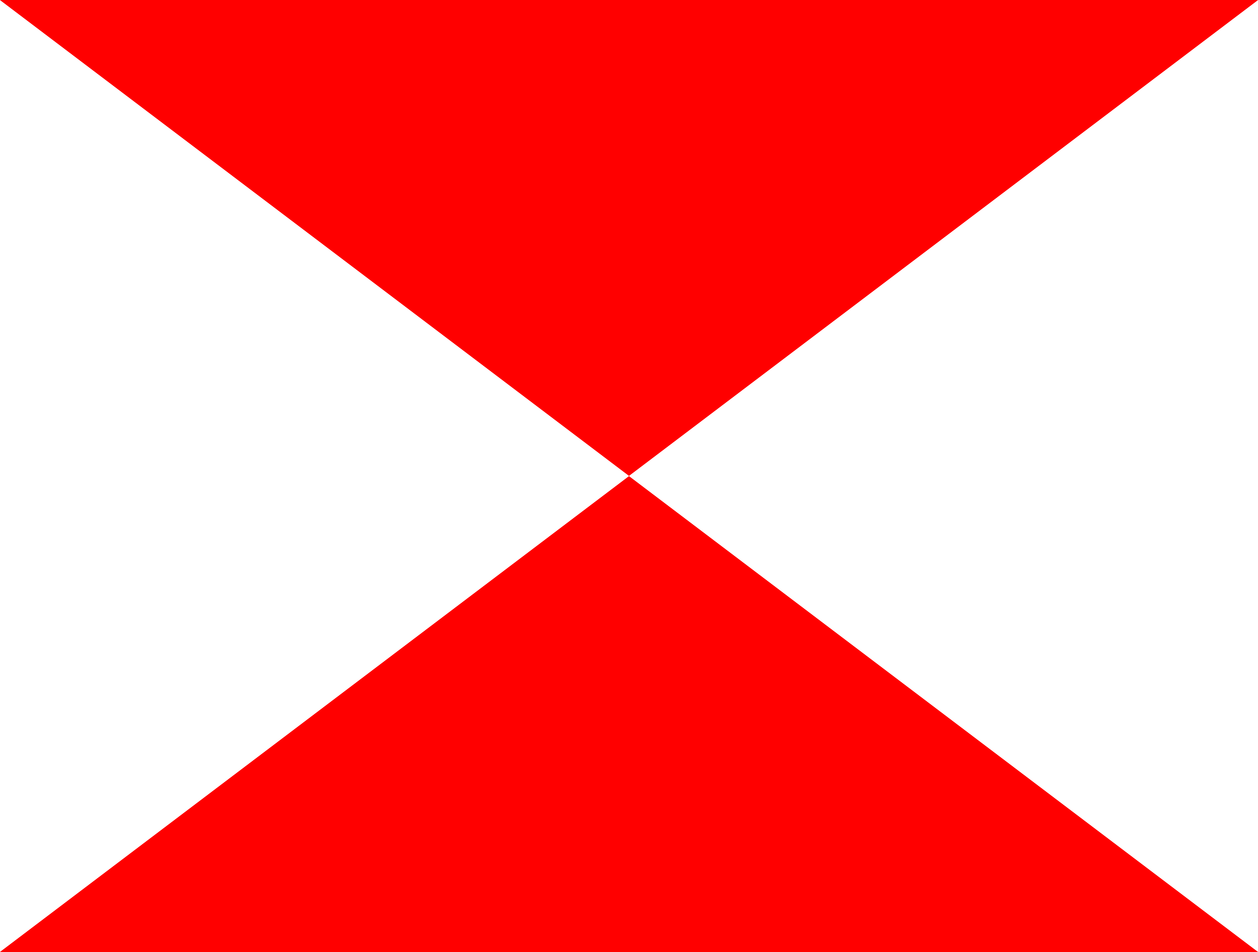
Proposition anonyme (1814)
Proposition anonyme (1814)
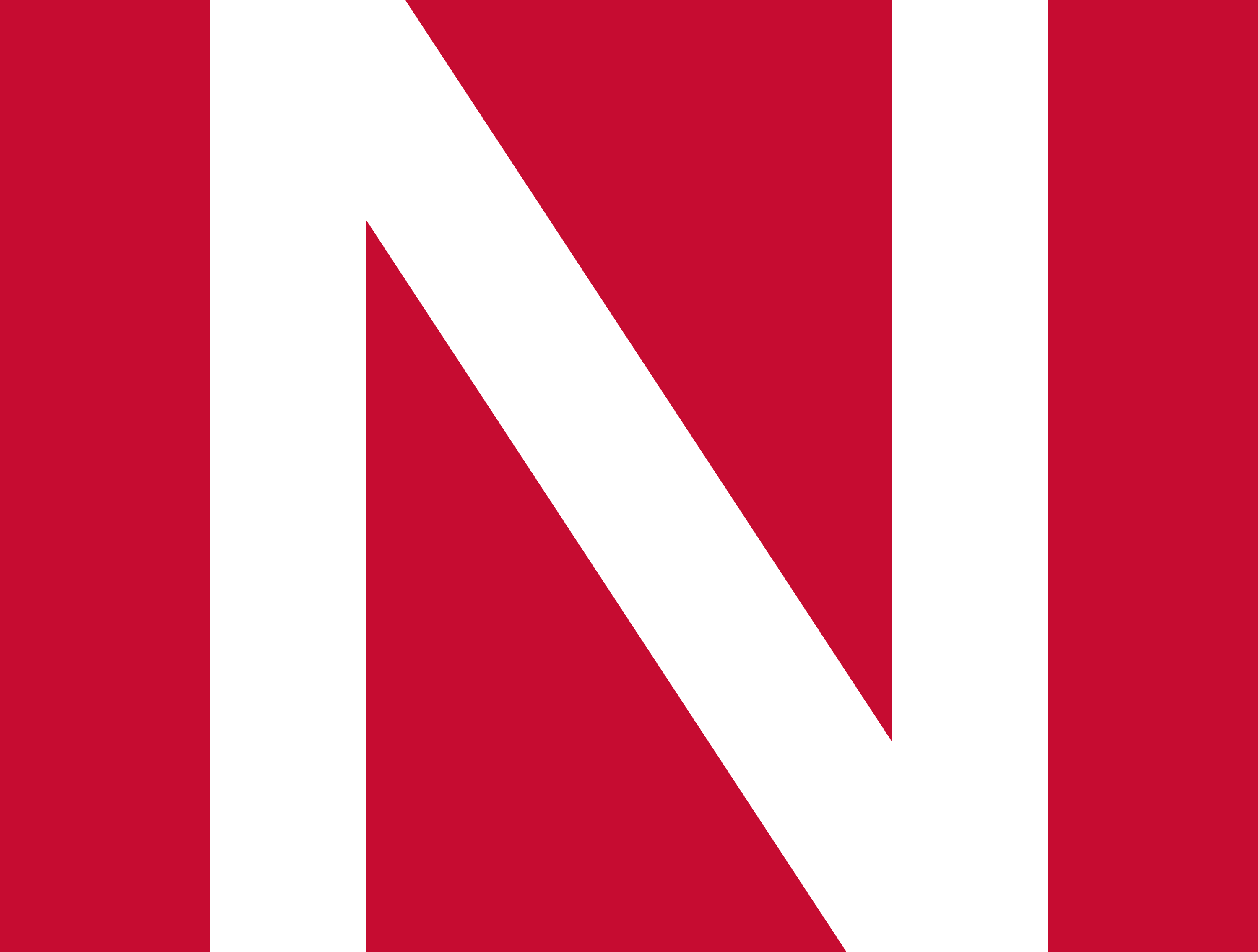
Proposition anonyme (1814)
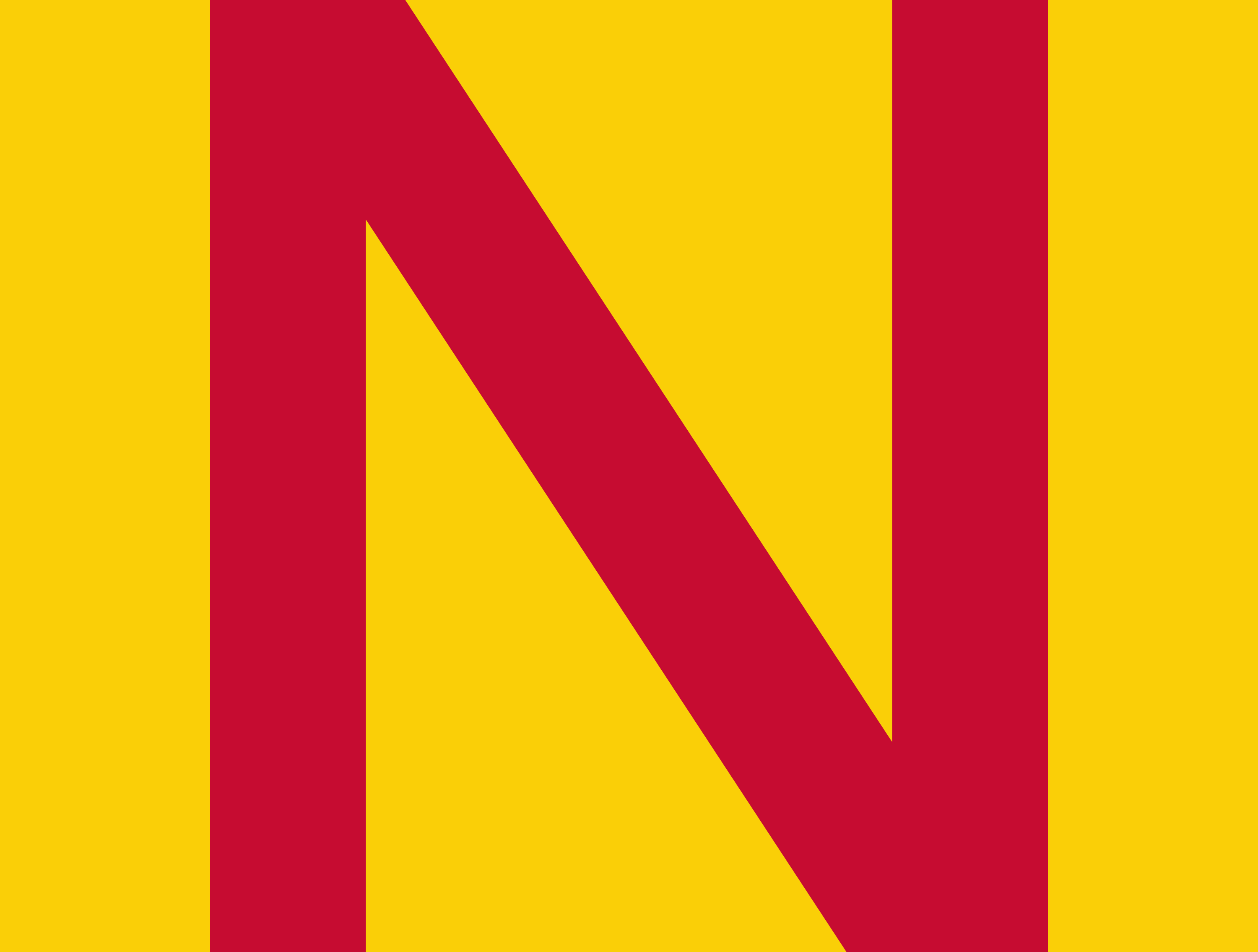
Proposition anonyme (1814)
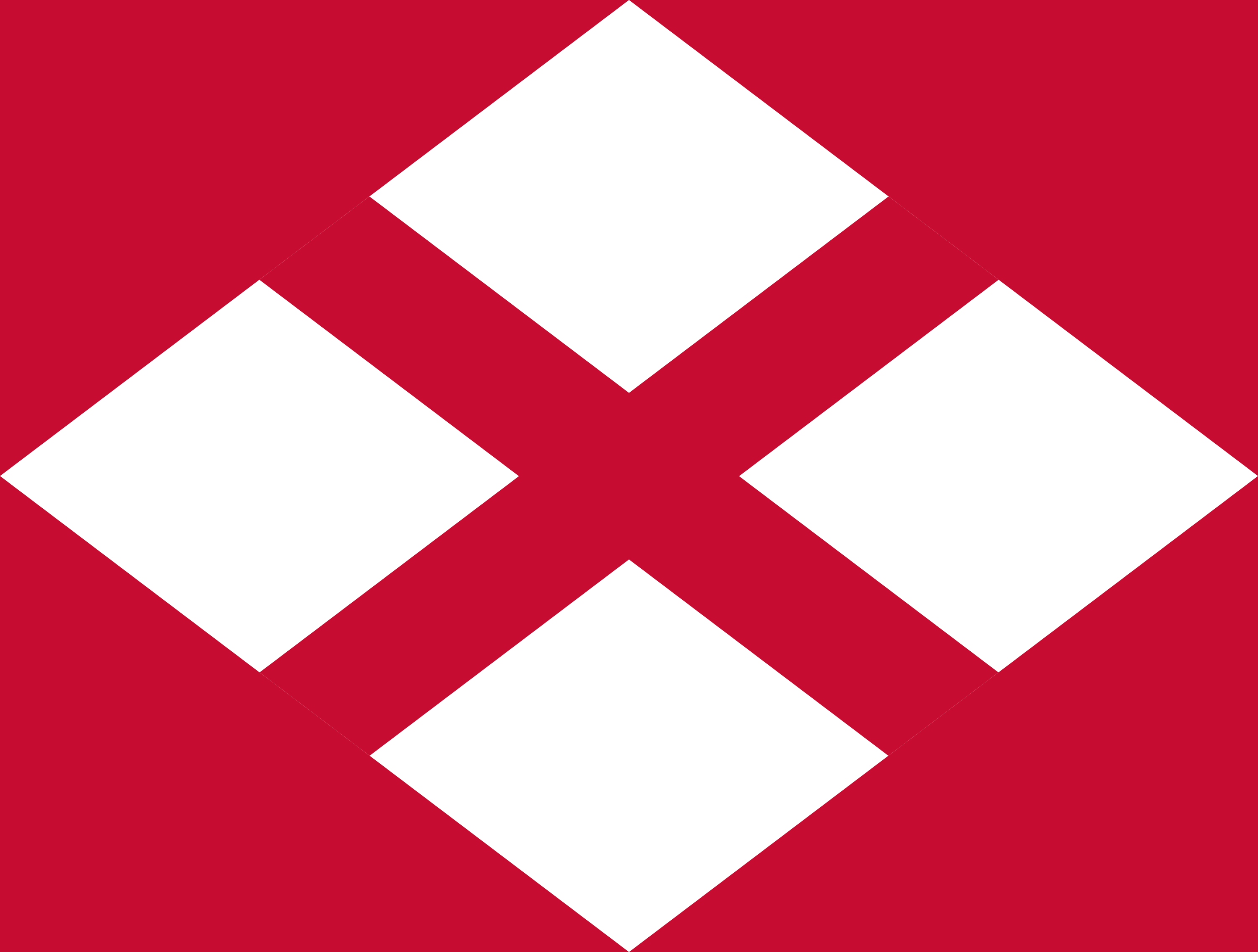
Proposition anonyme (1814)
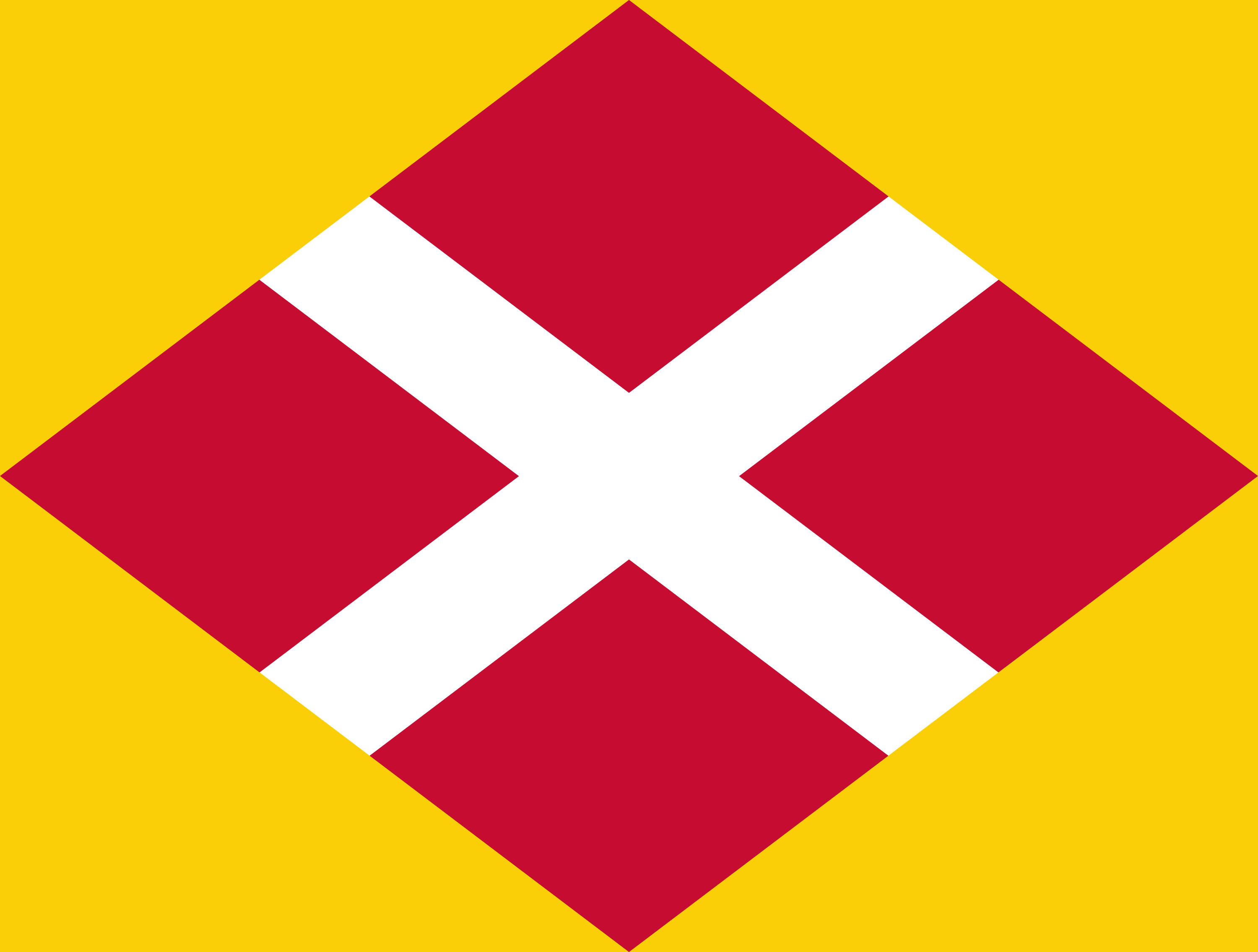
Proposition anonyme (1814)
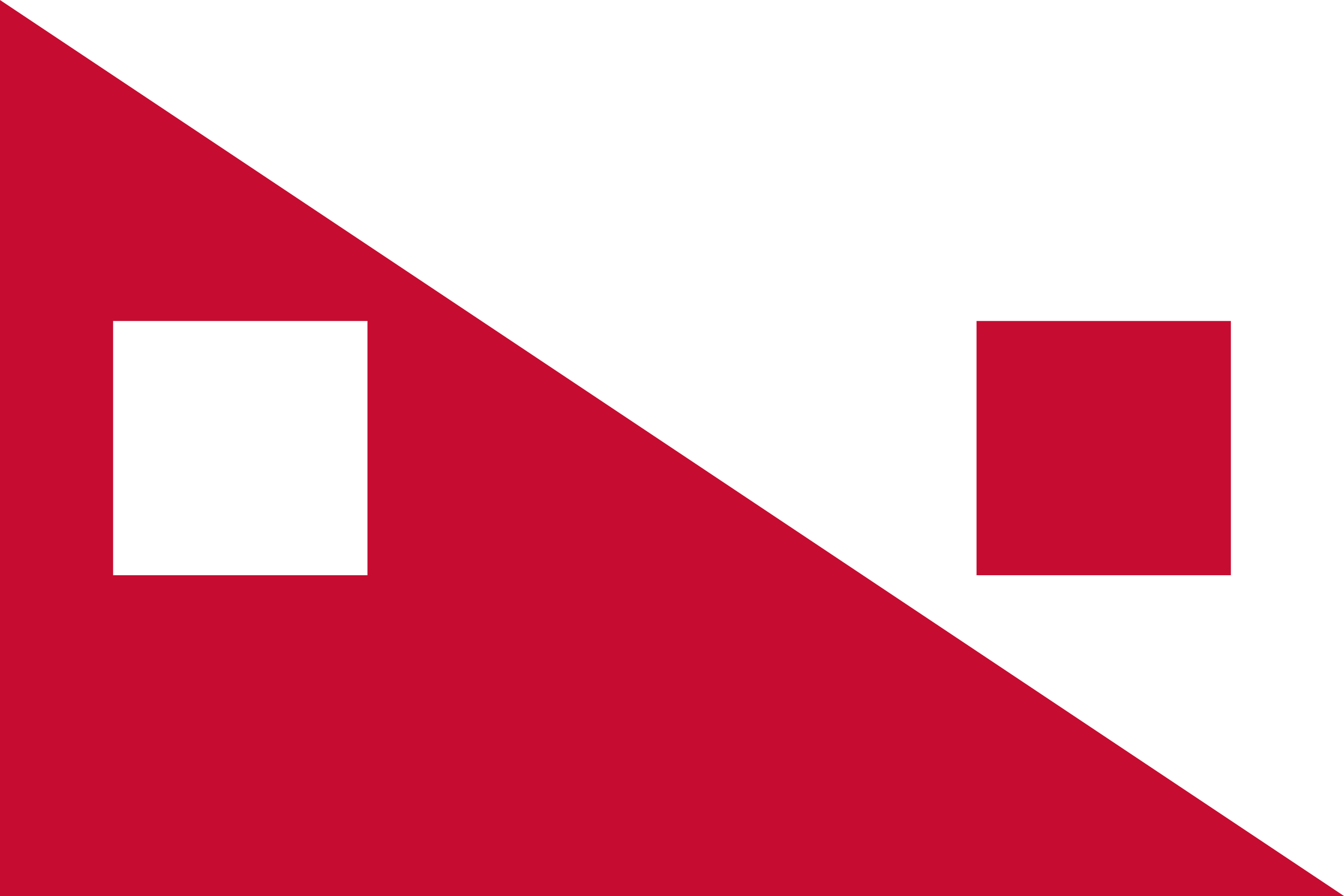
Proposition anonyme (1814)
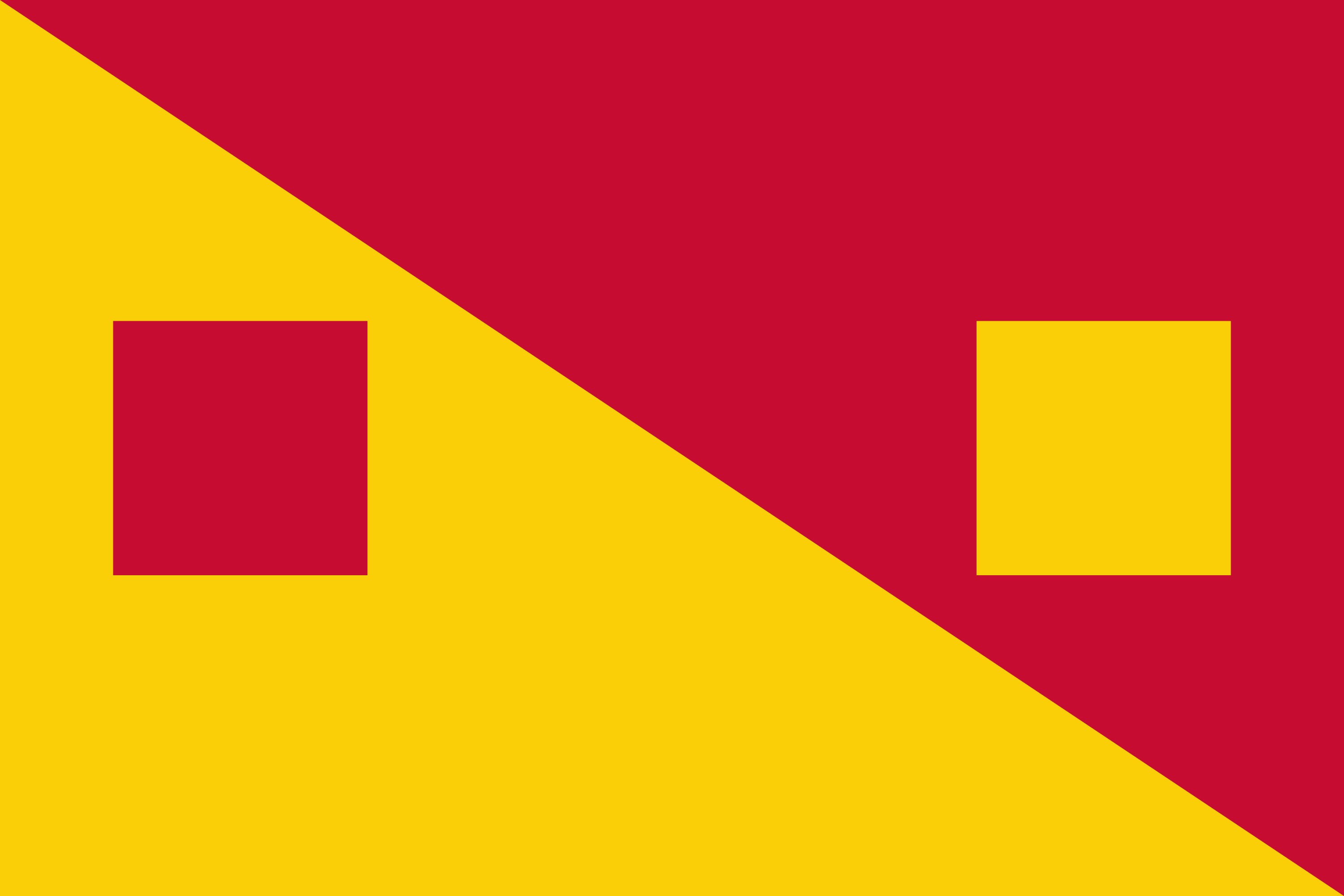
Proposition anonyme (1814)
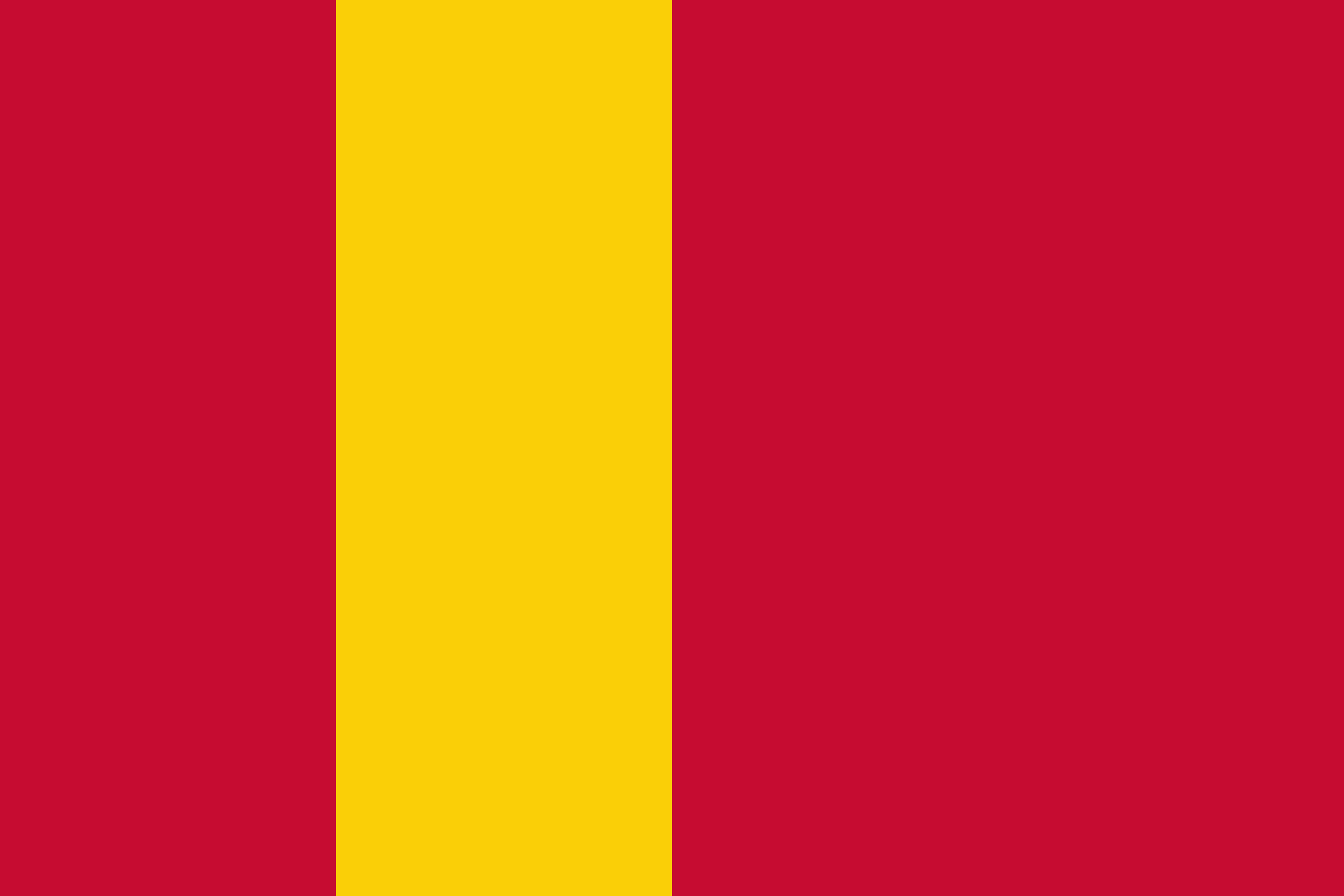
Proposition anonyme (1814)
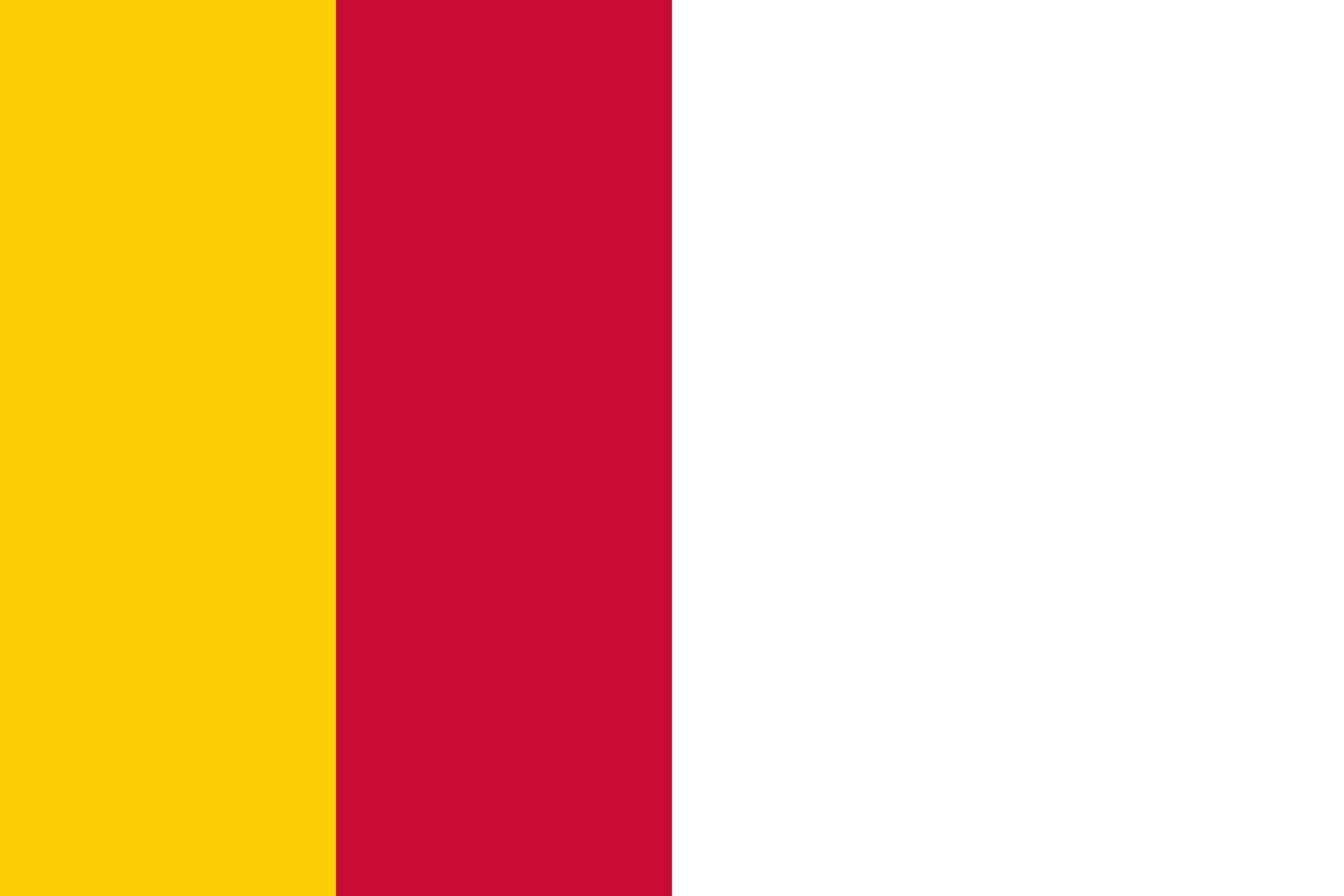
Proposition anonyme (1814)
Proposition anonyme (1814)
Proposition anonyme (1814)
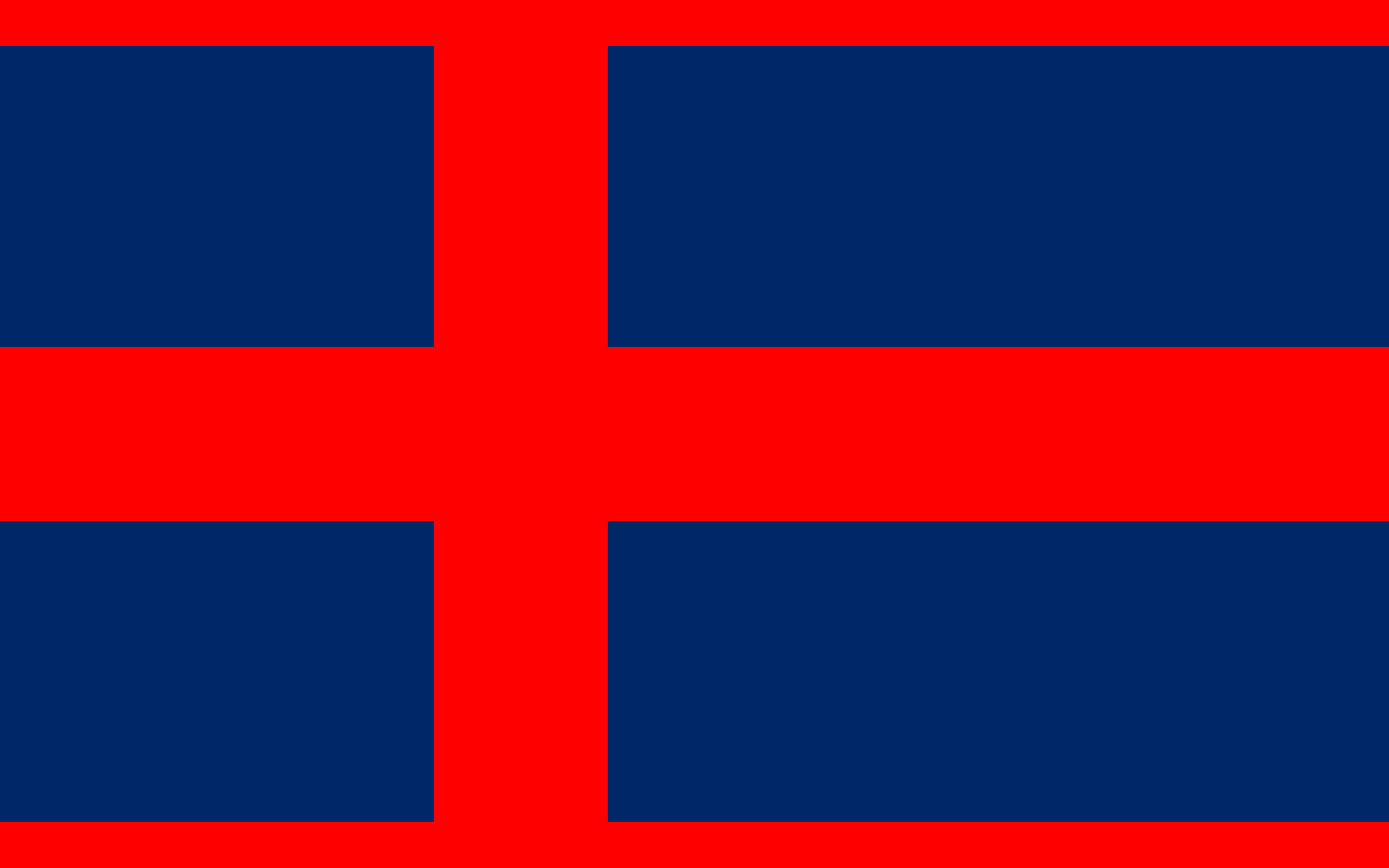
Proposition anonyme (1814)
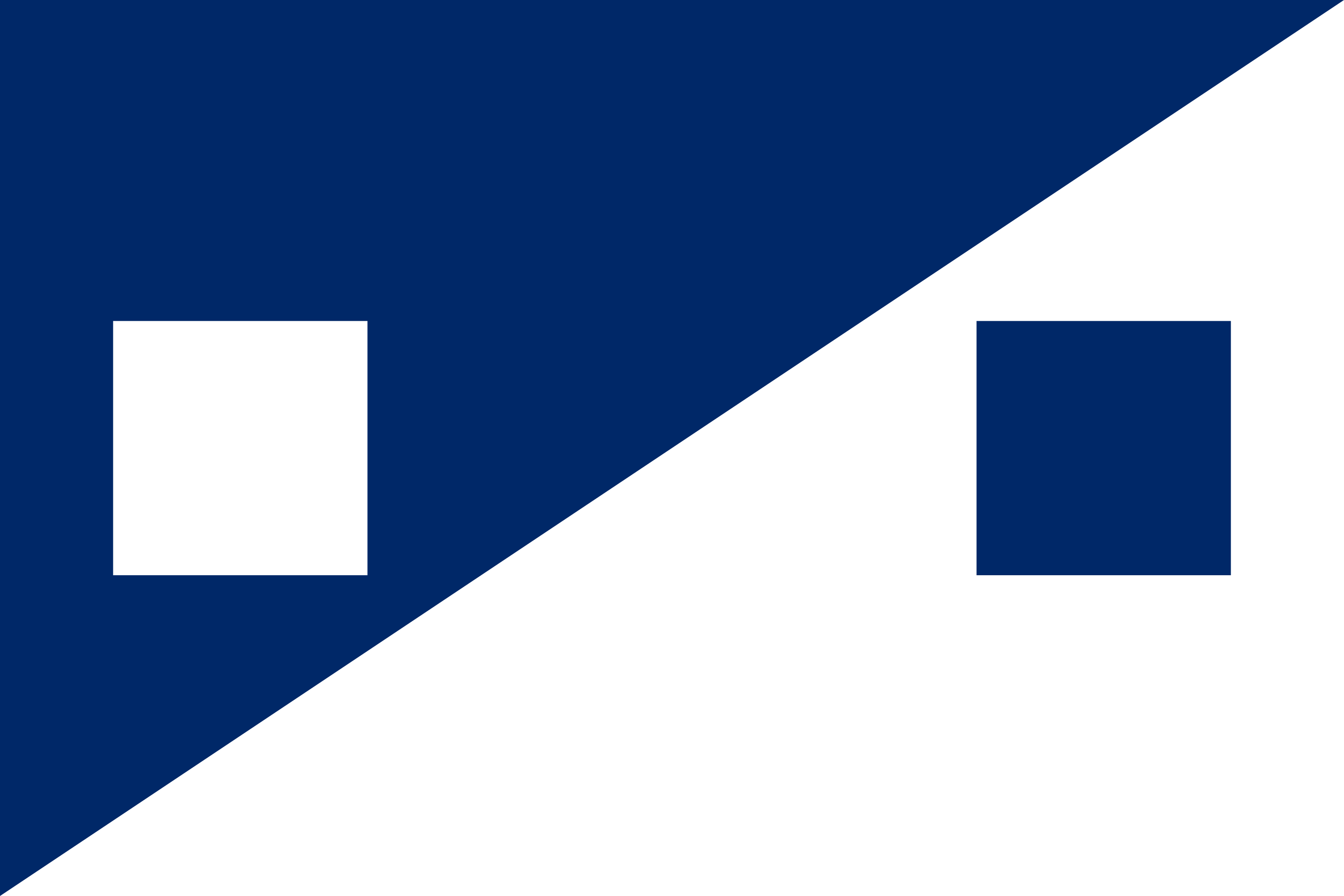
Proposition anonyme (1814)
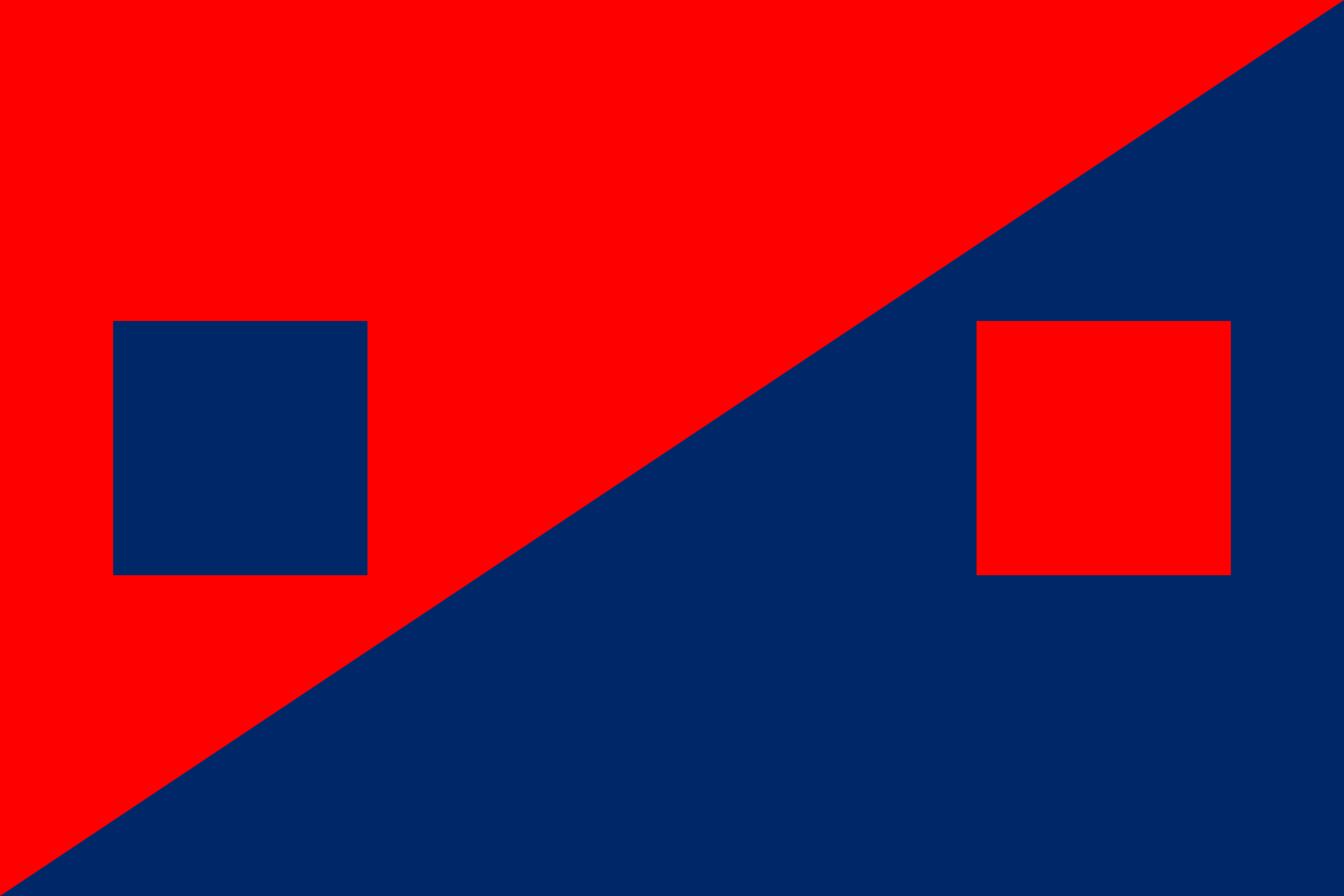
Proposition anonyme (1814)
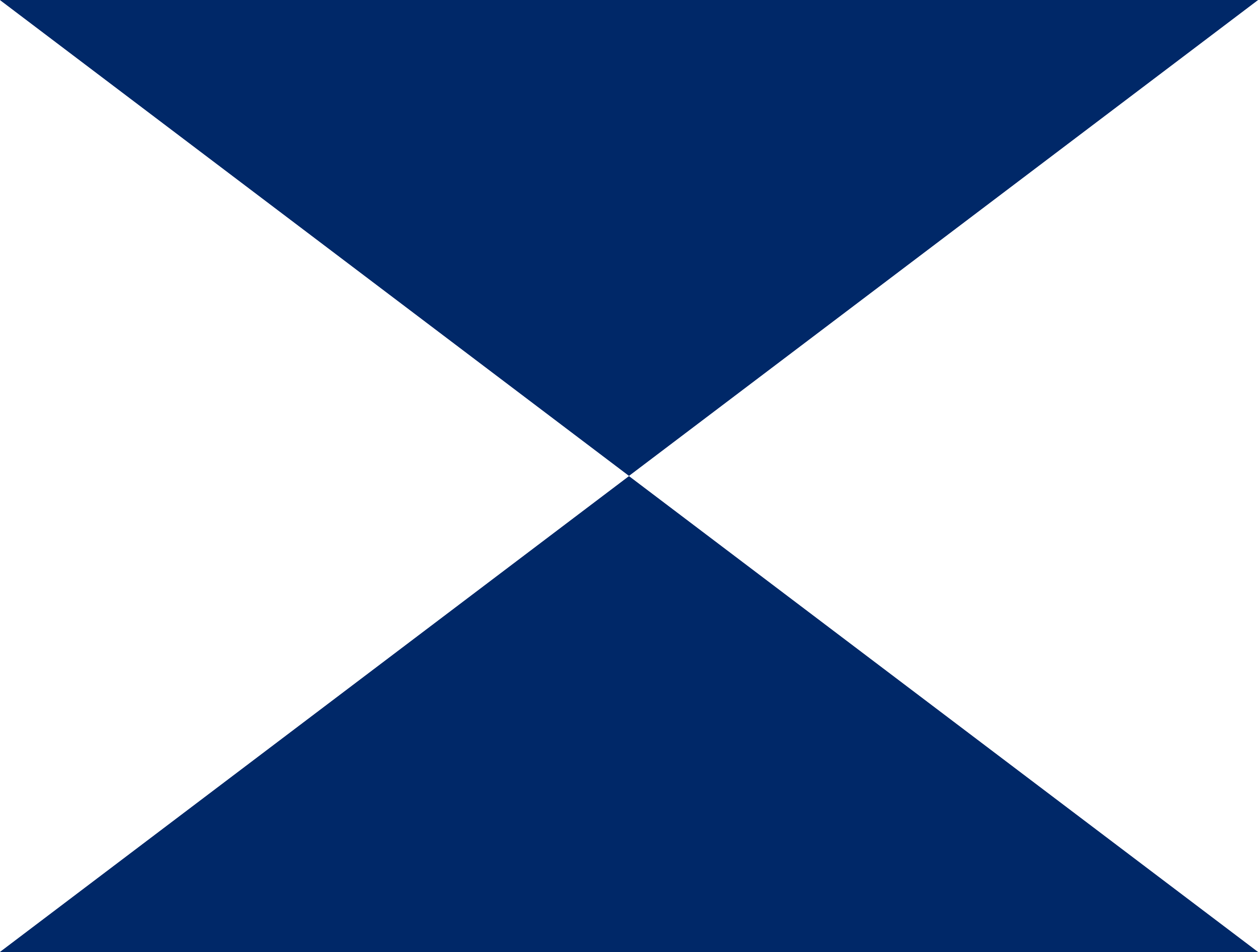
Proposition anonyme (1814)
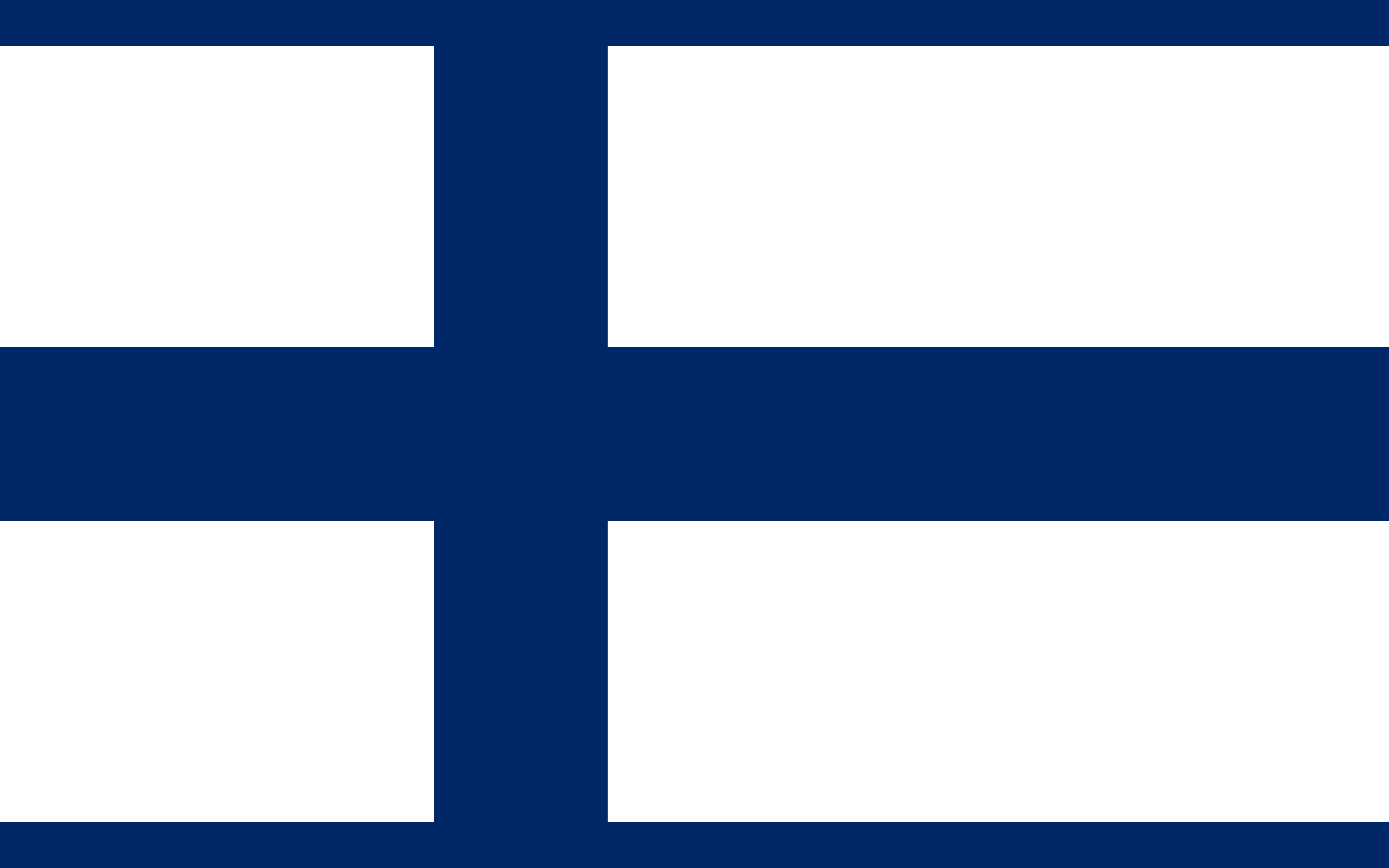
Proposition anonyme (1814)
Proposition anonyme (1814)
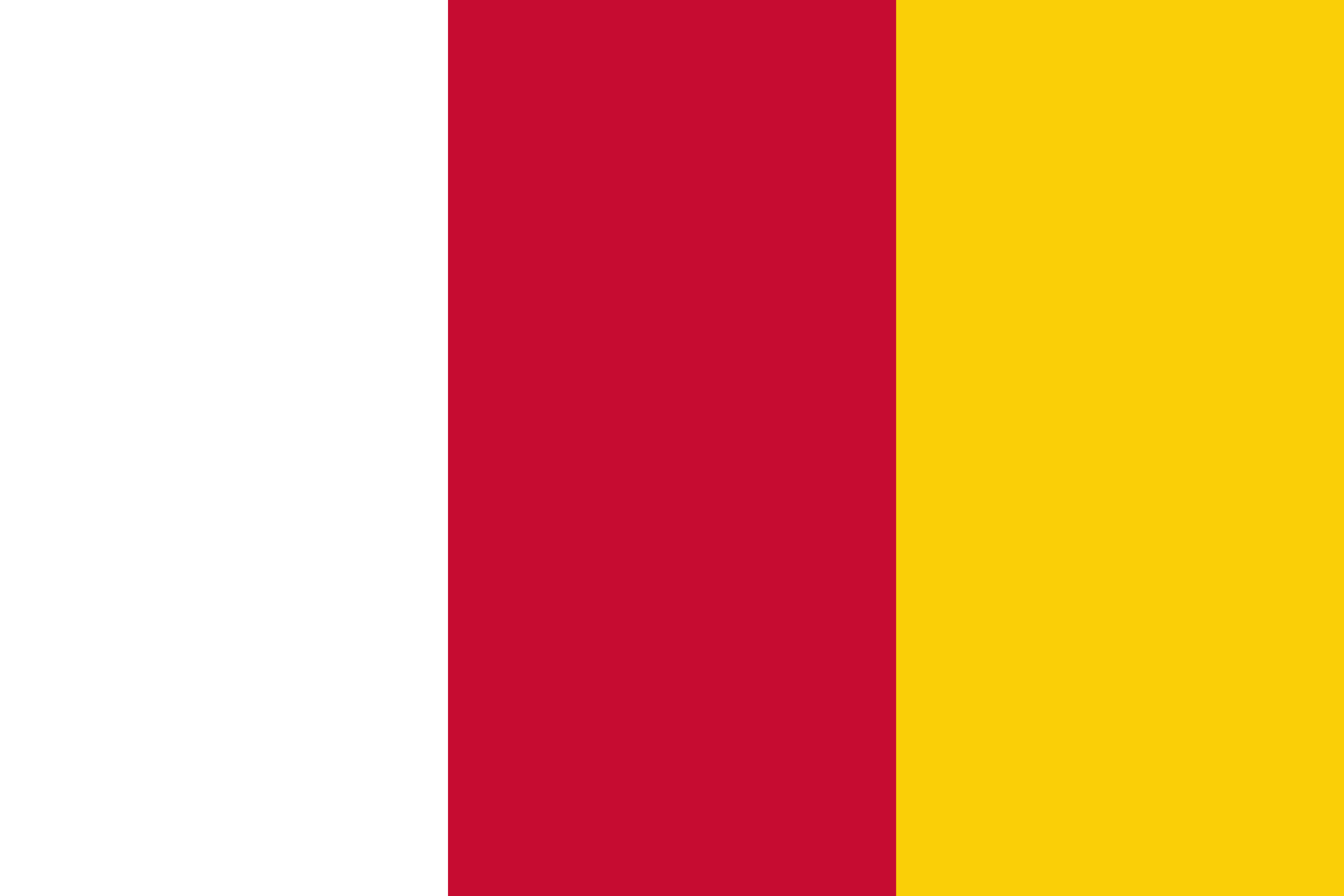
Proposition anonyme (1814)
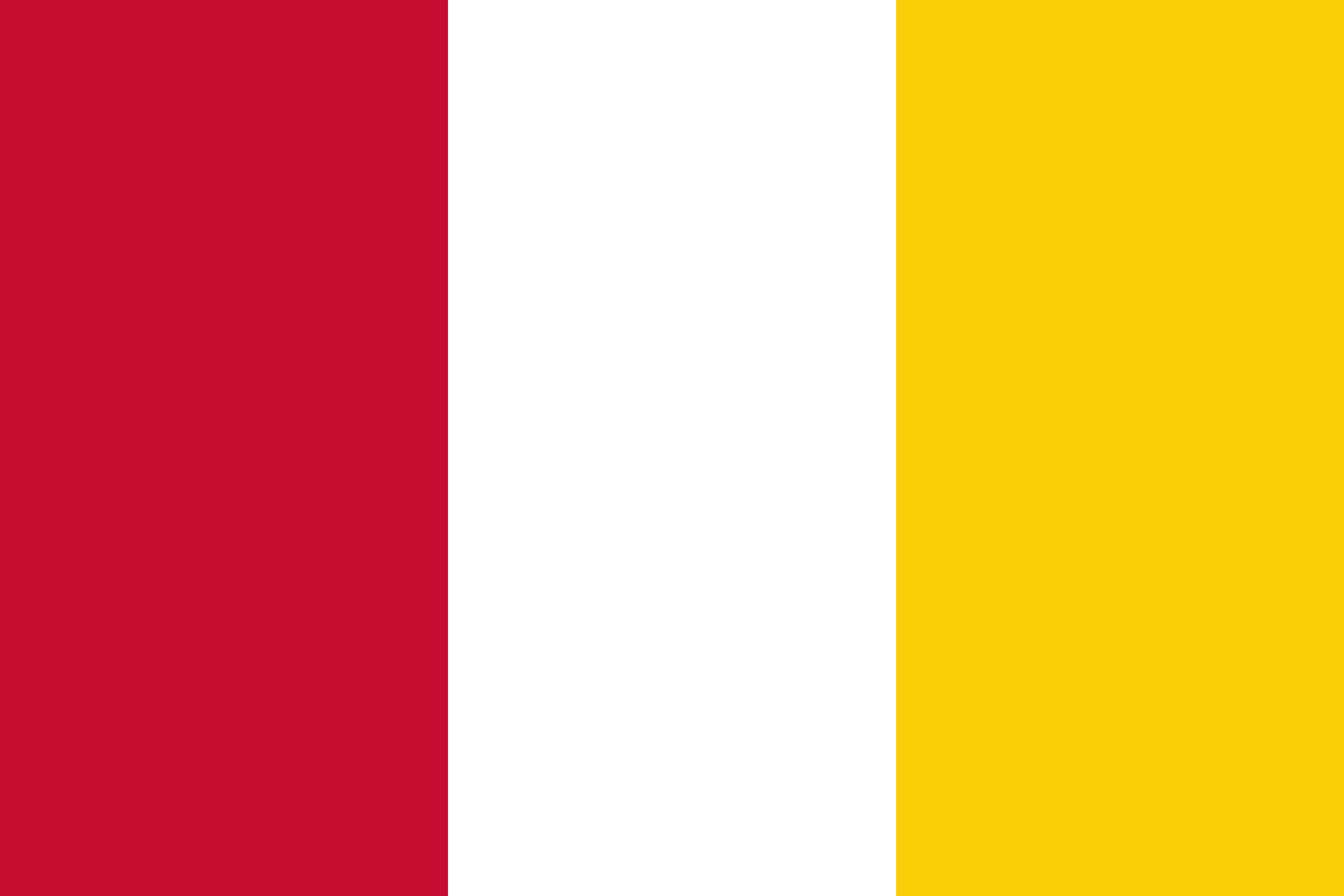
Proposition anonyme (1814)
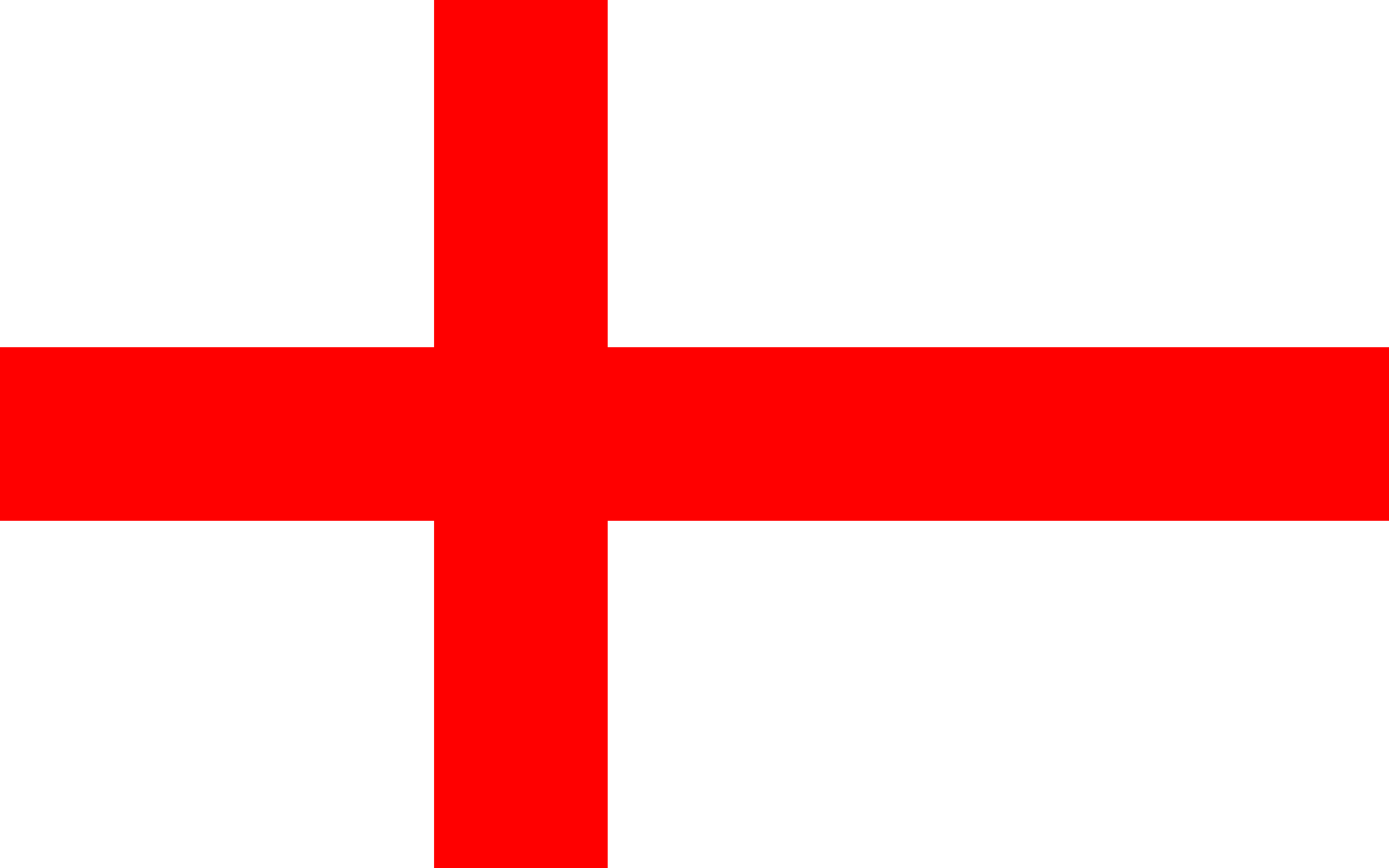
Proposition anonyme (1814)
Proposition anonyme (1814)
Proposition anonyme (1814)
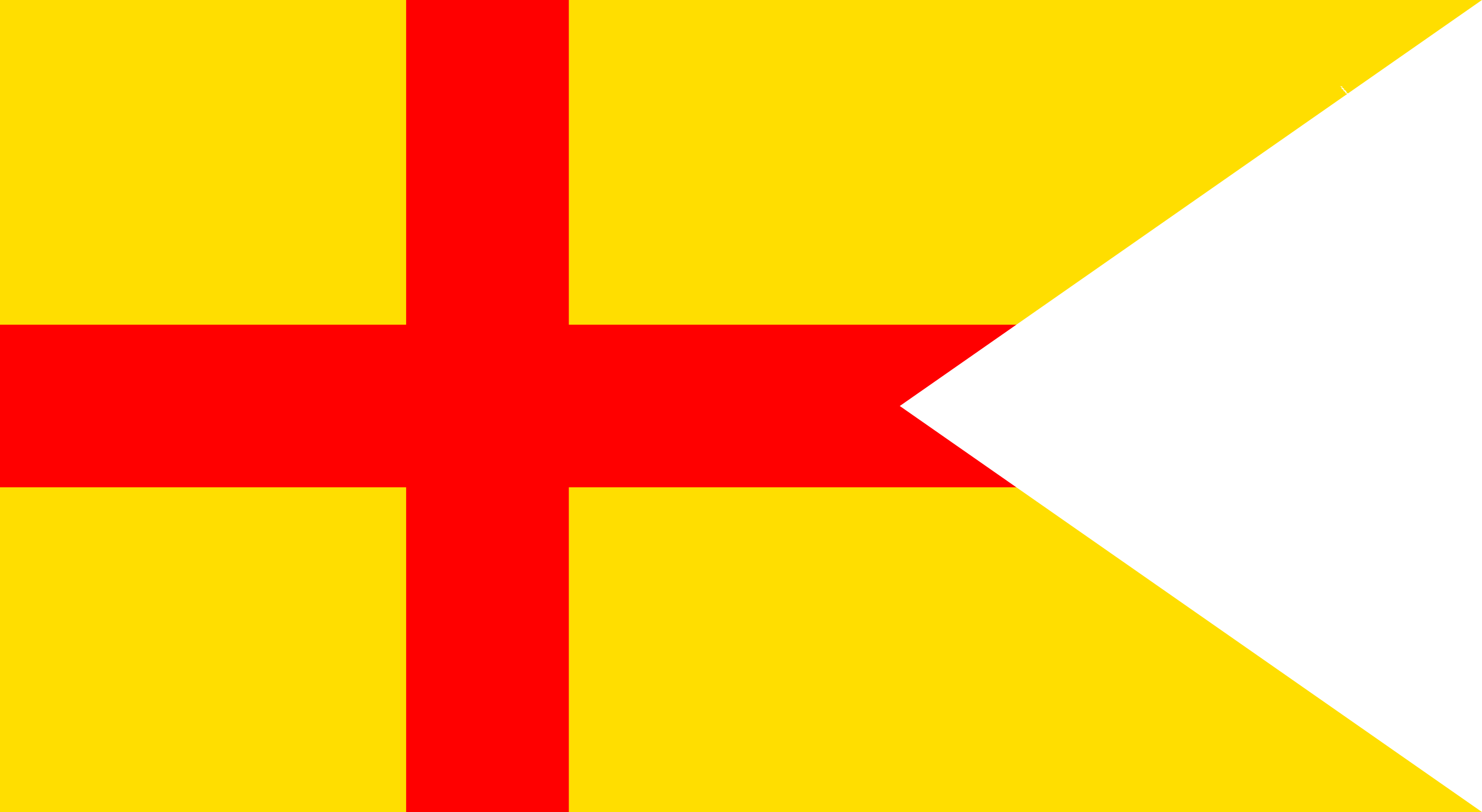
Proposition anonyme (1814)
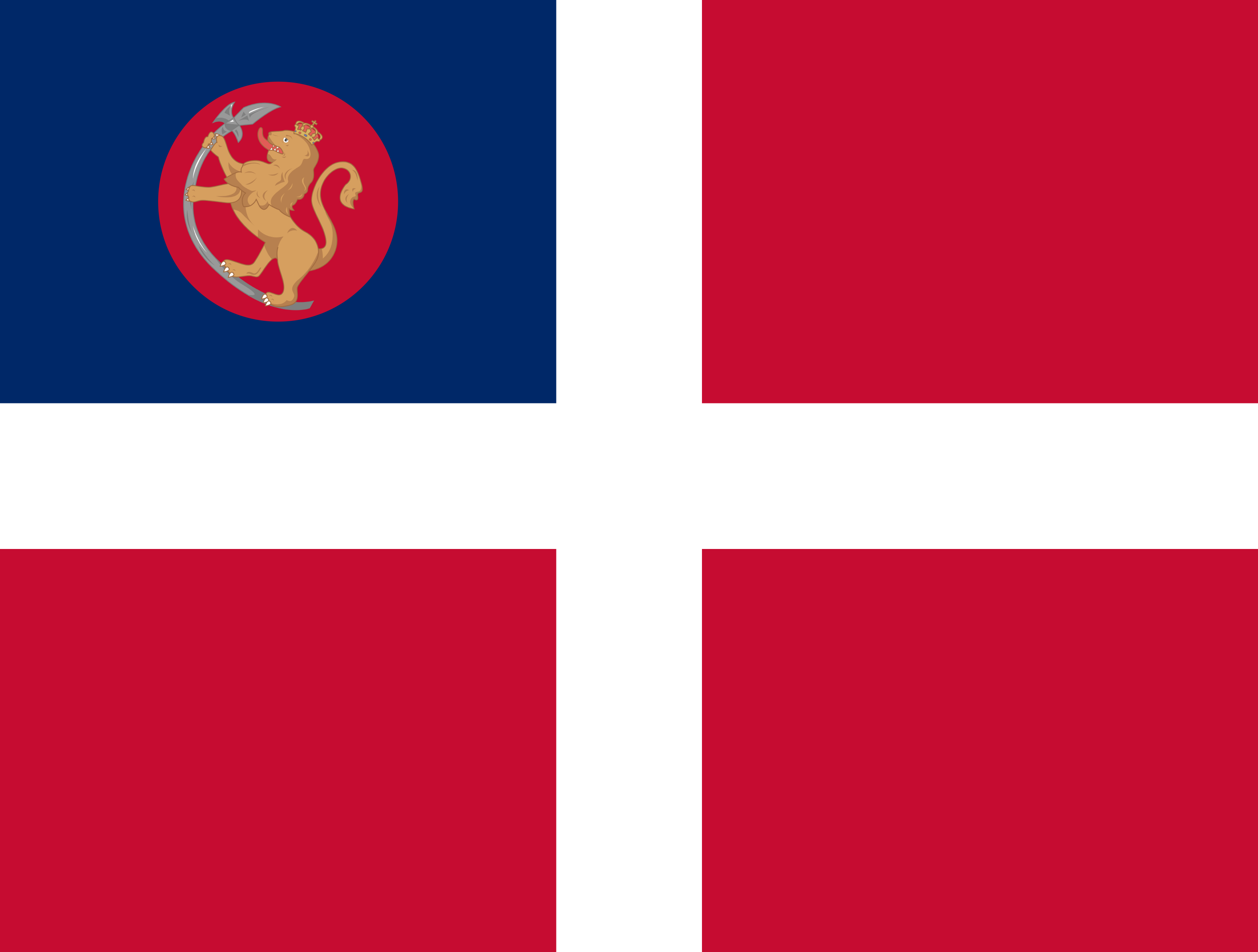
Proposition de Gregers Lundh (1814)
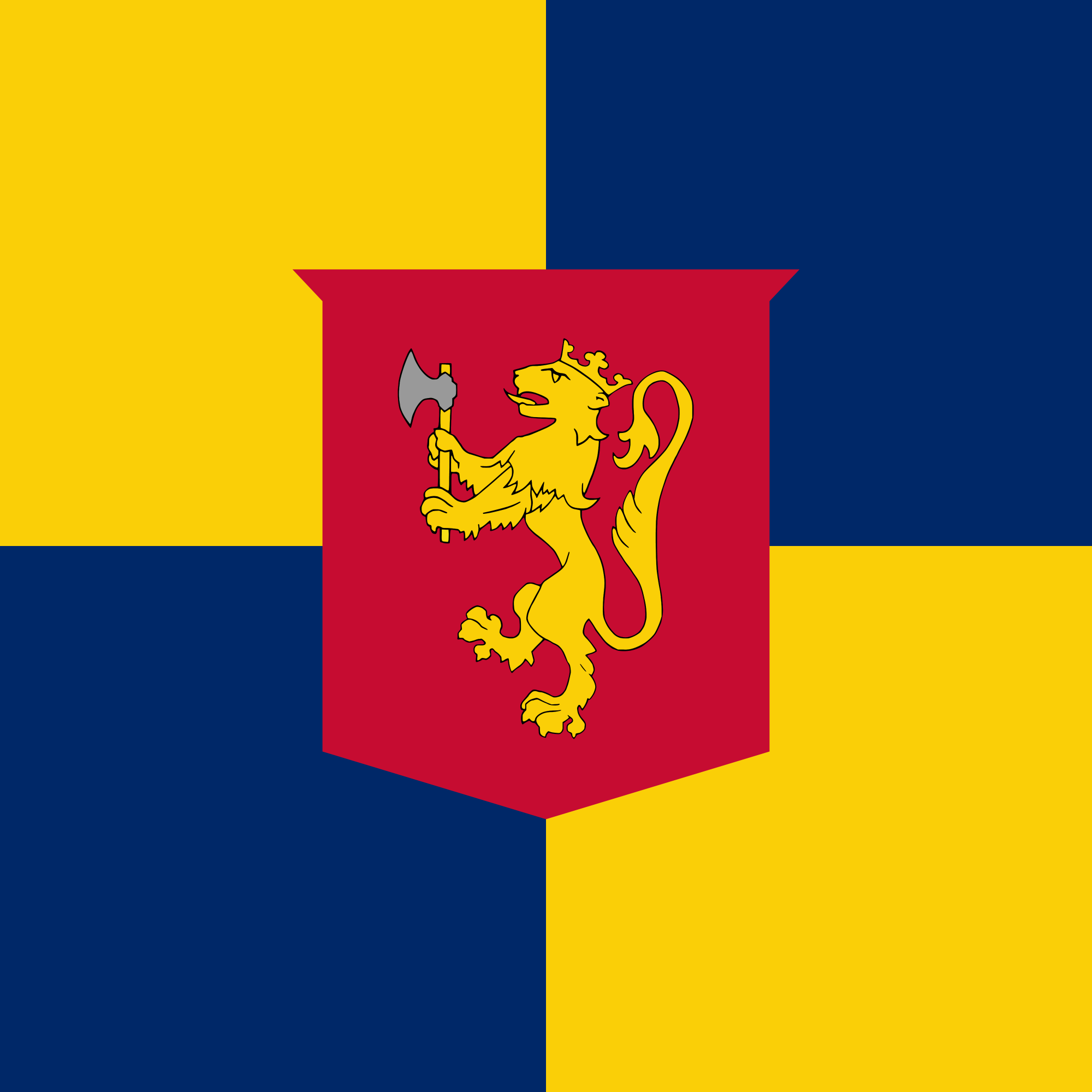
Proposition de  Gregers Lundh (1814)
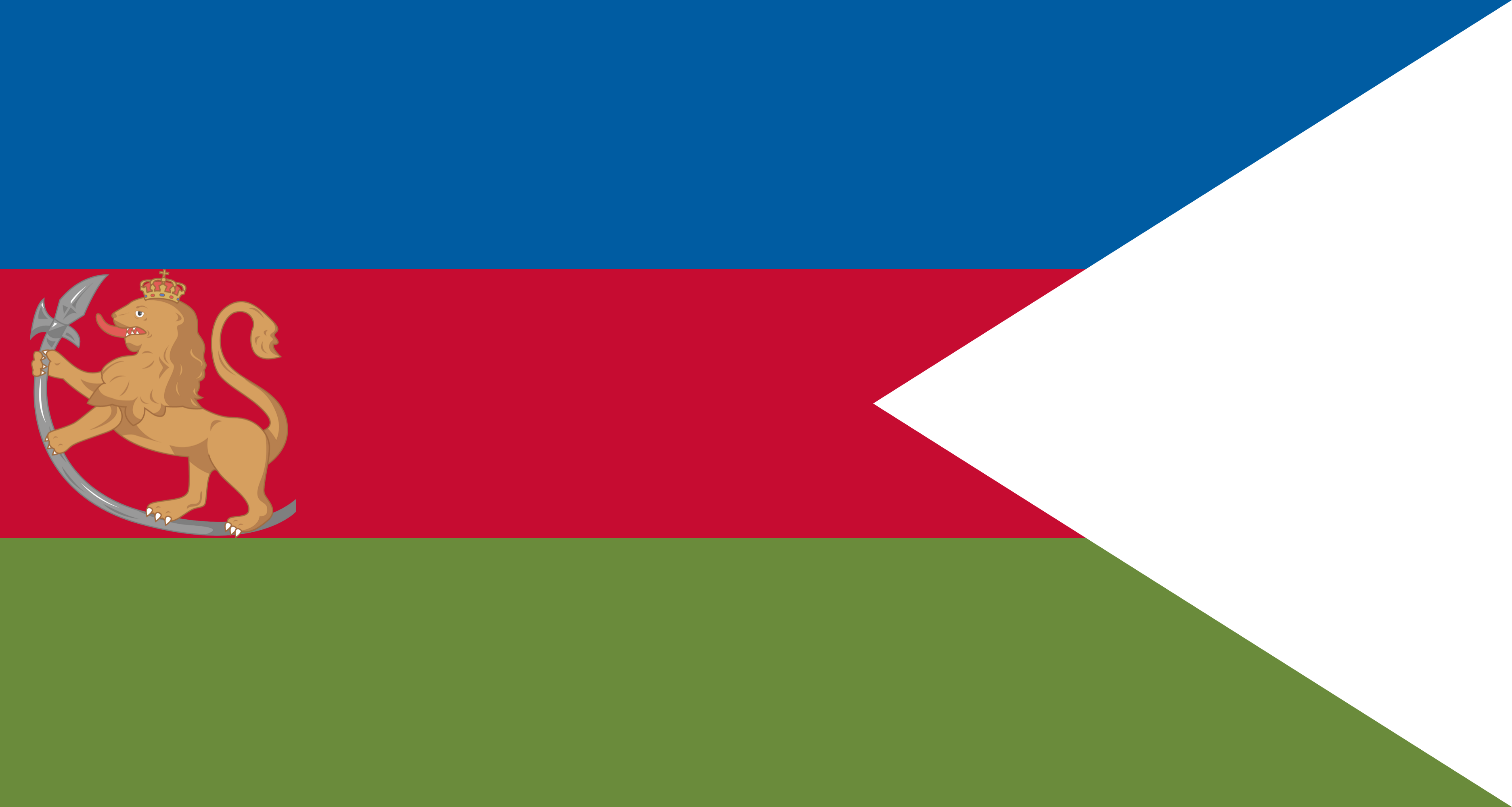
Proposition de  Svend Busch Brun (1814)
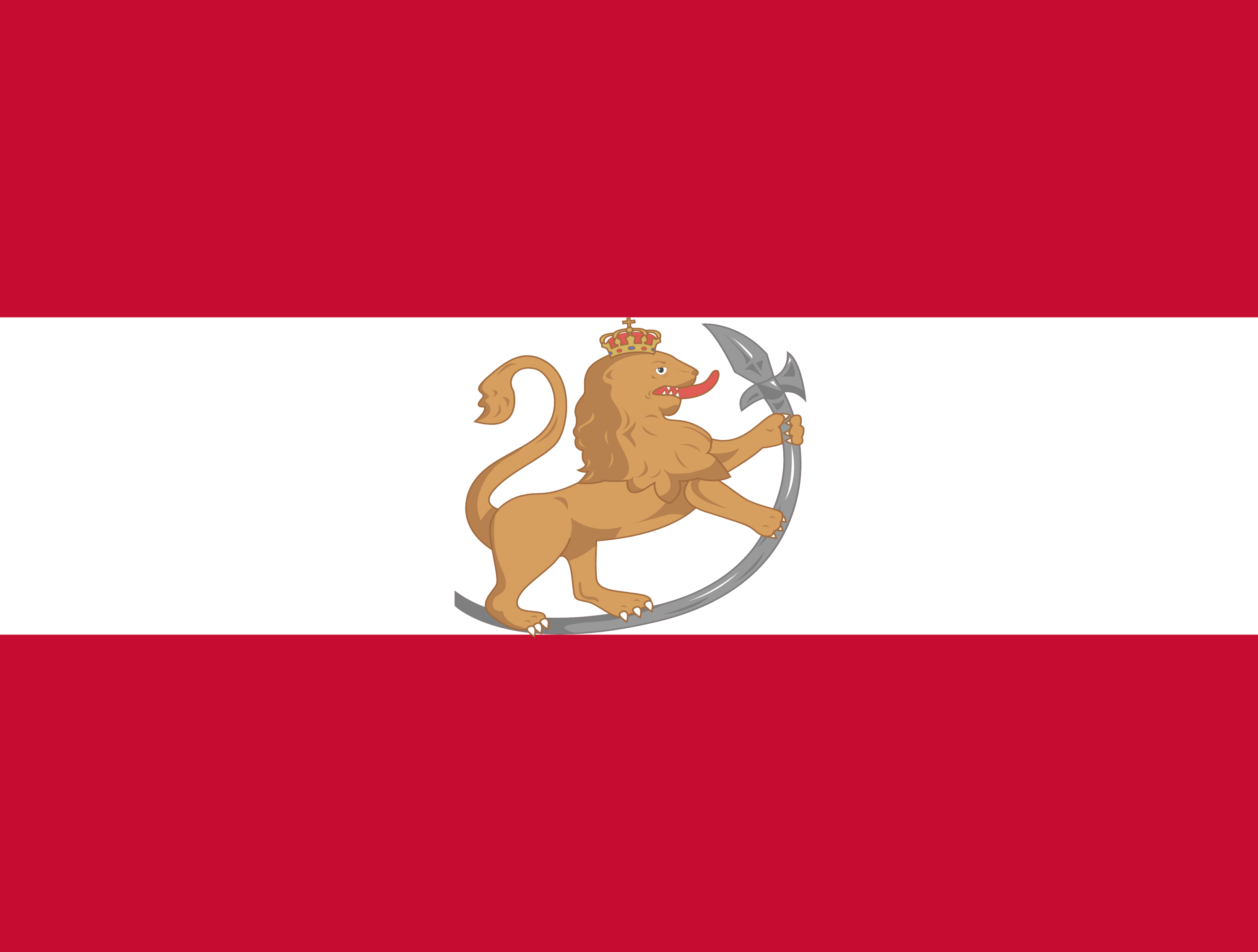
Proposition de  Peder Jacobsen Bøgvald (1815)
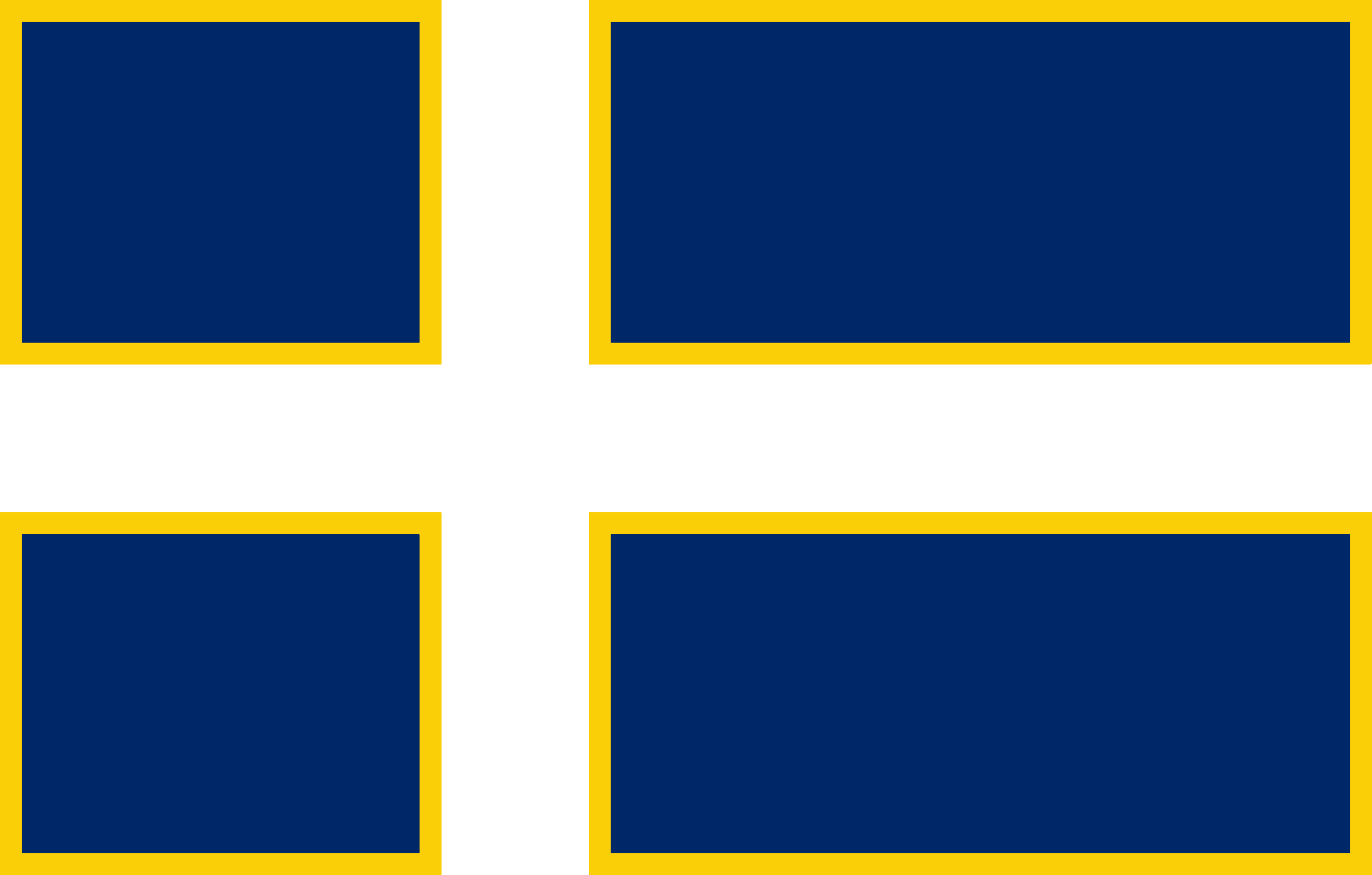
Proposition de  Niels Aall (1815)
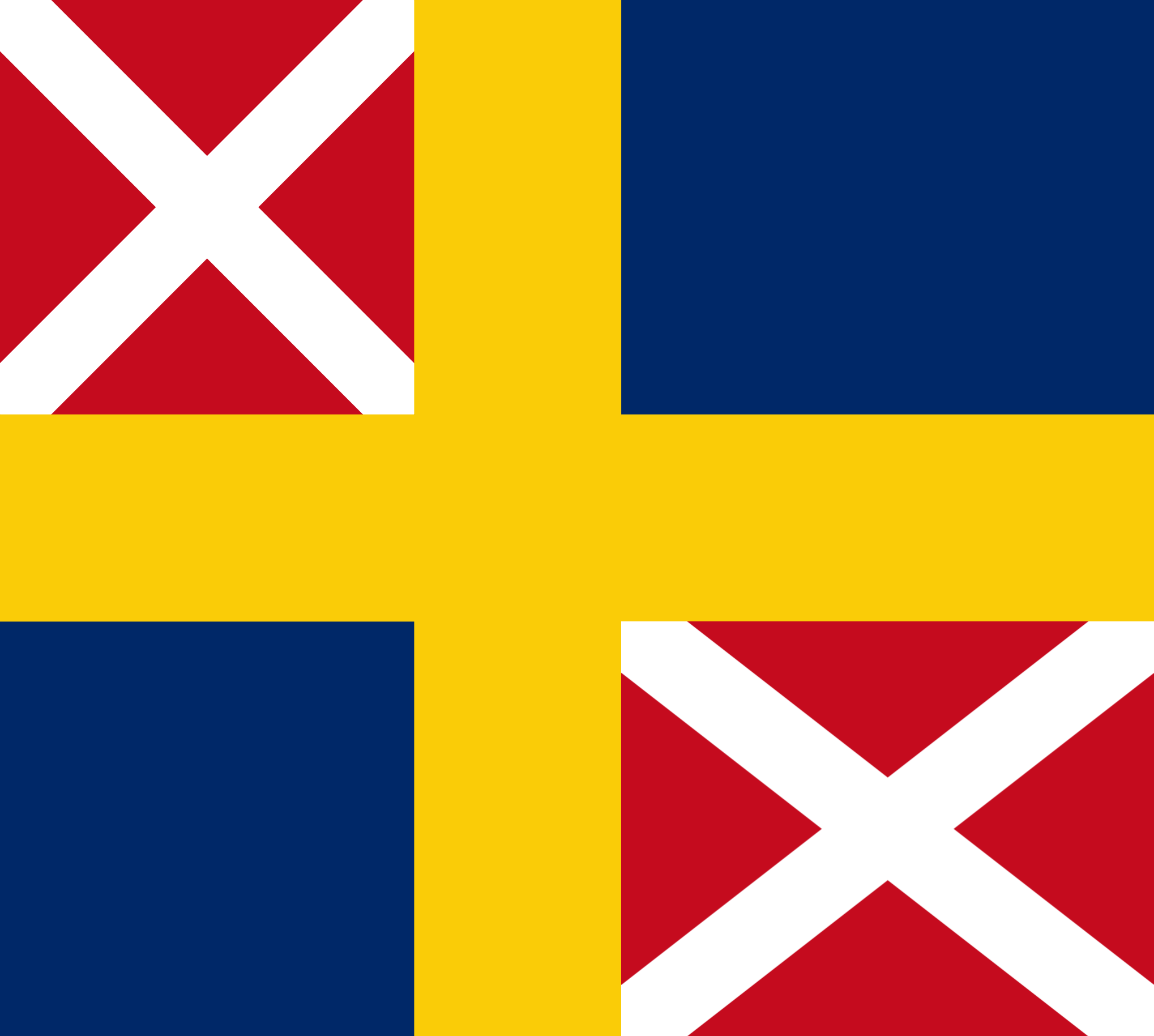
Proposition du Storting (1815)
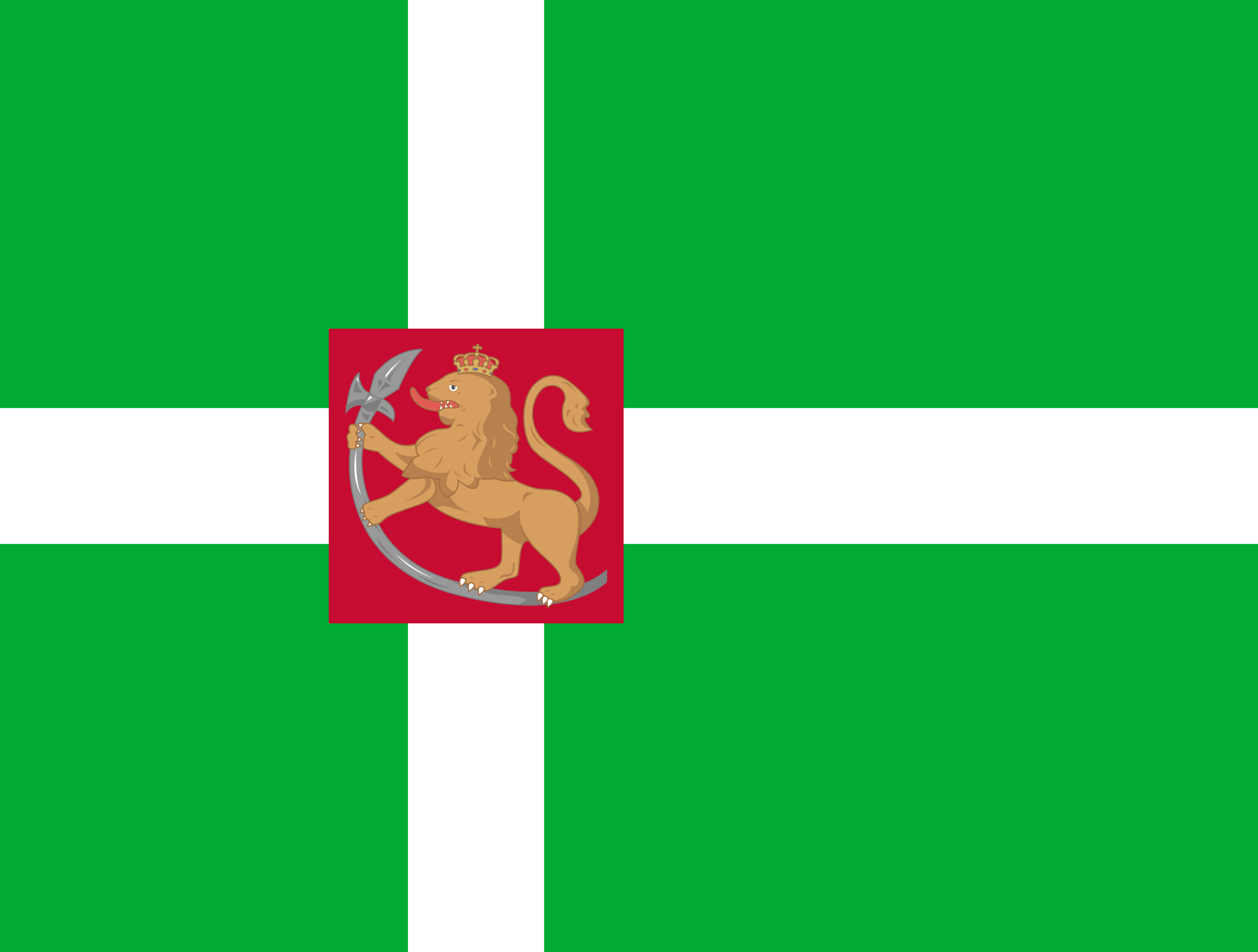
Proposition de  Jan Rasmussen Sande (1821)
Proposition du Storting (1821)
Proposition de Fredrik Meltzer (1821)
Proposition de 1821
Proposition de 1821
Proposition de Christian Magnus Falsen (1821)
Proposition de (1821
Proposition de la Commission de Bergen (1821)
Proposition de la Commission of Bergen (1821)
Proposition de la the Commission of Bergen (1821)
Proposition des citoyens de Grimstad (1821)
Proposition anonyme (1821)
Proposition d'Andreas Martin Seip (1821)
Proposition de Christian Magnus Falsen (1821)
Proposition des citoyens de Tønsberg (1821)
Proposition de 1821

### Svalbard

Proposition de 1930

## Nouvelle-Zélande

Drapeau des tribus de Nouvelle-Zélande (en) (James Busby) (1834)
Proposition de Clark Titman (1967)
Proposition de D.A. Bale (1980)
Proposition de Friedensreich Hundertwasser (1983)
Proposition de John Ansell, Kenneth Wang, and Grant McLachlan (1986 & 2015)
Proposition d'Aaron Nicholson (1987)
Proposition de James Dignan (2002)
Proposition d'Helen Clark (2007)
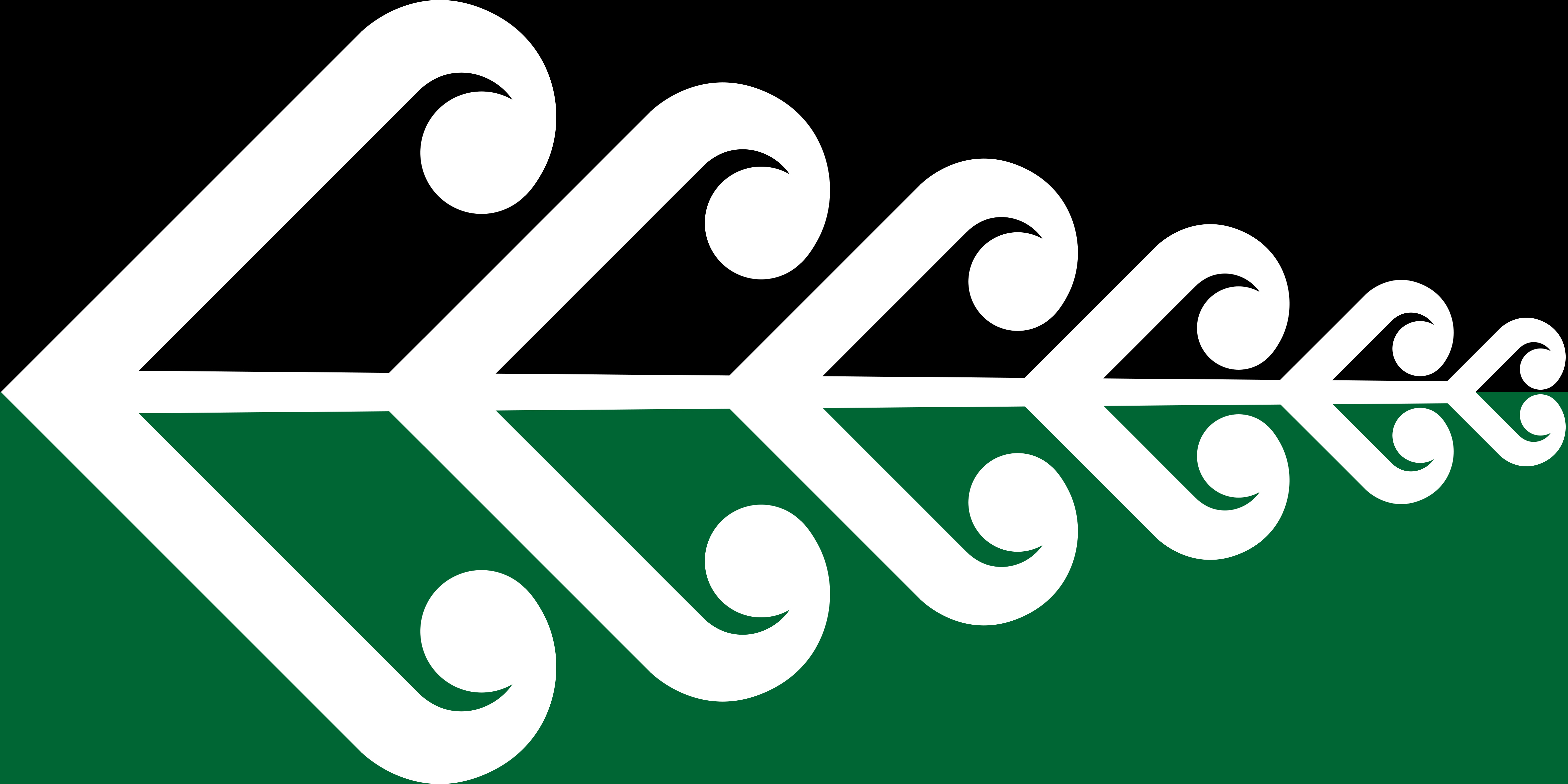
Proposition de James Bowman (2015)
Proposition du Studio Alexander (2015)
"Land Of The Long White Cloud", première proposition de Mike Archer (2015)
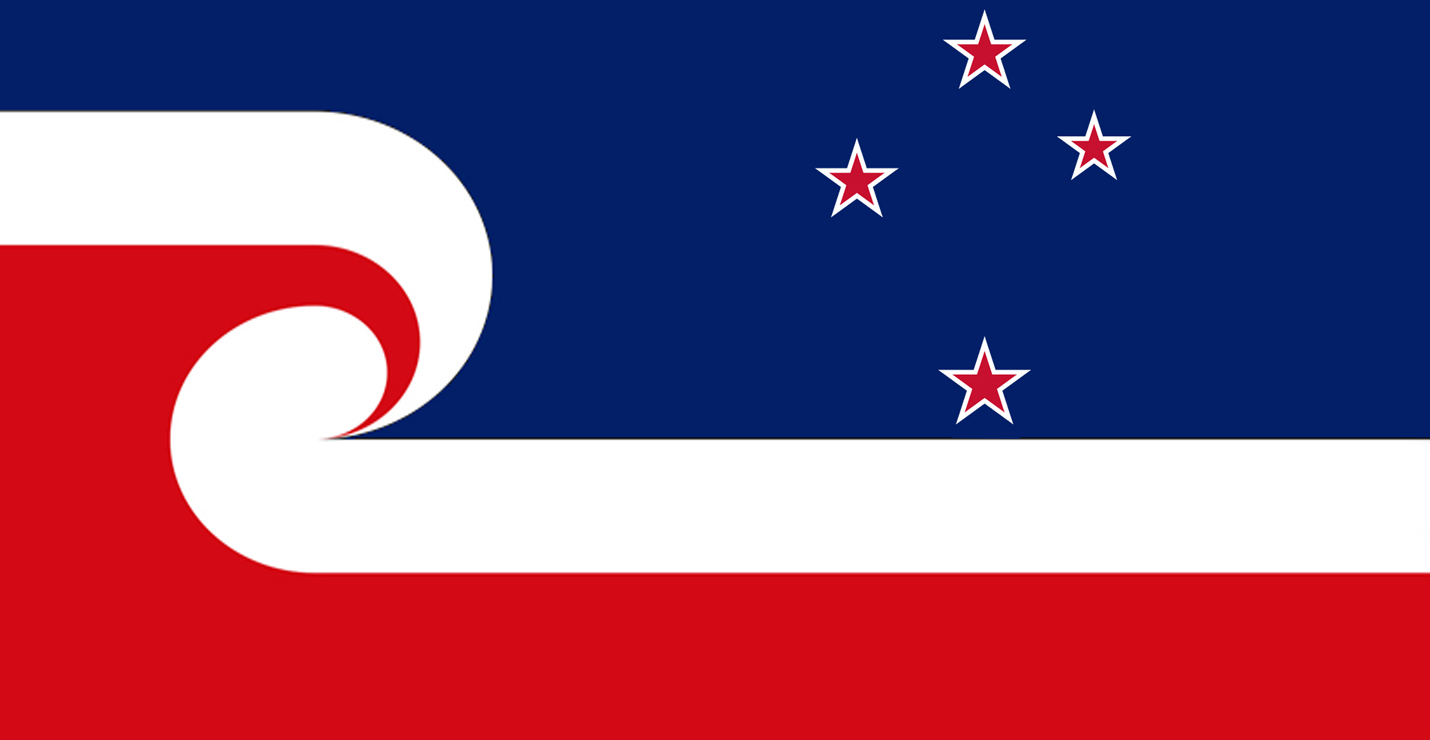
"Land Of The Long White Cloud", deuxième proposition de Mike Archer  (2015)
"Land Of The Long White Cloud", troisième proposition de Mike Archer (2016)
"Huihui", proposition de Sven Baker (2015)
"Silver Fern", proposition de Sven Baker (2015)
"Southern Cross Horizon", proposition de Sven Baker (2015)
"Southern Koru", proposition de Sven Baker (2015)
"Unity Koru", proposition de Sven Baker
"Inclusive", proposition de Dominic Carroll (2015)
"Moving Forward", proposition de Dominic Carroll (2015)
"The Seven Stars of Matariki", proposition de Matthew Clare (2015)
"Silver Fern", proposition de Roger Clarke (2015)
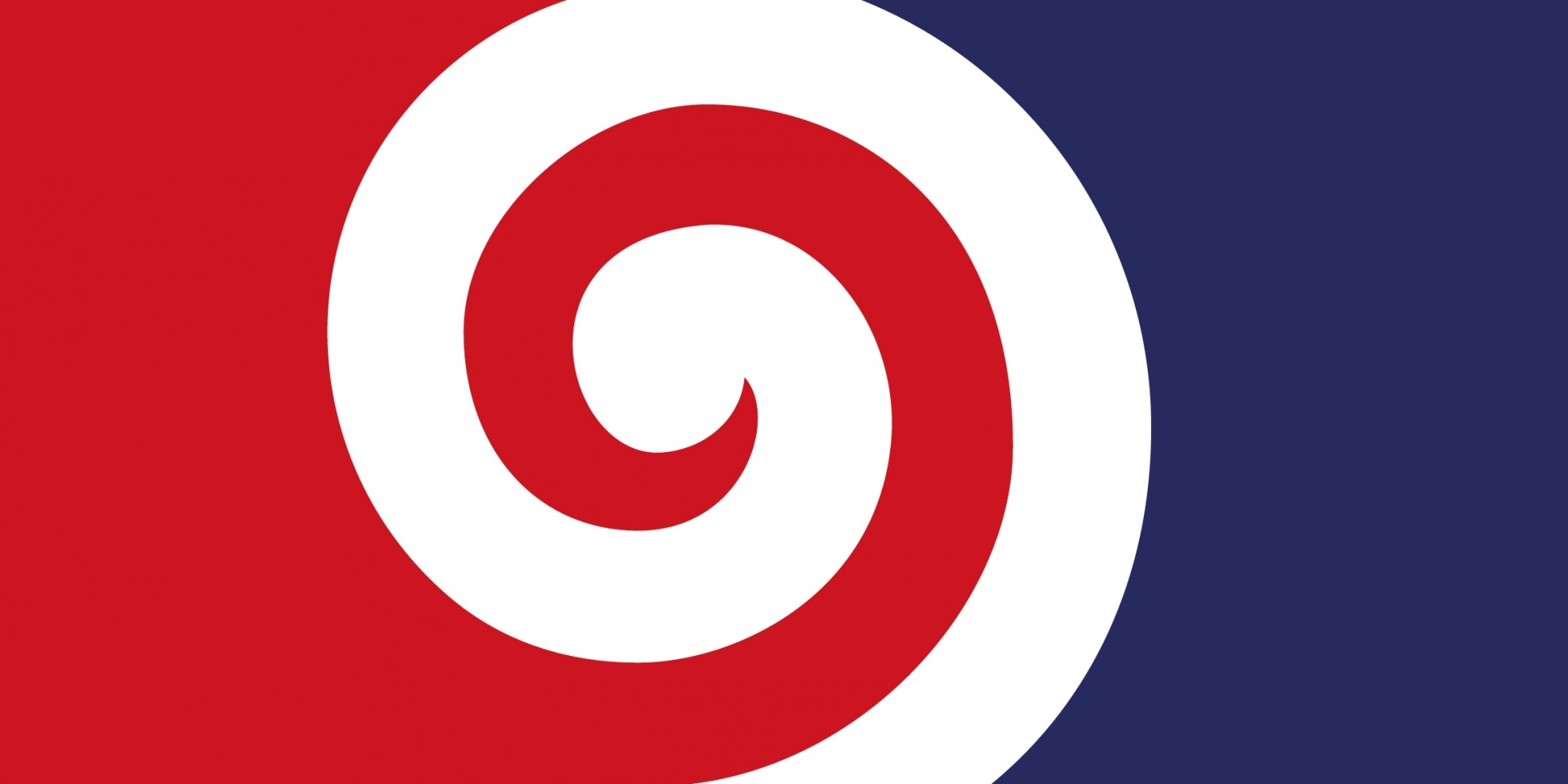
"Curly Koru", proposition de Daniel Crayford & Leon Cayford (2015)
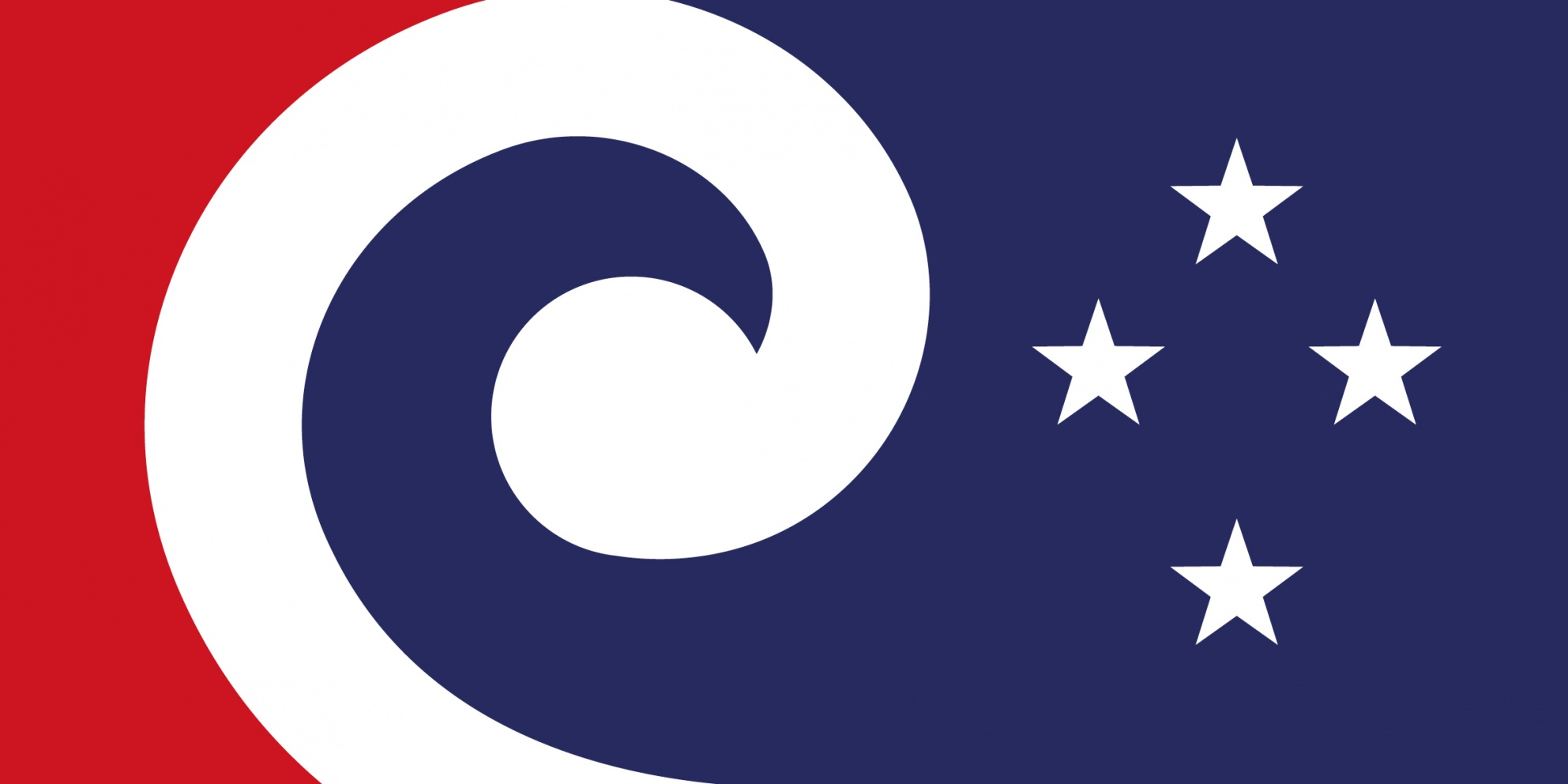
"Koru Fin", proposition de Daniel Crayford & Leon Cayford (2015)
"Modern Hundertwasser", proposition de Tomas Cottle (2015)
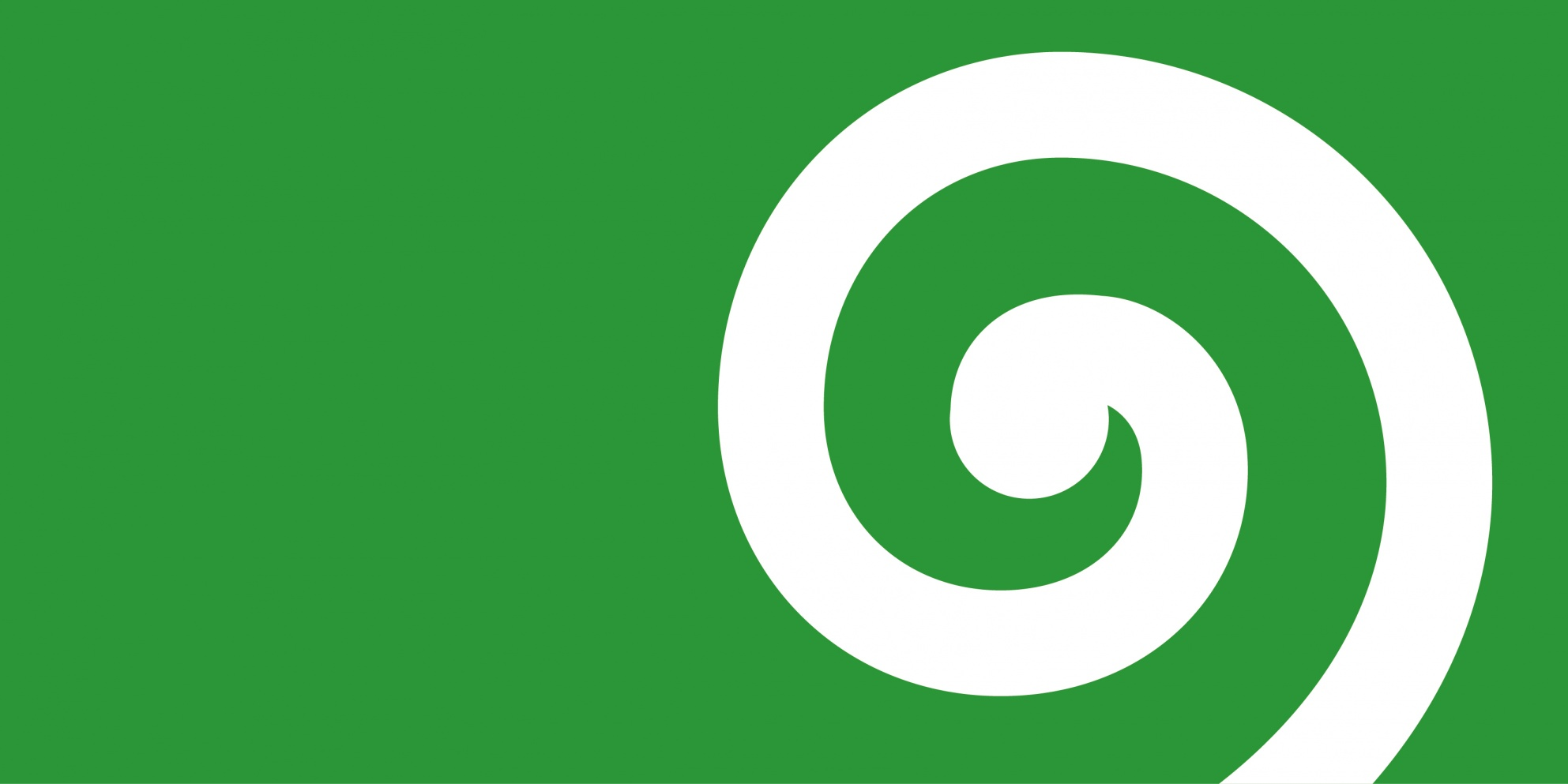
"NZ One", proposition de Travis Cunningham (2015)
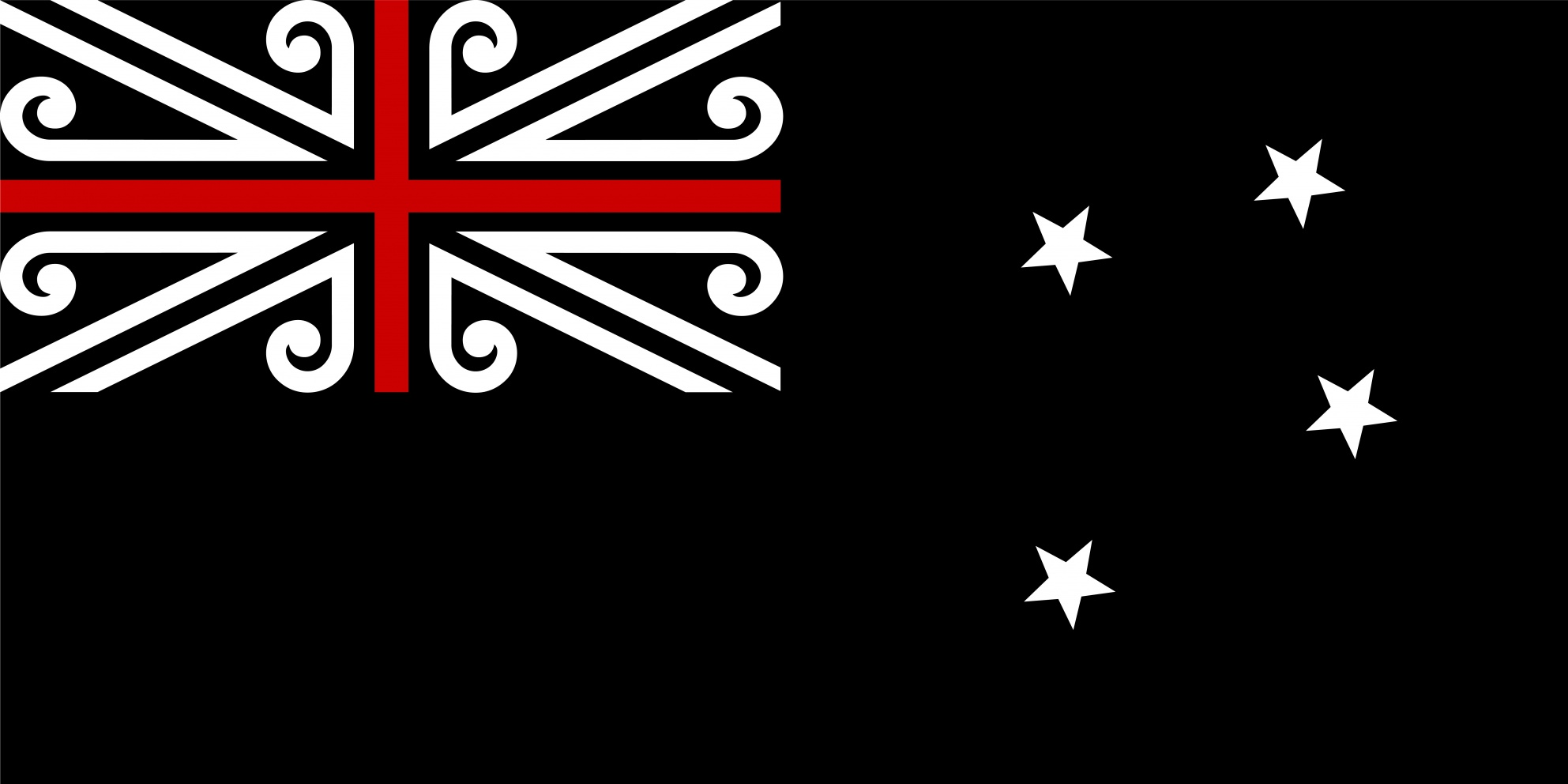
"Black Jack", proposition de Mike Davison (2015)
"Unity Koru", proposition de Paul Densem (2015)
"New Southern Cross", proposition de Wayne William Doyle (2015)
"Red Peak", proposition de Aaron Dustin (2015)
"Manawa", proposition d'Otis Frizzell (2015)
"Manawa", proposition d'Otis Frizzell (2015)
"Embrace", proposition de Denise Fung (2015)
"Koru", proposition d'Andrew Fyfe (2015)
"Koru", proposition d'Andrew Fyfe (2015)
"Unity Fern", proposition de Paul Jackways (2015)
"White & Black Fern", proposition d'Alofi Kanter (2015)
"New Zealand Matariki", proposition de John Kelleher (2015)
"Silver Fern", proposition de Kyle Lockwood (2015)
"Silver Fern", proposition de Kyle Lockwood (2015)
"Silver Fern", proposition de Kyle Lockwood (2015)
"Silver Fern", proposition de Kyle Lockwood (2015)
"Silver Fern", proposition de Kyle Lockwood (2015)
"Pikopiko", proposition de Grant Pascoe (2015)
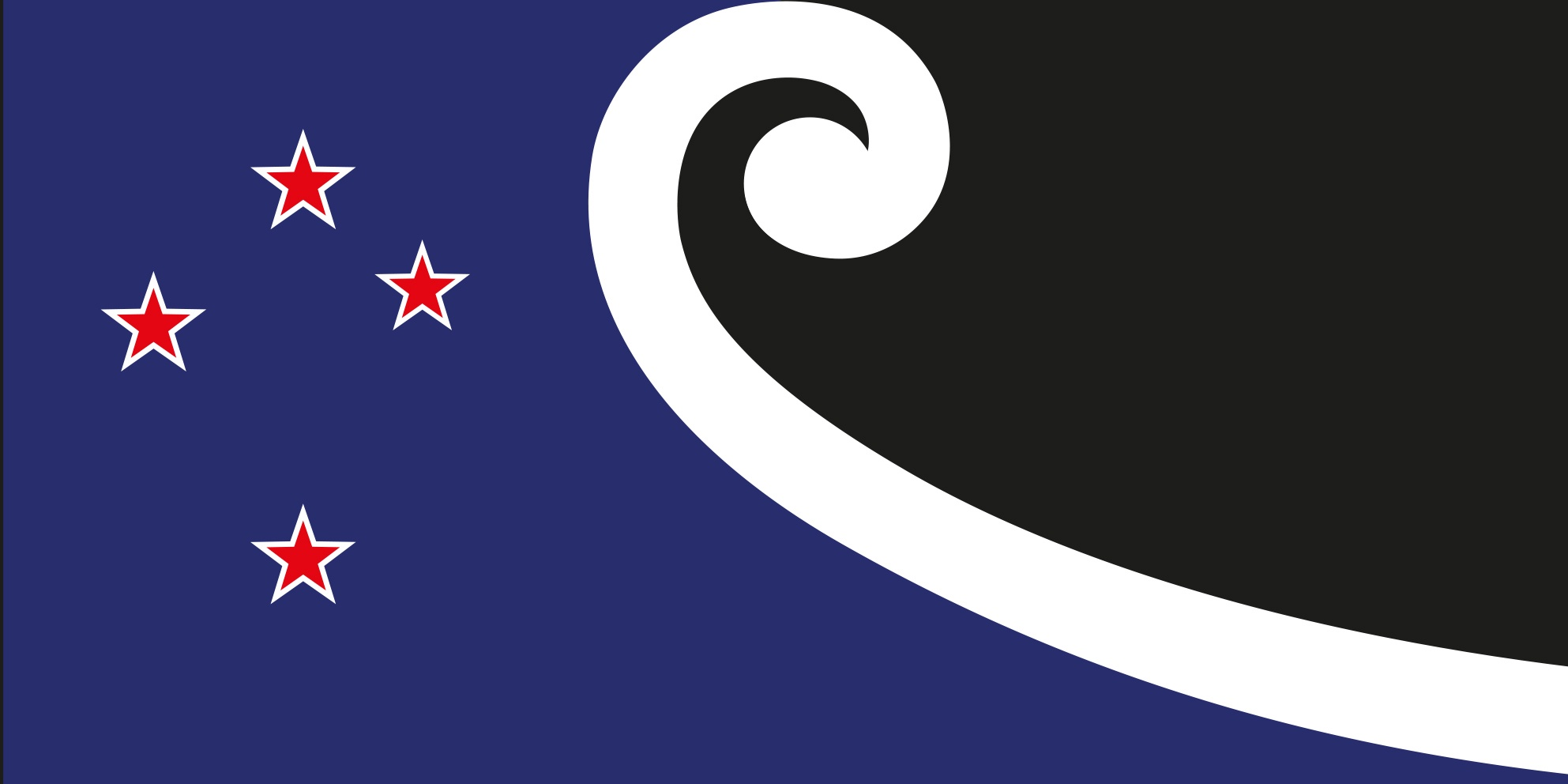
"Finding Unity in Community", proposition de Dave Sauvage (2015)
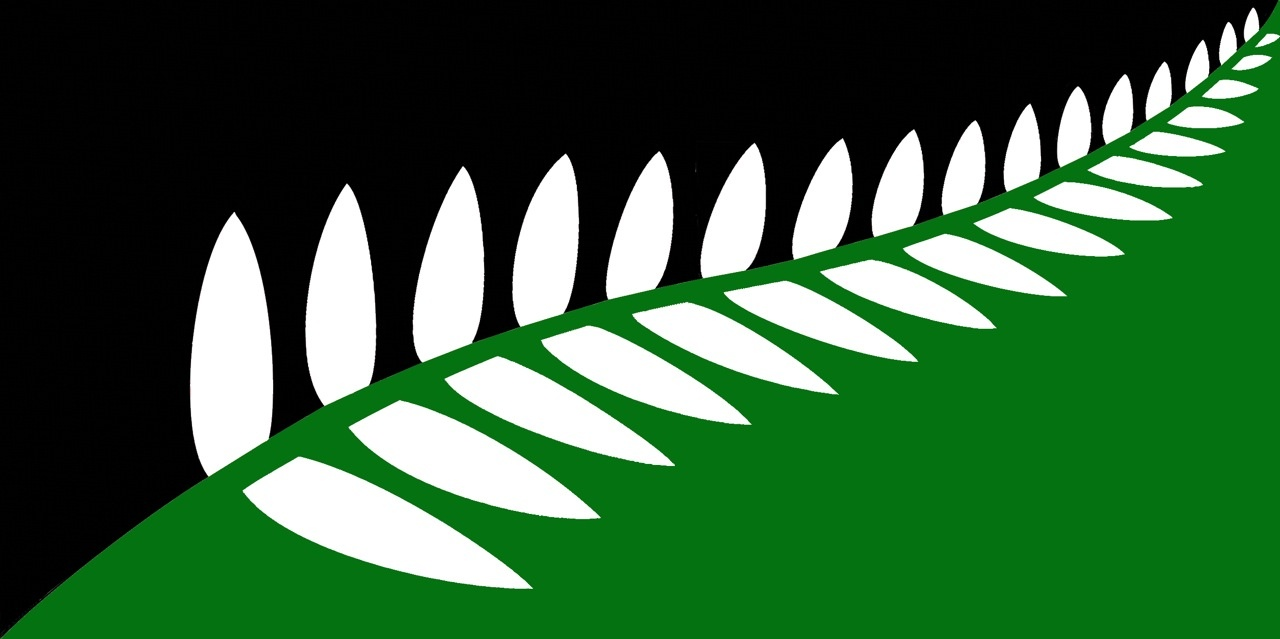
"Fern", proposition de Clay Sinclair & Sandra Ellmers (2015)
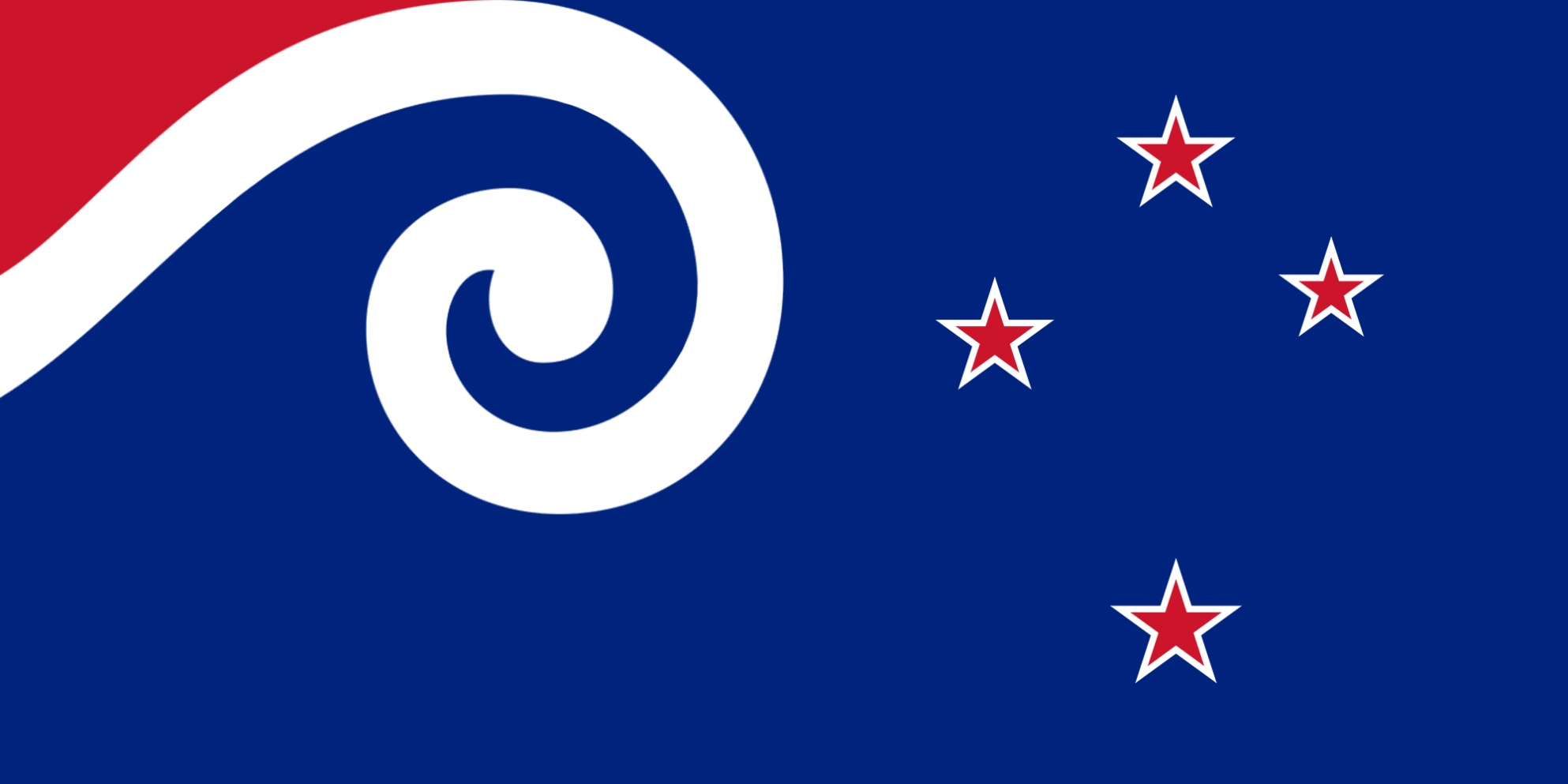
"Koru and Stars", proposition d'Alan Tran (2015)
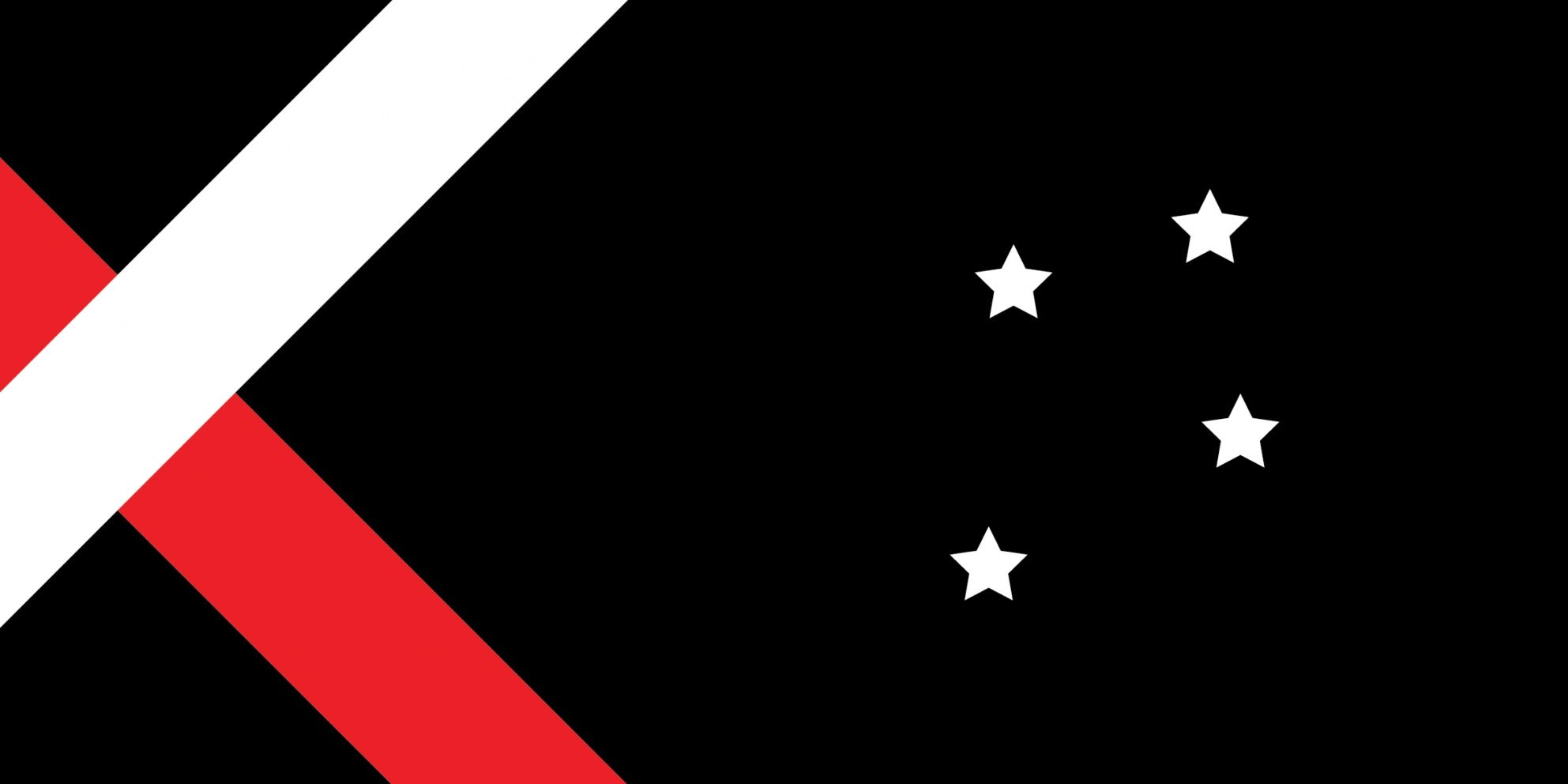
"Raranga", proposition de Pax Zwanikken (2015)
"Tukutuku", proposition de Pax Zwanikken (2015)

## Ouzbékistan

Le drapeau culturel du peuple ouzbek proposé, basé sur le drapeau de l'empire timouride (1969).
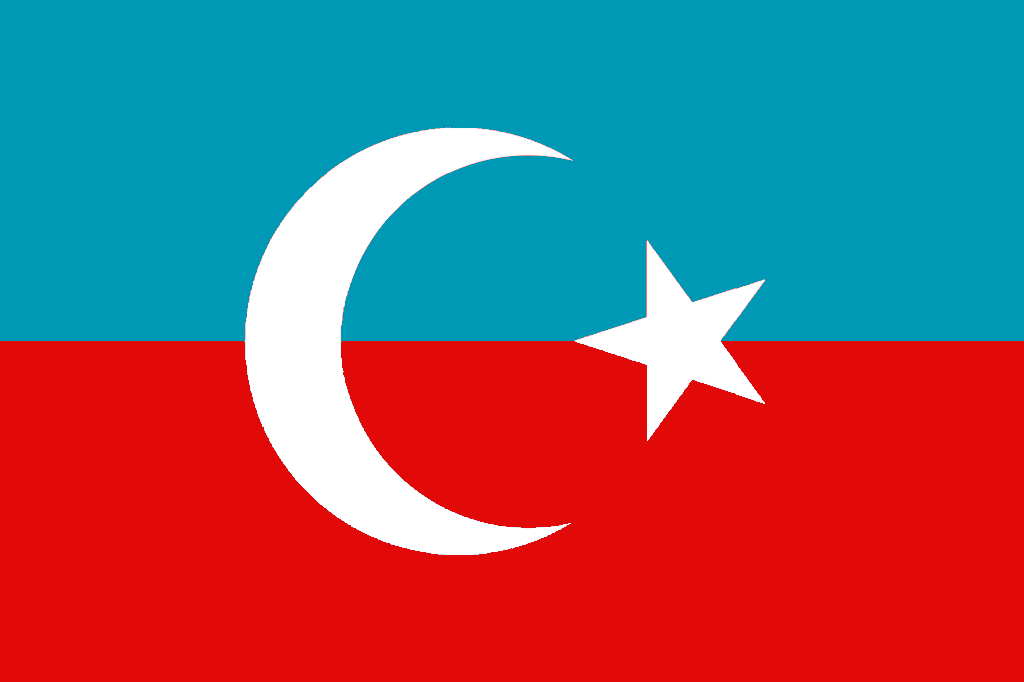
L'un des projets de drapeau de l'Ouzbékistan proposés par le mouvement démocratique, basé sur le drapeau de l'Autonomie du Turkestan (1991)
Un des projets proposés pour le drapeau de l'Ouzbékistan par le mouvement démocratique, basé sur le drapeau du mouvement Basmachi (1991)
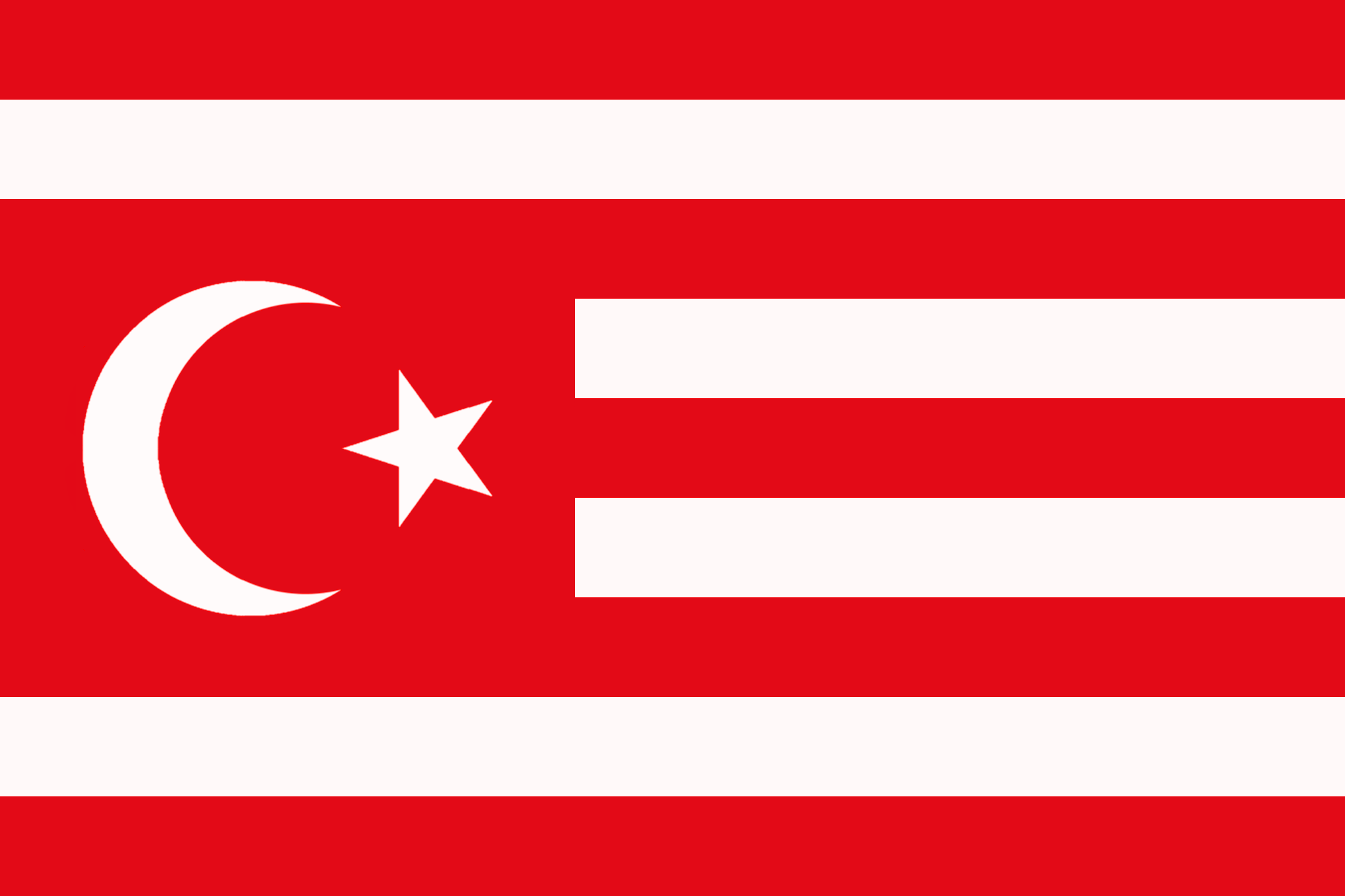
Un des projets proposés pour le drapeau de l'Ouzbékistan par le mouvement démocratique, basé sur le drapeau du mouvement Basmachi (1991)

## Panama

Proposition de Philippe Bunau-Varilla (1903)

## Pakistan

Proposition de Louis Mountbatten pour un Commonwealth Anglo-Pakistani (1947)

## Palestine

Husein Mikdadi's Proposal (1929)
Proposition d'« un Arabe d'Haïfa » (1929)
Proposition d'« un Arabe d'Haïfa » (1929)
Proposition d'« un Arabe d'Haïfa » (1929)
Proposition d'« un Arabe d'Haïfa » (1929)
Proposition d'« un Arabe d'Haïfa » (1929)
Proposition d'« un Arabe d'Haïfa » (1929)
Proposition d'« un Arabe d'Haïfa » (1929)
Proposition d'« un Arabe d'Haïfa » (1929)
Proposition d'« un Arabe d'Haïfa » (1929)
Proposition d'« un Arabe d'Haïfa » (1929)
Proposition d'Elias Hana Rantissi (1929)
Proposition de Hamdi Can'an
Proposition d'Assma Tubi (1929)
Proposition de Jaili (1929)
Proposition d'As’ad Shufani (1929)
Proposition d'As’ad Shufani (1929)
Proposition d'As’ad Shufani (1929)
Proposition d'As’ad Shufani (1929)
Proposition d'As’ad Shufani (1929)
Proposition du journal Filastin (1929)
Proposition du journal Filastin (1929)
Proposition de Theodore Saruf (1929)
Proposition de Munir Dakak (1929)
Proposition de Munir Dakak (1929)
Proposition de Munir Dakak (1929)
Proposition des Archives de l'État (1929)
Proposition des Archives de l'État (1929)
Proposition des Archives de l'État (1929)
Première proposition pour un État binational laïc (« Cananie », 2007)
Deuxième proposition pour un État binational (2007)
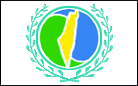
Troisième proposition pour un État binational (2007)

## Papouasie-Nouvelle-Guinée

Proposition de Wilhelm Solf pour la Nouvelle-Guinée allemande (1914)
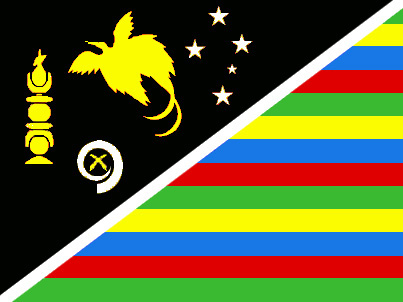
Proposition pour une Nouvelle-Guinée réunie fédérée avec les archipels mélanésiens (1969)
Proposition pour le Territoire de Papouasie et Nouvelle-Guinée (1970)

## Pays-Bas

### Aruba
Aruba est l'une des îles qui formaient l'ancien territoire des Antilles néerlandaises. En 1976, la décision d'obtenir un drapeau distinctif a été prise, et un comité a été formé pour décider de la conception d'un tel drapeau. Sur les 693 propositions soumises au comité, 157 ont été sélectionnées. Certains de ces dessins sont illustrés ci-dessous. D'autres propositions ont été faites par des vexillologues tels que Whitney Smith, qui a proposé deux dessins.
Finalement, le comité a travaillé sur le dessin de W.J. Fransen, et après quelques itérations, le drapeau actuel d'Aruba est né.

Exemple de proposition 1 (1976)
Exemple de proposition 2 (1976)
Exemple de proposition 3 (1976)
Exemple de proposition 4 (1976)
Exemple de proposition 5 (1976)
Exemple de proposition 6 (1976)
Exemple de proposition 7 (1976)
Exemple de proposition 8 (1976)
Exemple de proposition 9 (1976)
Proposition de Rosendo Feliciano (1976)
Proposition de J.W. Klein (1976)
Proposition de W.J. Fransen (1976)
Proposition no 1 de Whitney Smith (1976)
Proposition no 2 de Whitney Smith (1976)

## Pérou

Proposition de Guillermo Miller (1820)
Proposition de Nieves Limachi (2022)

## Philippines

Proposition de Fidel V. Ramos no 1 (1995)
Proposition de Fidel V. Ramos no 2 (1995)
Proposition de Fidel V. Ramos no 3 (1995)
Proposition de Richard Gordon (2009)
Proposition d'Emmanuel L. Osorio (2013)

## Portugal

Proposition de Rigaud Nogueira (1910-1911)
Proposition 1 d'Alexandre Fontes (1910-1911)
Proposition Alexandre Fontes 2 (1910-1911)
Proposition Carvalho Neves (1910-1911)
Proposition Duarte Alves Leal (1910-1911)
Proposition António Augusto Macieira (1910-1911)
Proposition Alfredo Pinta da Silva (1910-1911)
Proposition António Arroyo (1910-1911)
Premier projet de la Commission Officielle pour le nouveau drapeau national portugais (1910-1911)
Projet de Guerra Junqueiro (1910-1911)
J. S. Ferreira (1910-1911)
Proposition de Joaquim Augusto Fernandes (1910-1911)

## RDC

Proposition de drapeau fédéraliste (1960)

## Roumanie

Proposition des républicains (1848)
Proposition alternative de Petre Vasiliu-Năsturel (1874)

## Royaume-Uni

Proposition d'Union Jack (1604)
Proposition d'Union Jack (1604)
Proposition d'Union Jack (1604)
Proposition d'Union Jack (1604)
Proposition d'Union Jack (1604)
Proposition d'Union Jack (1604)
Proposition d'Union Jack (1604)
Proposition d'Union Jack (1604)
Proposition d'Union Jack incluant la harpe irlandaise (1801)
Drapeau républicain utilisé par les Chartistes (1816)
Tricolore républicain proposé par Hugh Williams (1851)
Proposition de Margaret Hodge, comprenant le Dragon Gallois (2007)
Proposition comprenant le Drapeau de saint David
Proposition de drapeau dans le cas de l'indépendance de l'Écosse (2013)

### Irlande du Nord

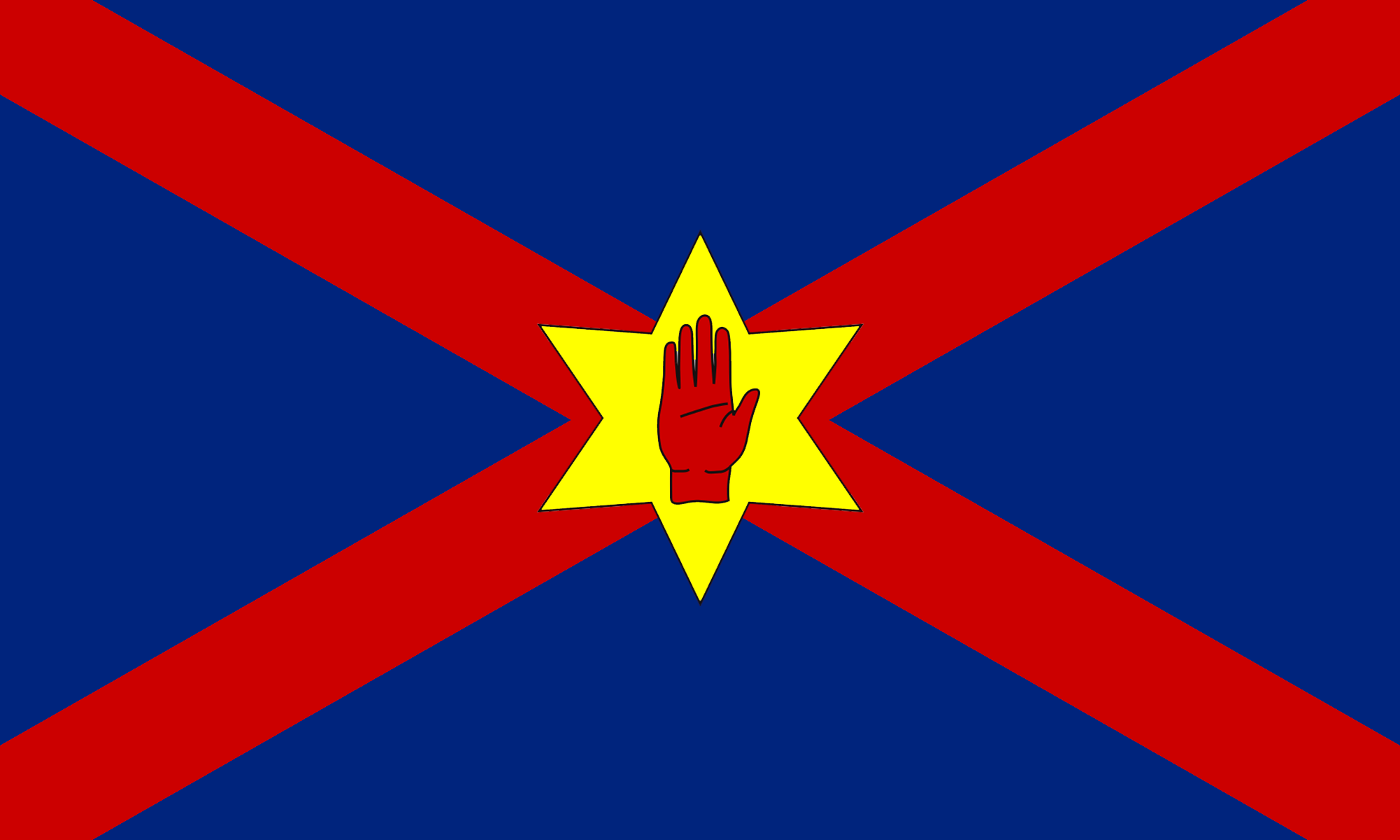
Drapeau proposé par les nationalistes d'Ulster

### Pays de Galles

Drapeau du Mouvement républicain gallois (en)
Drapeau républicain avec étoile
Drapeau du Welsh Patriotic Front

### Territoires d'Outre-Mer

#### Bermudes
En 2002, James B. Minahan a proposé dans son « Encyclopédie des nations apatrides » un dessin qu'il a appelé « le drapeau national des Bermudes ». Il déclare que cette proposition vise à doter les Bermudes d'un symbole national une fois qu'elles auront obtenu leur indépendance du Royaume-Uni.

Proposition pour des Bermudes indépendantes (2002)

#### Îles Caïmans
James Minahan, dans son Encyclopedia of Stateless Nations, présente cette proposition de drapeau d'indépendance des îles Caïmans, bien qu'il ne semble pas qu'aucun groupe indépendantiste des îles Caïmans utilise ce drapeau.

Proposition d'indépendance des îles Caïmans (2002)

### Empire britannique

« British Empire flag » (variante de 1910)
« British Empire flag » (variante de 1930)

## Rwanda

Proposition « soleil levant » (1996)
Proposition « soleil levant » (1997)
Proposition « soleil levant » (1998)
Proposition « soleil levant » (1999)

## Russie

Proposition de 1914-1917
Proposition d'A. Bryantchaninov pour la République russe (1917)
Proposition d'Alexeï Kokorekine pour la république socialiste fédérative soviétique de Russie (1948)
Proposition pour la RSFSR
Proposition pour la RSFSR
Proposition pour la RSFSR de Mikhail Rodionov (en) (1950)
Proposition faite à la Douma d'État (1994 ; 1997)
Proposition faite à la Douma d'État (1997)
Proposition d'André Khlobystine (1997)
Proposition de William Pokhlyobkine (1999)
Ancien drapeau impérial proposé par Vladimir Jirinovski (2011)
Proposition de Sergueï Nikolaïev (2017)[35]
Drapeau soviétique proposé par le Parti communiste de la fédération de Russie (2022)
Drapeau blanc-bleu-blanc utilisé dans les manifestations contre l'invasion russe de l'Ukraine et par l'opposition à Vladimir Poutine en Russie (2022)

### Carélie

Proposition 1
Proposition 2

### Komi

Proposition à la croix scandinave (2010)

### Tatarstan

Proposition d'une commission spéciale de 1991

### Tchouvachie

Proposition d'A.V. Pavlov (1990)
Proposition de la société de la culture tchouvache (Tšuvaši Kultuuriselts) en Estonie (1990)
Proposition de la société de la culture tchouvache (Tšuvaši Kultuuriselts) en Estonie (1990)
Proposition de S. A. Sindyachkin (1990)
Proposition d'A. V. Ulangin (1990)

## Sahara occidental

Proposition de « drapeau distinctif » (2013)

## Samoa

Proposition de Wilhelm Solf pour les Samoa allemandes (1914)

## São Tomé et Príncipe

Proposition d'Almeida Langhans (1967)
Proposition 1 (1974)
Proposition 2 (1974)
Proposition 3 (1974)
Proposition 4 (1974)
Proposition 5 (1974)
Proposition 6 (1974)
Proposition 7 (1974)
Proposition 8 (1974)

## Serbie

Drapeau proposé de la principauté de Serbie (vers 1838)
Drapeau proposé de la principauté de Serbie (vers 1838)
Drapeau proposé de la principauté de Serbie (vers 1838)

### Voïvodine

Drapeau proposé par la Ligue des sociaux-démocrates de Voïvodine (1990)

## Slovaquie

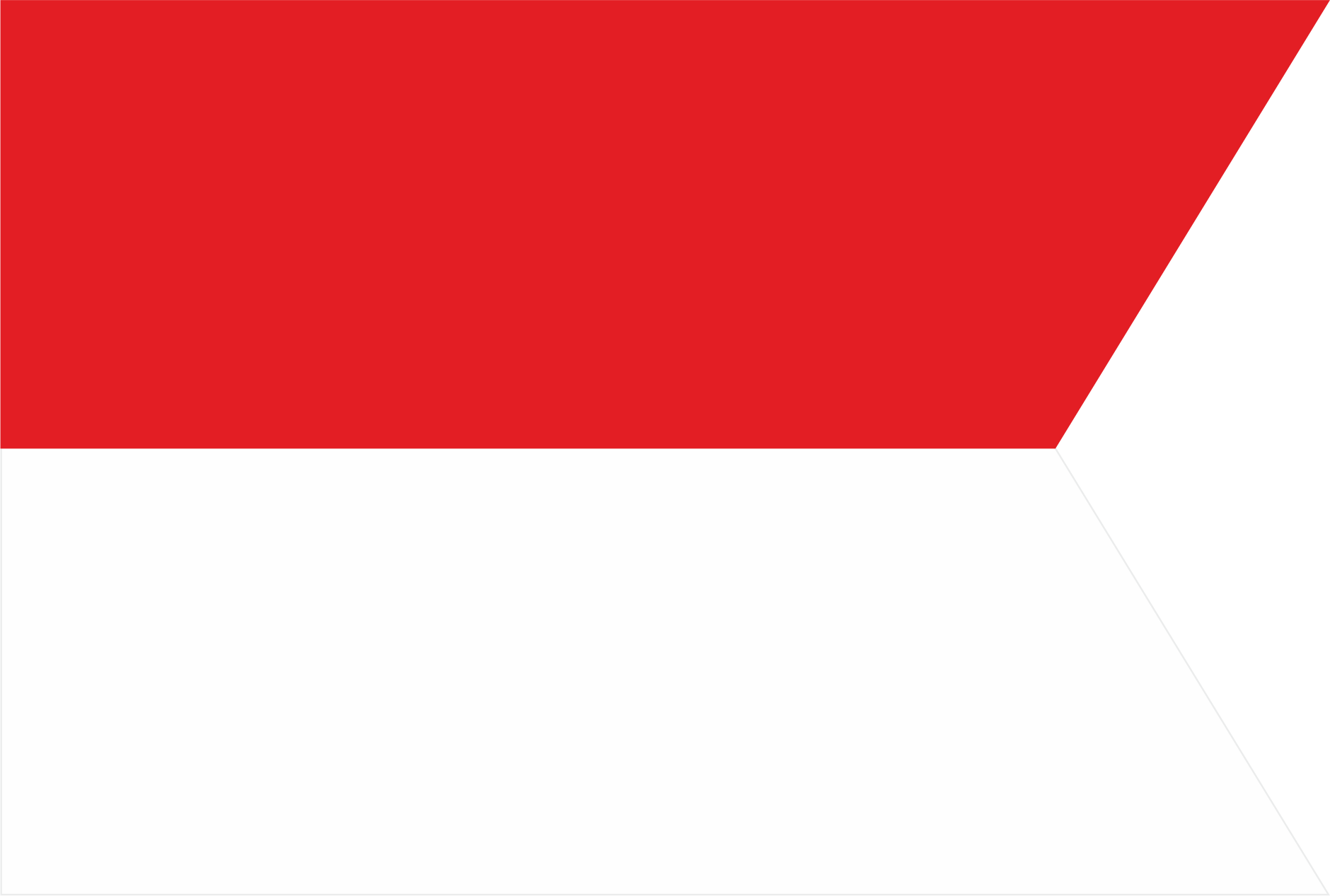
Proposition figurant dans les Revendications de la nation slovaque (en) (1848)

## Slovénie

Proposition pré-indépendance (1990)
Proposition de Karin Košak, Grega Košak Simonida Koželj (2003)
Proposition de Miha Dobrovoljc (2003)
Proposition de Zoran Kovačevič (2003)
Proposition de 2003
Proposition de Klemen Rodman (2003)
Proposition de Dušan Jovanovič (2003)
Proposition de M.D. (2023)

## Suriname

Proposition pour le Suriname, à l'époque où il était encore néerlandais (1954)
Proposition 1 (1975)
Proposition 1 (variante) (1975)
Proposition 2 (1975)
Proposition 3 (1975)

## Tadjikistan

Proposition 1 (1992)
Proposition 2 (1992)

## Taïwan

Proposition no 1 de Teo Eng Hock (1906) (république de Chine)
Proposition no 2 (1906) (république de Chine)
Proposition no 3 (1906) (république de Chine)
Proposition du gouvernement provisoire de la république de Chine (1955)
Proposition de Donald Liu (1994)
Drapeau de la 908 Taiwan Republic Campaign (en) (2005)
Proposition du Congrès mondial taïwanais (en) (2013)
« Taïwan la formosane » par Chih-Hao Chen (2016)

## Tanzanie

Proposition de Wilhelm Solf pour l'Afrique orientale allemande (1914)

## Tchéquie

Proposition no 1 (1992)
Proposition no 2 (1992)

## Timor oriental

Proposition d'Almeida Langhans pour le Timor portugais (1967)

## Togo

Proposition de Wilhelm Solf pour le Togoland (1914)

## Turkménistan

Variante 1 (1991)
Variante 2 (1991)

## Ukraine

Proposition 1 (Ukraine soviétique) (1917)
Proposition 1 (1992)
Proposition 2 (1992)
Proposition 3 (1992)

### Crimée

Proposition 1
Proposition 2
Proposition 3
Proposition 4

## Vietnam

Drapeau de la république du Viêt Nam
Drapeau proposé de la république du Viêt Nam lors de la mutinerie de Yên Bái
Proposition de drapeau pour le Viêt Nam par la Ligue pour la restauration nationale du Viêt Nam (1938)
Proposition de Nguyen Thanh Tri & Tristan Nguyen pour un « drapeau de réconciliation du Vietnam » neutre (1973)
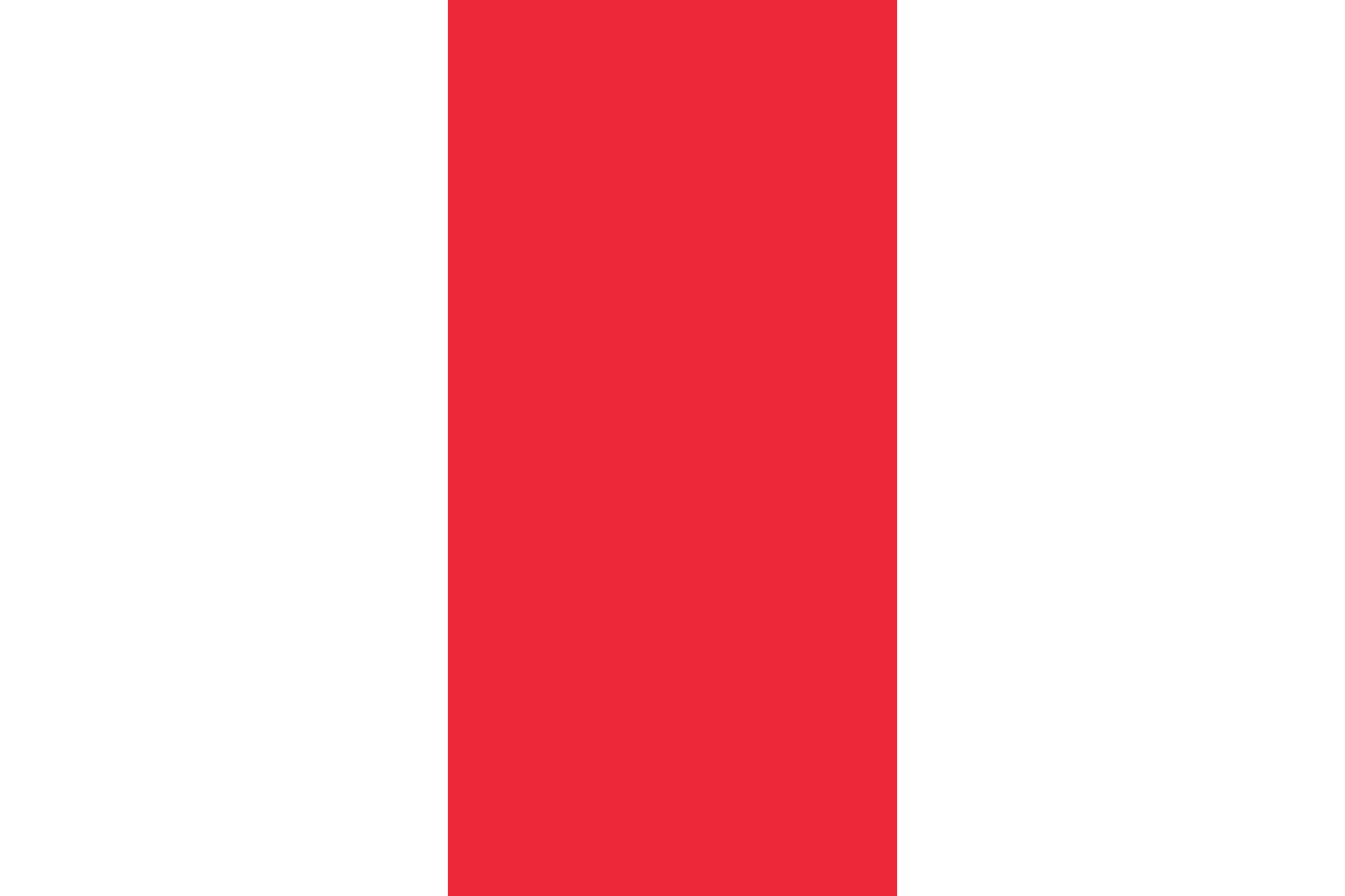
Proposition des étudiants internationaux pour un nouveau drapeau vietnamien neutre (2013)

## Autres propositions de drapeaux supranationaux

### Terre

« Drapeau de la paix mondiale » de James William van Kirk (1913)
Drapeau olympique (1913)
« Drapeau des citoyens du monde » Georg Dibbern (1940)
Drapeau des Nations unies (1946)
Drapeau de la World Service Authority, Garry Davis (1953)
Proposition de John McConnell (1969)
Proposition de James W. Cadle (1970)
Proposition de Jean-Sylvain Delroux (1970)
Proposition de Paul Carroll (1988)
Proposition de Luis Alonso Salvador (1994)
Proposition de David Bartholomew (1996)
Proposition d'Anne Kirstine Rønhede (2000)
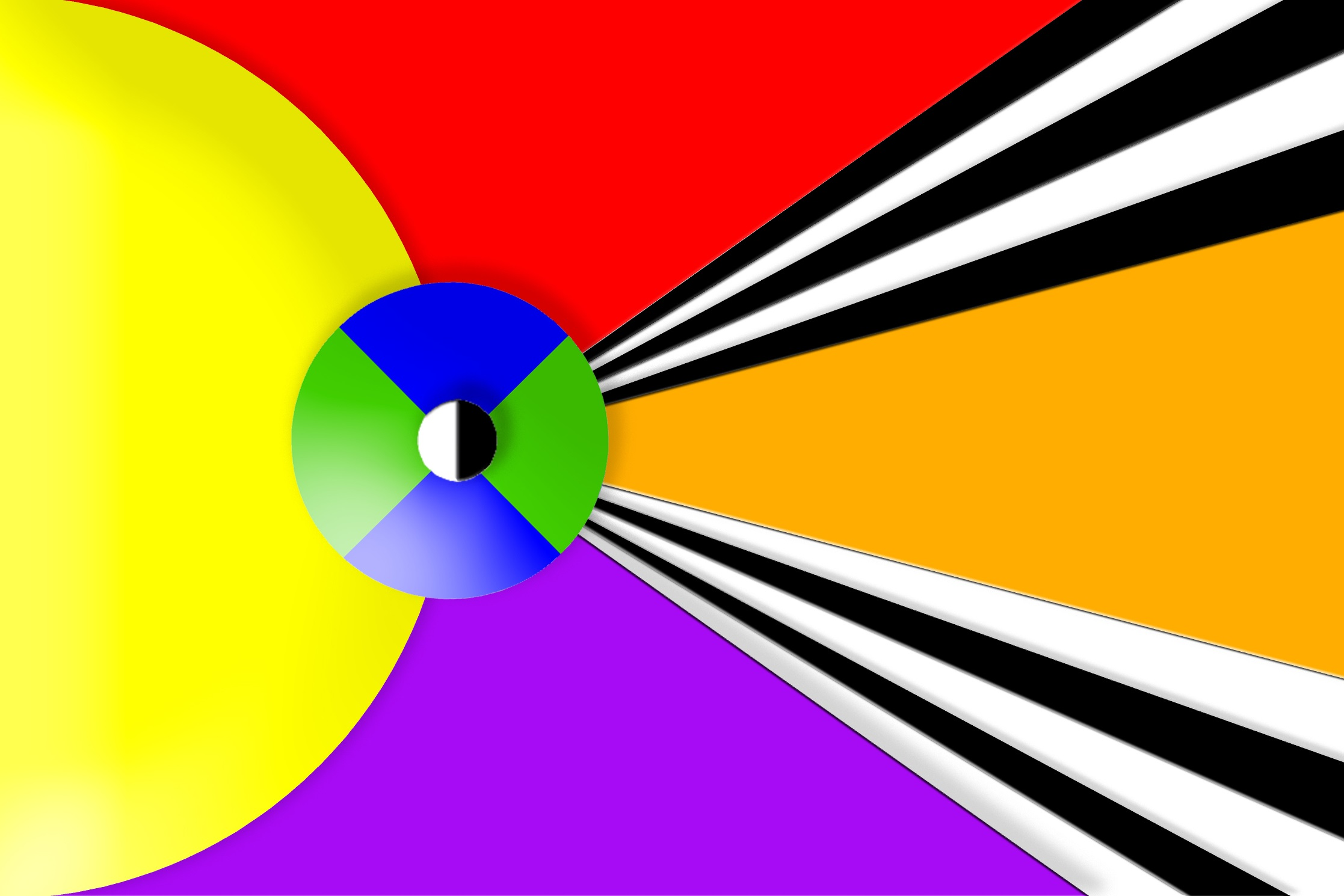
Earth Unity Flag (2000)
Proposition de Philip Kanellopoulos (2004)
Proposition de Philip Kanellopoulos (2004)
Proposition de Philip Kanellopoulos (2004)
Proposition de Philip Kanellopoulos (2011)
Proposition de Paul Carroll (2006)
Proposition de Pedro Manuel Quesada López (2008)
Proposition de Fibits Reality Adjustment (2008)
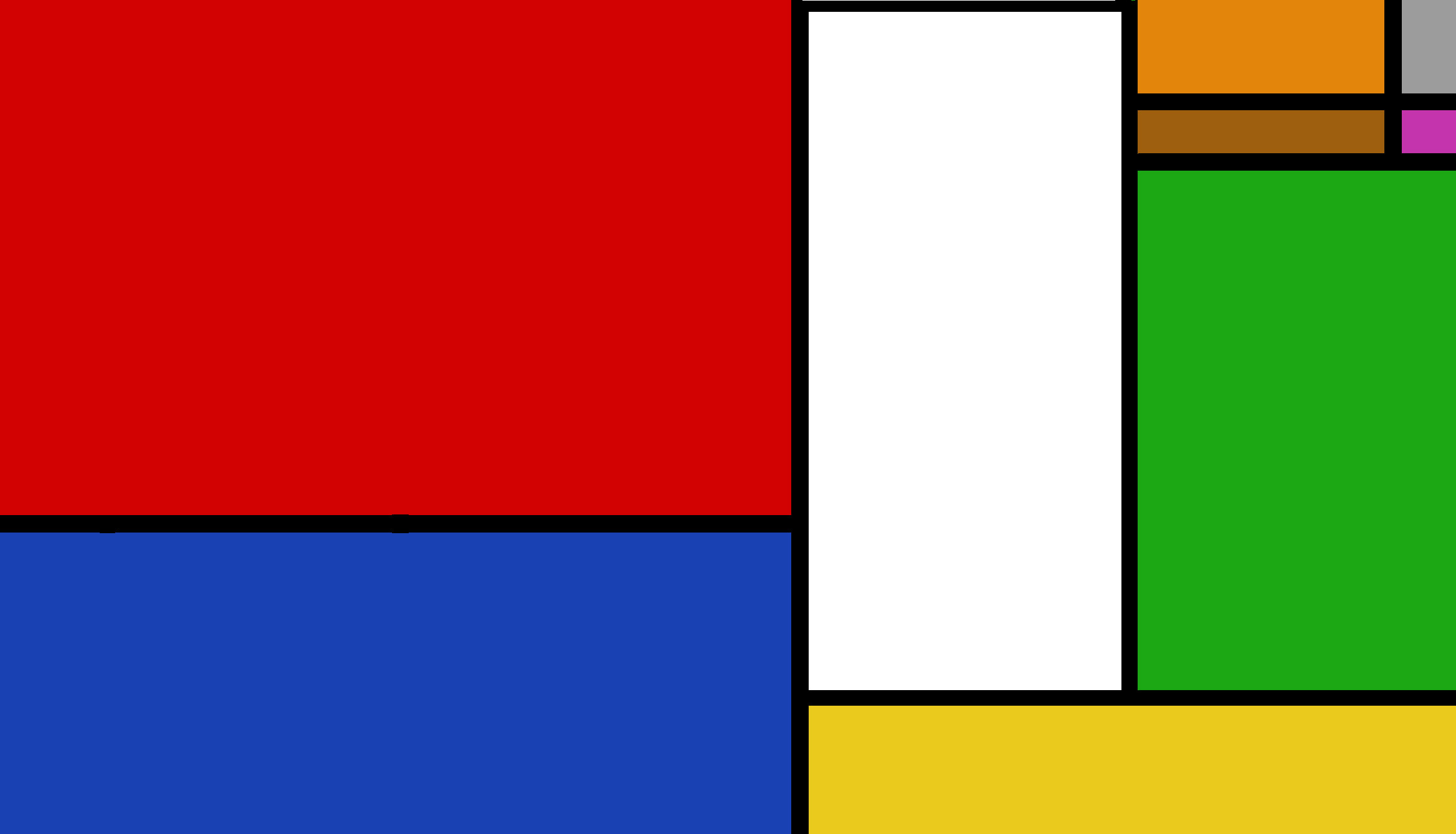
Proposition de la team Brandpowder (2012)
« The International Flag of Planet Earth », proposition d'Oskar Pernefeldt (2015)
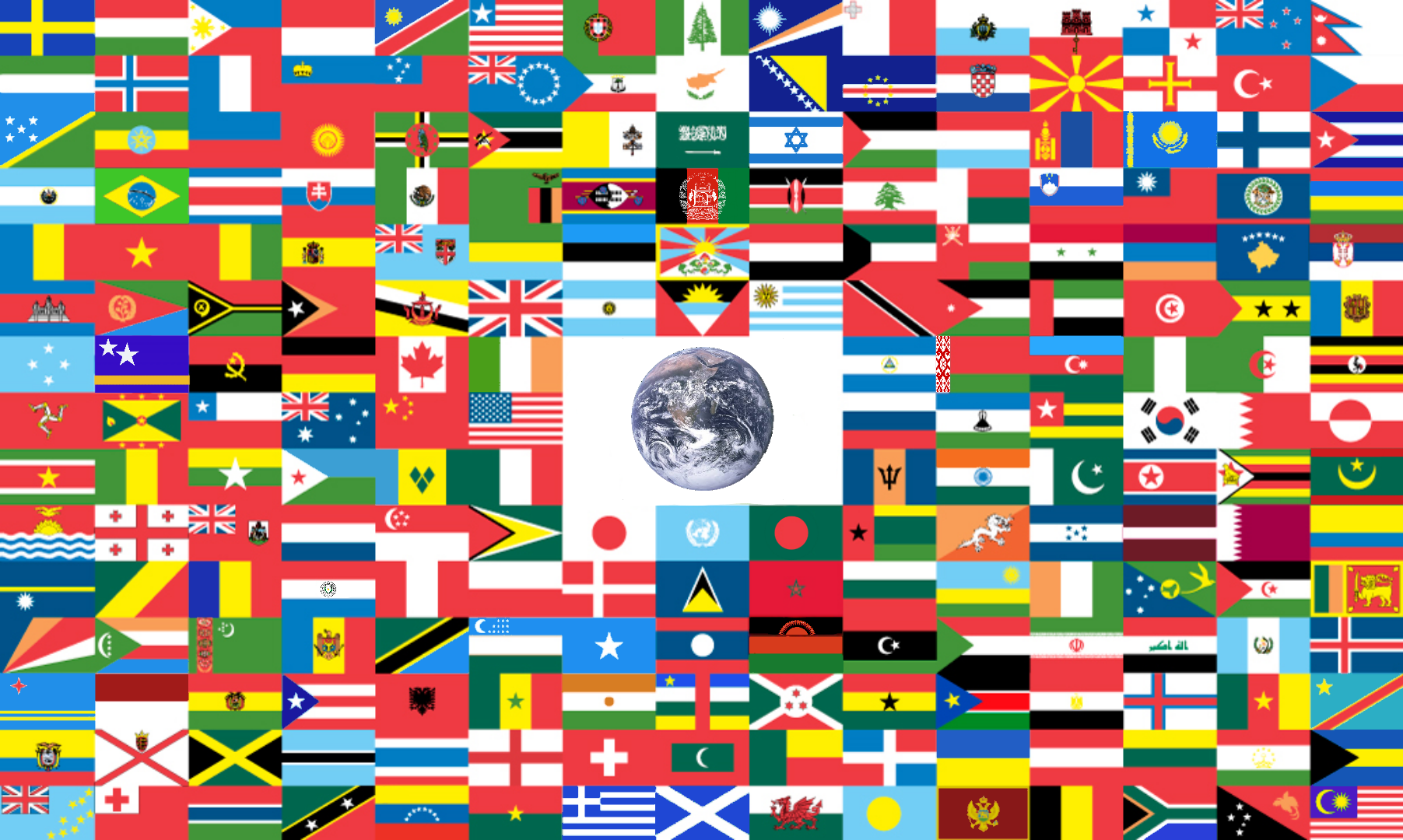
Proposition de Paul Carroll (2019)

### Antarctique

Proposition du True South (Vrai Sud)
Proposition de Graham Bartram
Proposition de Whitney Smith

### Balkans

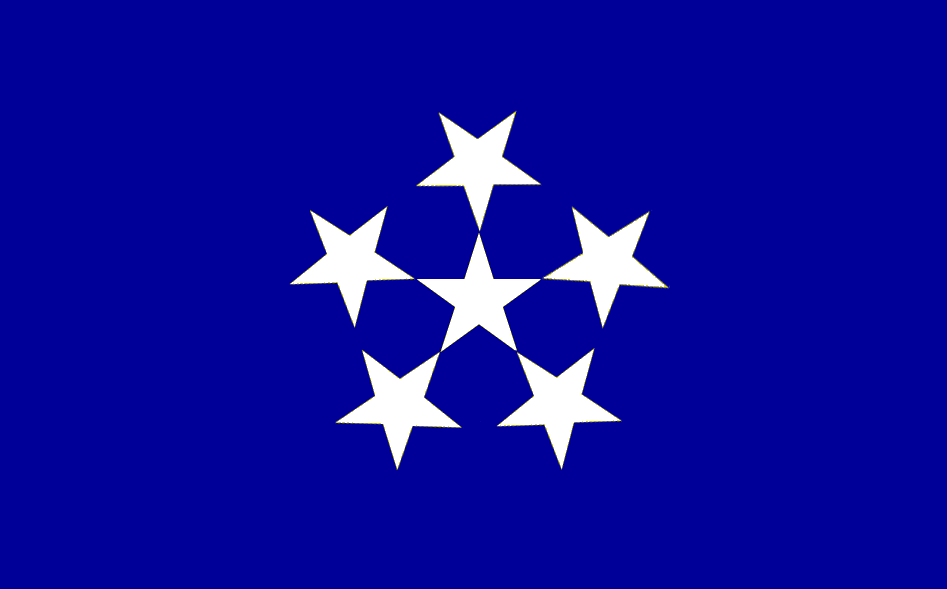
Proposition de drapeau d'une éventuelle confédération balkanique

### Polynésie

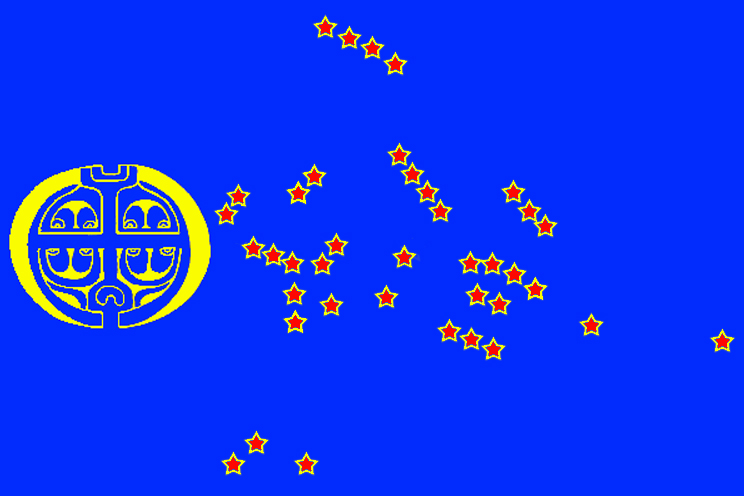
Proposition de drapeau d'une éventuelle confédération polynésienne

### Union européenne

Proposition pour l'Union paneuropéenne (1923)
Proposition pour les États-Unis d'Europe (1930)
Proposition du Mouvement européen (1947)
Proposition de Camille Manné (1949)
Proposition Martin-Levy (1951)
Proposition de Coudenhove-Kalergi (1951)
Proposition du Prince de Schwarzenberg (1951)
Proposition Lucien Philippe (1951)
Proposition Louis Wirion 1 (1951)
Proposition Louis Wirion 2 (1951)
Proposition du Sommier de Neuilly (1951)
Proposition d'Alwin Mondon (1951)
Proposition Muller de Wiesbaden (1951)
Proposition Harmignies (1951)
Proposition Poucher (1951)
Proposition H.C. (1951)
Proposition de Coudenhove-Kalergi (1951)
Proposition de J. E. Dylan (1951)
Proposition inconnue 1 (1951)
Proposition inconnue 2 (1951)
Proposition d'Arsène Heitz (1951)
Proposition Coudenhove-Kalergi (1951)
Proposition de Salvador de Madariaga (1951)
Arsène Heitz Proposal (1952)
Paul Levy Proposal (1952)
Proposition d'Arsène Heitz 1 (1952)
Proposition d'Arsène Heitz 2 (1952)
Proposition d'Arsène Heitz 3 (1952)
Proposition de Bichet (1953)
Proposition du Conseil de l'Europe (1953)
Proposition d'Arsène Heitz 1 (1954)
Proposition d'Arsène Heitz 2 (1954)
Proposition de Bichet  (1954)
Proposition d'Arsène Heitz (1955)
Proposition aux étoiles blanches (1950s)
Proposition à l'étoile unique (1950s)
Proposition de Rem Koolhaas (2011)

### Nations unies

- Proposition de janvier 1947 (en)

## Mars

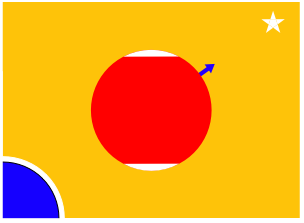
Proposition de Thomas O. Paine (1984)
Proposition de Pascal Lee (1999)